# Historiografia del Regne Medieval de Galícia

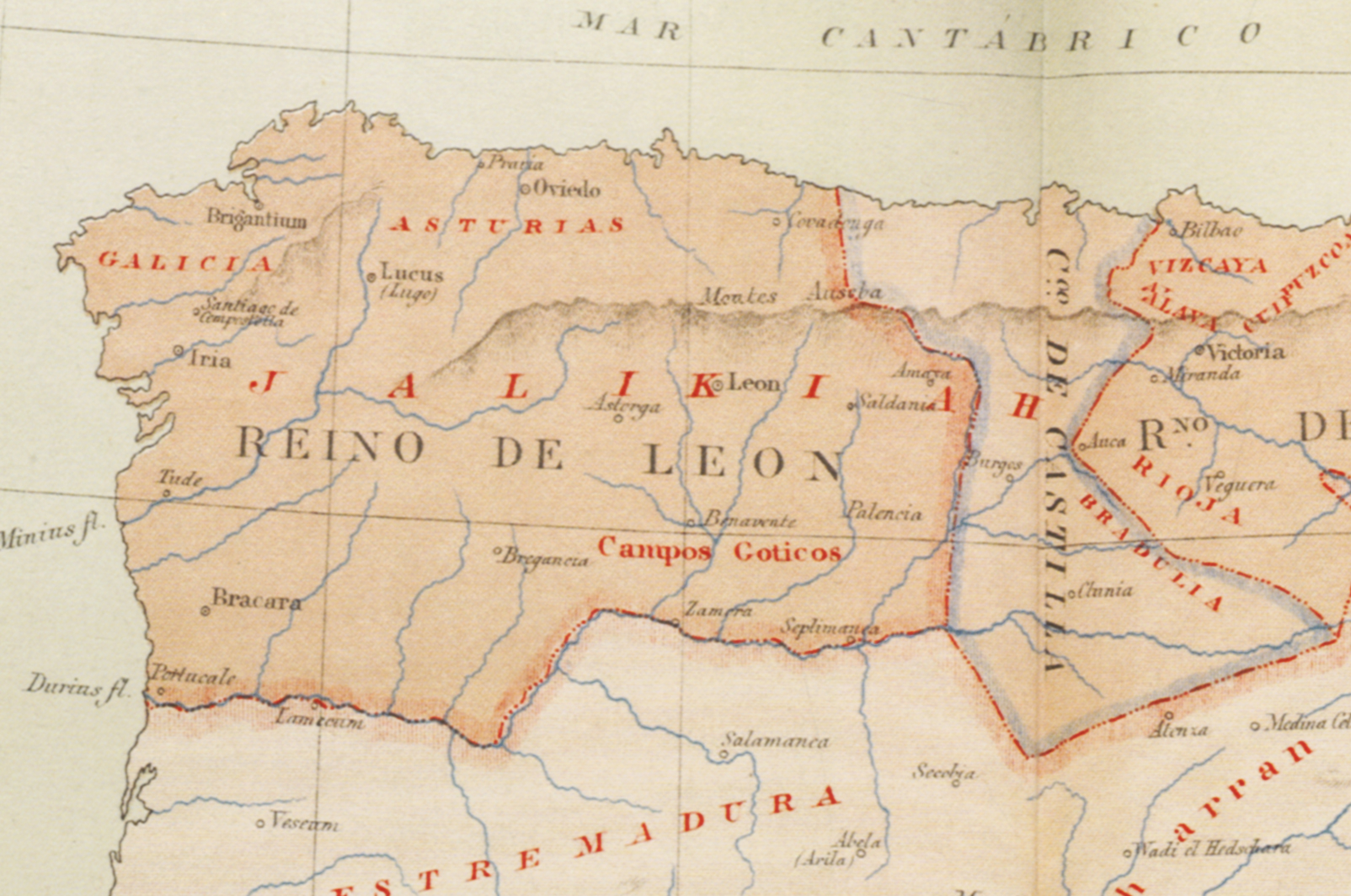
Mapa inclòs a la Historia General de España de Modesto Lafuente, any 1850.
L'autor tradueix el terme àrab Jalikiah (Galícia) com Regne de Lleó.

La primera referència historiogràfica explícita de l'existència del Regne de Galícia data del segle VI, quan el bisbe Gregori de Tours anomena Galliciensim regnum l'estat creat pel poble germànic dels sueus a la província romana de Gallaecia. Aquest regne gallec altmedieval va perdurar, amb dimensions i significats canviants, des de l'època sueba fins al segle XIX, quan, mitjançant una reforma administrativa, l'organització tradicional de la monarquia hispana en regnes va ser substituïda per una estructura provincial centralitzada.
Malgrat aquest llarg període i l'existència d'abundants al·lusions documentals, els historiadors espanyols de l'Edat Contemporània van substituir les referències al regne gallec de l'alta i plena edat mitjana pels noms de Reino de Asturias i Reino de León, amb el territori de la Galícia actual es presentava com un espai subsidiari de poca importància. La contradicció entre aquesta visió historiogràfica i la realitat que presenten els documents històrics va ser denunciada per una part dels estudiosos gallecs i no ha deixat de ser reconeguda, d'una manera o altra, pels mateixos historiadors que la van propagar.

## Historiografia medieval
La denominació "Regne de Galícia", emprada en un primer moment per donar nom al regne dels sueus, va passar amb la islamització de la Hispània visigòtica per designar tot el territori peninsular sota domini cristià, amb l'excepció de la Marca Hispánica Franca. La divisió de noves realitats polítiques a partir del segle XII (Portugal, Castella, Lleó) va anar reduint les dimensions del territori, en un procés que va culminar al segle XV quan, després de la separació del Bierzo, el regne gallec va presentar pràcticament l'extensió de l'actual comunitat autònoma de Galícia.

### Període germànic (segles V-VII)

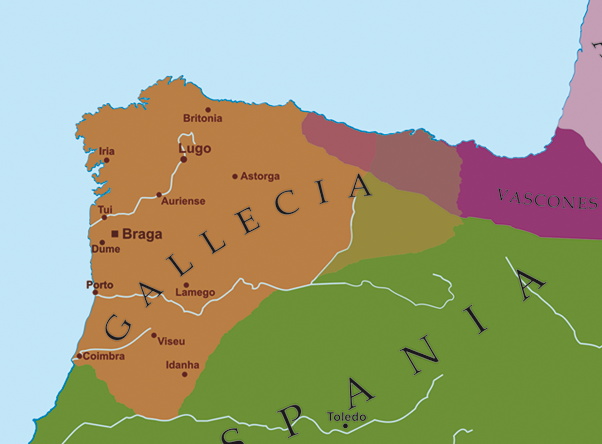
Bisbats del Regne de Galícia.
Segle VI: Braga, Porto, Lamego, Coimbra, Dumio, Lugo, Ourense, Astorga, Iria, Britonia, Tui, Idaña, Viseu.

L'any 411, a l'apogeu de l'imperi, Roma arriba a un acord (foedus) amb la tribu germànica dels sueus, pel qual se'ls cedí la província de Gallaecia per a l'assentament. Aquest referent territorial fou assumit ràpidament pels nous governants, com es desprèn de la inscripció "MVNITA GALLICA", present en algunes de les monedes de l'època. Al segle següent, el clergue francès Gregorio de Tours († 594 ), a la seva obra Historia Francorum, ja va anomenar els dominis suabes com "Gallicensim regnum".
Els seus territoris incloïen Astúries i la plana lleonesa. Així ho van transmetre els cronistes Paulo Orosi († 420), que situa a Galícia càntabres i asturians, Hidaci († 469), que, a més d'assenyalar la gallecitat de "Asturica " (Astorga), anomena "Campos Gallaeciae" la plana lleonesa coneguda avui com a Tierra de Campos; i Isidor de Sevilla († 636), que ja al segle VII torna a indicar que Astúries i Cantàbria es troben dins Galícia. Les dimensions aproximades del regne gallec es dedueixen de l'enumeració dels prelats assistents als concilis de Braga i Lugo i de la llista de seus religioses incloses en el parrochiale suevum (ca. 569), on tots els bisbats estan inclosos en la "regione" gallega.
L'any 585, la monarquia visigoda va incorporar el Regne de Galícia als seus dominis. Les cròniques d'Afons III afirmaran tres segles més tard que "els visigots eren més forts i dominaven el Regne de Galícia". Aquest fet no va suposar la desaparició del regne galisueu com a entitat diferenciada (com l'anomena el poeta Venanci Fortunat [† ca. 600 ]), perquè el mateix Liber Iudiciorum visigot divideix el territori gòtic en tres zones: Espanya, Gàl·lia i Galícia Aquesta divisió també apareix als concilis visigots: al tercer concili (589) s'estableixen oracions per als homes de les esglésies d'Espanya, Gàl·lia i Galícia, i al tretzè (683) un decret fiscal diferència entre aquests tres territorials. espais per a la vostra aplicació. La mateixa distribució territorial apareix a la crònica de Joan Biclarense († 621), autor que distingeix la " provincia Gallaecia" de la "provincia Gothorum" i, quan informa d'un Concili a Toledo, accepta assenyalar que bisbes "d'Espanya, Gàl·lia i Galícia".

### Període cristià (segles VIII-XI)

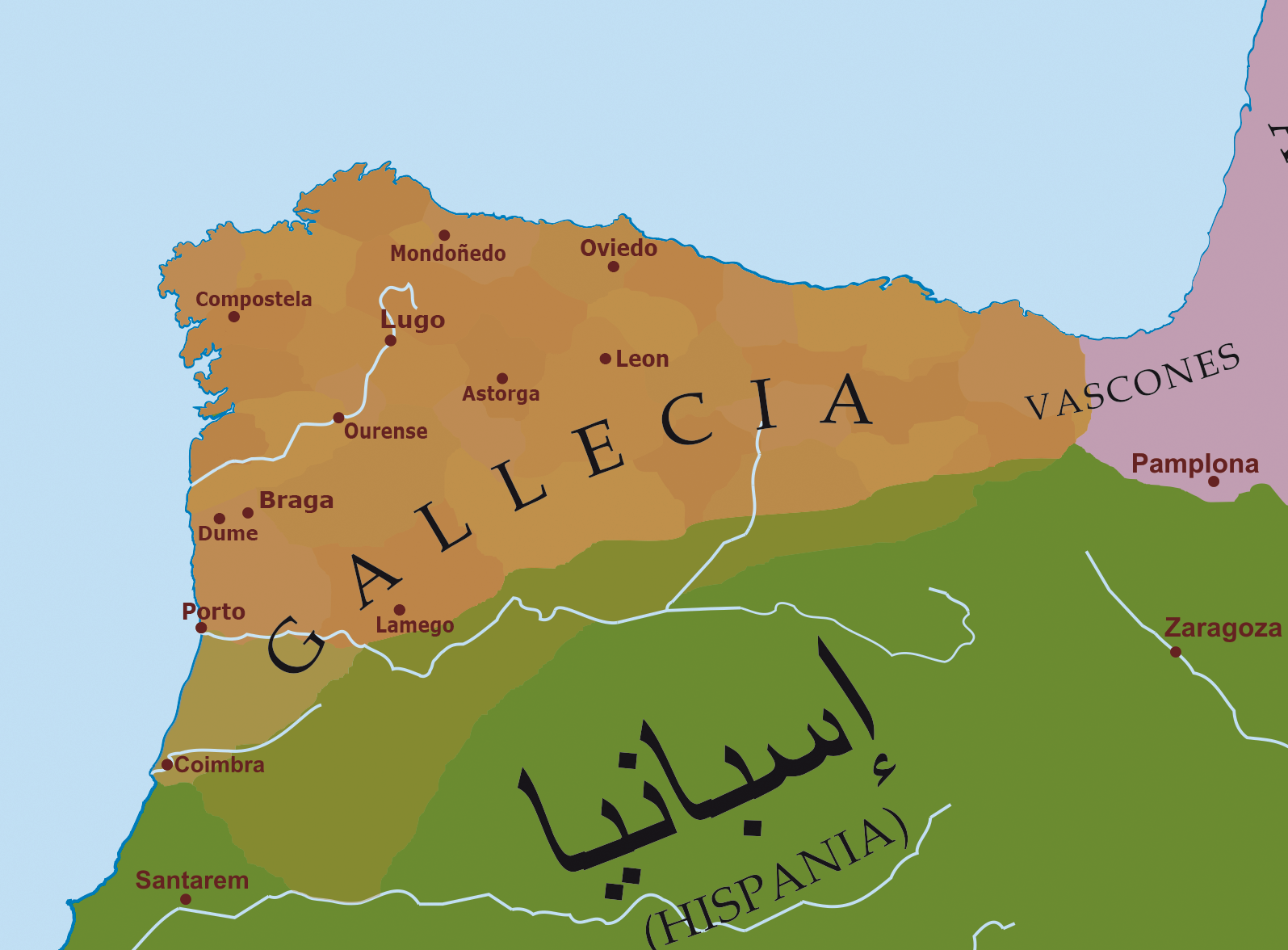
Bisbats del Regne de Galícia.
Segle IX: Braga (metròpoli), Dumio, Porto, Tui, Ourense, Iria, Lugo, Britonia i Astorga.

A principis del segle VIII, l'islam es va estendre a la península Ibèrica, posant fi al Regne Visigot. L'ocupació islàmica no va arribar a Galícia, on les estructures socials i religioses es van mantenir inalterades. La documentació medieval inclou fins i tot referències a una moneda gallega pròpia en aquests segles: el sòlid gallec. Aquests sòlids "de uso na nosa terra" són referits, sota diferents variants: gallicanos, gallicenses, gallicanus, als cartularis de les esglésies gallegues fins al segle XII.
Aquests fets, ignorats per la historiografia tradicional espanyola, apareixen reflectits en les cròniques cristianes i musulmanes i en les obres de diferents historiadors al llarg dels segles. Així, Sigebert de Gembloux († 1112) va escriure sobre «el regne que és la tercera part d'Hispània, que anomenem Galícia, que ni els visigots ni més tard els sarraïns podien sotmetre»; el rei granadí Abd Allah ibn Buluggin († ca. 1090) recordava a les seves memòries com Al-Andalus "pertanyia als cristians fins que els àrabs els van derrotar i els van conquerir a Galícia"; l'alemany Georgius Agricola († 1555) va explicar que els sarraïns "varen envair Hispània amb un exèrcit enorme i van despoblar totes les terres menys Galícia"; i l'algerià Al Maqqari († 1632) narraven com «en aquella època no hi havia lloc que no estigués dominat per Al-Andalus si excepte el país de Galícia».

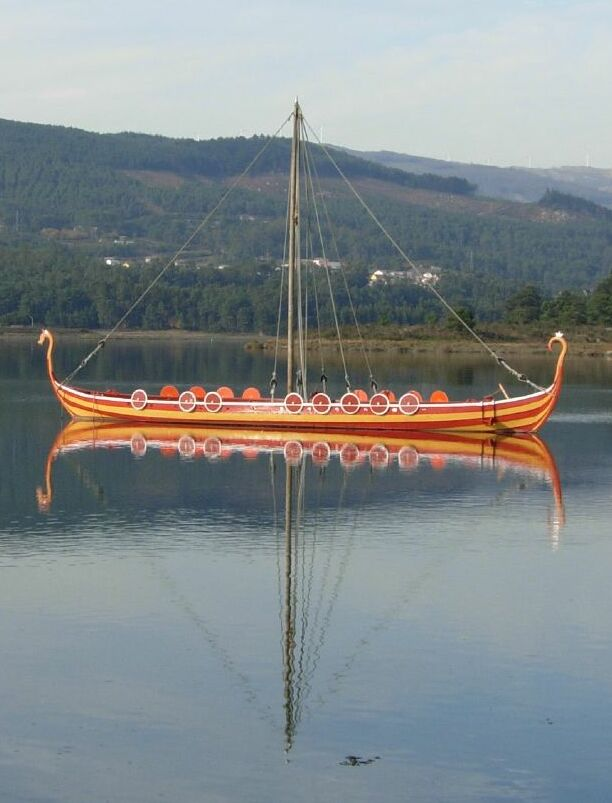
Rèplica d'un vaixell víking (drakar) a Catoira. Els normands van dividir la península Ibèrica en tres espais polítics: Galizuland, Spanland i Skarland.

El territori de la península Ibèrica mantenia així la mateixa divisió territorial en tres zones del període germànic: Galícia, el regne dels cristians; L'Espanya musulmana, hereva del Regne Visigot, i la marca hispànica de l'imperi franc. En el context d'aquest marc polític, abunden les referències a Galícia i el seu territori: 
- Documentació d'origen cristià, que divideix la Península Ibèrica entre Galícia (Gallaecia),[39] Espanya (Hispània)[40] i la Marca Hispánica del Regne Franc:

Els bisbes de Galícia van assistir al Concili de Frankfurt (794) juntament amb els d'Itàlia, Gòtia i Aquitània, i a partir d'aquí el papa Adrià I († 795) va emetre un document adreçat al clergat de Galícia i Espanya, és a dir, el clergat galaic i el mossàrab. Els bisbes gallecs també es troben entre els assistents al Concili d'Attigny (874). En l'obra del monjo Beat de Liébana († 798), a Santiago se li atribueix l'evangelització de Galícia, no la d'Hispània. Un text mossàrab anomenat Nomina Ovetensis (780 ) inclòs a l'anomenada Nomina Sedium Episcopalium enumera els bisbats gallecs del segle VIII. Al segle següent, la crònica albeldense (881) fa el mateix, que permet dibuixar els límits territorials de Galícia i comparar la continuïtat amb l'època sueva. Alguns límits que la documentació del segle X posa al riu Cea, arribant al sud fins al riu Mondego, Coïmbra i el monestir fortalesa de Lorvão. El valor referencial de Galícia és clar i precís entre tot el cristianisme medieval, amb nombrosos exemples associats sobretot al fenomen dels pelegrinatges jacobes. Per exemple, el viatge del monjo armeni Simeó de Màntua († 1016), que l'any 983 va peregrinar "per diversos llocs de Galícia coneixent la fama del rei (Bermudo II)". Més enllà dels límits tradicionals, l'any 956 un monjo franc recull als Annals de St. Gallen que la batalla de Barranco, produïda l'any 939 al sud del riu Duero, als peus de l'actual província de Sòria, va tenir lloc a la "regió de Galícia".
- Documentació d'origen escandinau, que divideix la península Ibèrica entre Galícia (Galizuland ),[53] Espanya (Spánland )[54] i la marca franca (Skarland ):[38]

La primera incursió normanda va arribar a la costa gallega l'any 844. després d'assaltar Tolosa. Són setze sagues en què es parla de Galícia, de vegades amb el nom de Jakobsland, la "terra de Santiago", i els reis gallecs. Per exemple, la saga dels Jarls de les illes Òrcades (Saga Orkneyinga), la saga dels fills de Magnus III de Noruega († 1103) (Saga Magnússona) o la saga dels descendents de Canut el Genial († 1035) (Saga Knytlinga). En aquest últim, es narra la història d'Ulv Galiciefarer que "va anar com un víking cap a l'oest i va arrasar Galícia amb un ric botí, per això se li va dir Ulf el Gallec".

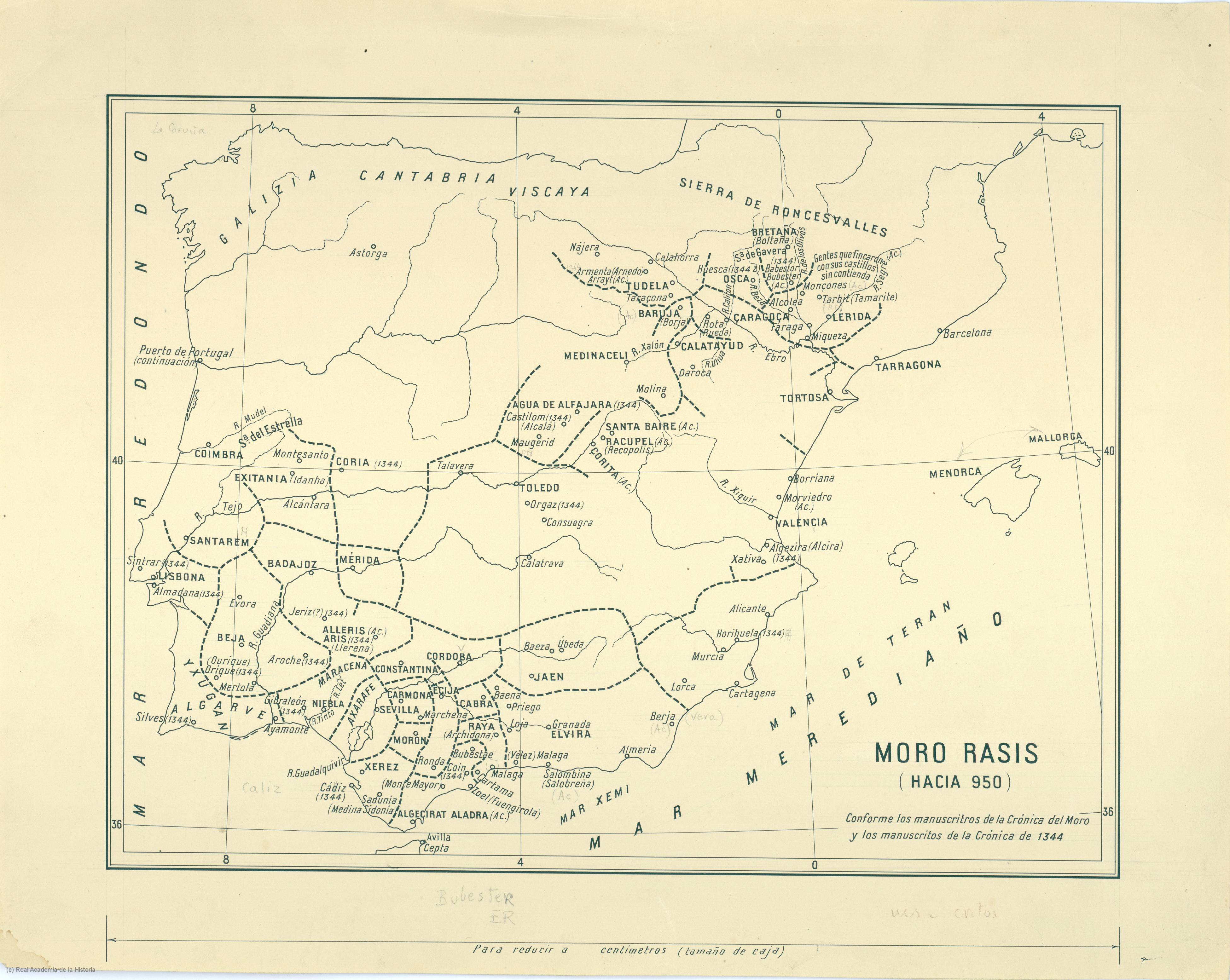
Península Ibèrica segons la Crònica del Moro Rasis (†955).

- Documentació d'origen musulmà, que divideix la Península Ibèrica entre Galícia (Djilliquiyya),[62] Espanya (al-Andalus)[63] i els territoris pirinencs dels francs (Ifrandj):[64]

A l'Ajbar machmúa, una recopilació de textos àrabs dels segles VIII al XI, els cristians de la península occidental s'anomenen gallecs (al-yalaliqa) i Galícia és el seu regne. L'historiador i geògraf Al-Ya'qubi († 897 / 8) registra al seu Kitāb al-buldān (Llibre dels països) que Mèrida limita amb el territori del poble gallec. El geògraf Al-Masudi († 956) parla dels gallecs i dels seus pobles veïns: francs, eslaus, llombards, etc., citant-los com el perill més gran per Al-Andalus i narrant com Abd al-Rahman, rei d'Espanya, va marxar contra Zamora, capital dels gallecs. El persa Al-Istakhri († 957) descriu en el seu Kitāb al-Masālik al-mamālik (Llibre dels camins i els regnes) la frontera d'Al-Andalus incloent Zamora i Oviedo entre les ciutats gallegues. L'àrab Ibn Hawqal († 988) assenyala Galícia entre els regnes cristians europeus reconeixibles per ell, dividint la Península Ibèrica entre aquesta i l'Espanya musulmana, citant com a ciutats gallegues Oviedo, Zamora i Lleó i situant Lisboa com la frontera sud. Al-Andalusi († 1070) situa els gallecs entre les nacions en què divideix el món conegut. Ibn Hayyan († 1075 ) cita Clunia com "primer límit de Yilliqiyya " a l'est i Coïmbra al sud. El cartògraf i geògraf Al-Idrisí, en la seva descripció del món feta cap al 1150 i titulada Nuzhat al-mushtāq fi'khtirāq al-āfāq (Llibre dels viatges agradables a terres llunyanes), també conegut com el Llibre de Roger (Kitāb Rūŷar) a ser una comissió de Roger II de Sicília, informa que les ciutats de Lleó, Segòvia, Burgos i Sòria depenen de Galícia, entre d'altres. El geògraf Yaqut, que va viure entre 1179 i 1229 i va compondre el Kitāb Mu'jam al-Buldān (Diccionari de països) entre 1224 i 1228, situa Yilliqiyya "a prop de la costa de l'oceà, a l'extrem nord-oest d'al-Andalus". Altres autors àrabs més tardans, però que basen les seves obres en cròniques anteriors continuen en la mateixa línia; així: Ibn Khaldún († 1406) esmenta els gallecs entre les nacions veïnes d'Al-Andalus, i Al-Himyari († 1495) narra la batalla de Simancas (939) situant-la en territori gallec (les fonts cristianes fan el mateix) i indicant que «entre les nacions amb les quals els habitants d'Al-Andalus estaven en conflicte, la gallega era la més poderossa».

### Desintegració del regne (segles XI-XIII)

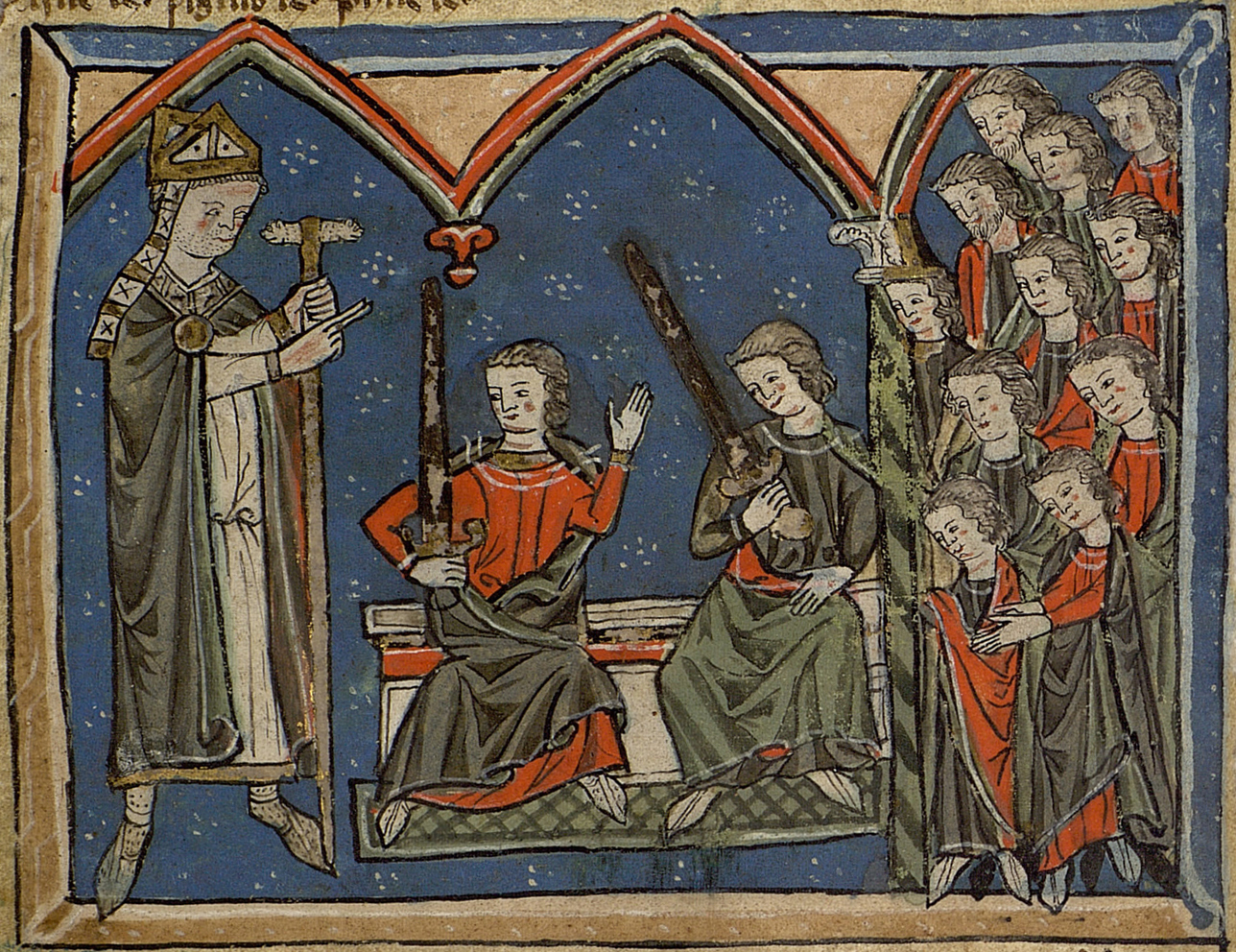
Bisbe Diego Xelmírez.
La Historia Compostellana, un llibre sobre la vida del prelat i els esdeveniments polítics del seu temps, no esmenta mai l'existència d'un regne de Lleó.

Des del segle XI, la documentació històrica mostra una progressiva diferenciació entre les zones geogràfiques que conformaven el regne gallec. Tot i perviure encara a la distinció tradicional entre Galícia, el regne cristià, i Espanya, el territori musulmà, observable per exemple en una missiva diplomàtica d'Urbà II († 1099), està emergint en els documents una nova toponímia política: Lleó, Castella, Portugal. Així ho testimonia el geògraf i historiador andalús Al-Bakri († 1094), que en aquest punt divideix Galícia en 4 regions: Galícia pròpiament dita o nuclear; Astúries, que diu que deu el seu nom al riu Astura (Esla); Portugal, petit enclavament entre Braga i Porto; i Castella (on inclou Lleó). Aquesta diferenciació territorial es va accelerar a finals del segle XI quan Alfons VI va modificar els límits polítics unint la taifa de Toledo als seus dominis. A partir d'aquest moment Afonso comença a aparèixer en la documentació històrica no només com a rei gallec sinó també com a rei d'Espanya. 
El procés de fragmentació política va continuar al segle XII quan, de la mà del "pèrfid gallec" Afonso Henriques es va produir la divisió de Portugal. Un regne que a finals del segle XI es va concebre com un més dels territoris de Galícia. Encara era recordat com a tal al segle XIII pel cronista navarrès Jiménez de Rada († 1247), i en diverses cròniques transpirinenques, com les de Robert de Torigni, els reis de Portugal eren anomenats gallecs.
De la mateixa manera, les terres de Castella foren separades del regne comú en el moment de la mort del rei Alfons VII († 1157). Aleshores el seu imperi es va dividir entre els seus fills a petició del comte gallec Fernán Pérez de Traba. Sancho va rebre Castella i Toledo i Fernando "tota Galícia, tota Astúries d'Oviedo, les ciutats i terres de Lleó, Astorga, Toro, Zamora i Salamanca". És a dir, Galícia, Astúries i cinc ciutats, amb les seves terres circumdants, situades fora del massís gallec.
També en aquest segle, Lleó va deixar de considerar-se una zona específicament gallega a les fonts. La "terra de foris", el "territorivm legionense " inicial associat a la cort reial del segle x, es va individualitzar en un procés gradual, que ara apareix a la documentació com a separat. territori situat després dels "Alps gallecs". Sense que es pugui determinar clarament una geografia lleonesa pròpia, separable de Galícia, els documents es limiten a assenyalar el caràcter de Lleó com a seu reial i mai no assignar aquest nom a tot el territori. Formant de vegades, ja en els segles següents, un grup territorial anomenat en la diplomàcia Galícia-Lleó. Malgrat la interpretació del període establerta per la historiografia espanyola, que contempla l'existència exclusiva d'un "Regne de Lleó", la documentació contemporània va mantenir Galícia com a nom del regne.

El regne gallec és esmentat en els itineraris dels croats en el seu camí a Terra Santa i Galícia esmentada entre les nacions cridades a la defensa de Jerusalem pel papa Pascual II.

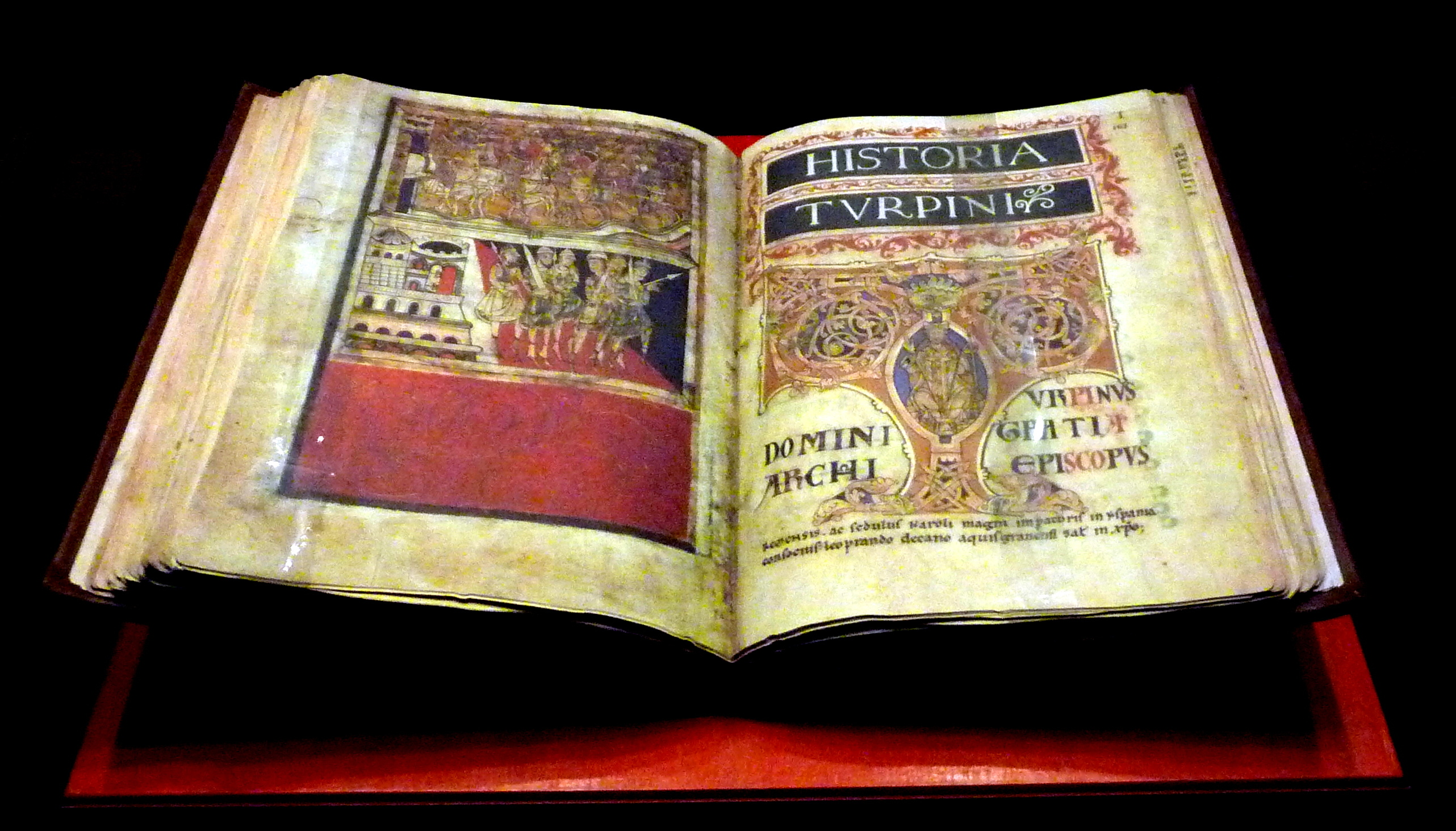
Còdex Calixtí. En el text, que anomena Afons VII "emperador d'Espanya i Galícia", no hi ha referències al regne de Lleó.

- A la Crònica de Sampiro (segle XI), recollida a l'anomenada Crònica Silense (segle XII), apareix la primera referència explícita a l'existència d'un Regne de Lleó. Aquest manuscrit, que va ser el gran constructor de la identitat de la ciutat de Lleó com a seu reial, finalitat a la qual també contribuiria posteriorment la Silense,[109] esmenta així per primera vegada el "Legionis regnum".[110] Encara que entre les dues cròniques hi ha cinquanta-dues mencions de Lleó,[111] la majoria d'elles com a ciutat.[112] A més, a la primera meitat del text sampirens, fins al regnat d'Ordoño III (951 - 956), Zamora també té un nombre important d'aparicions, en les quals apareix amb els mateixos atributs reials que es donen a la ciutat de Lleó mateix.[113] D'altra banda, el text del Silense, avui també anomenat Historia legionense, deixa clar que el Regne de Galícia és l'objecte de la seva narració, perquè així s'anomena constantment el regne[114] i també ho és el regne. una citada més sovint (vint-i-vuit).[111] A més, Bermudo II[115][116] i Afonso V.[117][118] són indicats com a reis de Galícia, entre d'altres.

- La Història Compostel·lana, narració dels principals esdeveniments polítics del regne entre els anys 1100 i 1140, no fa cap referència a l'existència d'un regne lleonès.[79] En el text, el regne gallec apareix sota el nom de "regnum Hispanie" en vint ocasions, quan inclou les terres espanyoles guanyades als musulmans (Taifa de Toledo), i com a "regnum Gallaecie" en disset ocasions, quan es refereix al tradicional regne.[119] La història també esmenta el "regnum Aragoniae" tres vegades, i una vegada el "regnum Toleti" i el "regno Portugalensi "; no existeixen més regnes a la crònica xelmiriana.[120]

- El Còdex Calixtí tampoc conté cap referència al Regne de Lleó. En el seu llibre IV, la Historia Turpini, s'enumeren els pobles i ciutats de Galícia (i d'Espanya) sense incloure Lleó entre ells.[121] En el llibre V, conegut com la Guia del pelegrí, atribuït al monjo francès Aymeric Picaud, es detallen els dies i els pobles del seu camí a Santiago, fent només una mínima referència a "Léon".[108]

- A la Chronographia del monjo belga Sigebert de Gembloux († 1112 ), crònica universal dels fets més importants entre els anys 379 i 1111, es diu que « el regne que és la tercera part d'Hispània, que anomenem Galícia [ ...] continua intacte, que amb la protecció de Déu queda inexpugnable".[34]

- La Chronica Adefonsi Imperatoris, escrita entre 1153 i 1157, reflecteix els canvis polítics del territori. L'any 1139, quan l'emperador Afons VII inicia la campanya militar contra el castell d'Oreja, reuneix la "milicia de tota Galícia, terra de Lleó i Castella".[122] En el Poema de Almeria (ca. 1147), apèndix èpic de la crònica, es subratlla la primacia del territori gallec sobre els altres dominis imperials a l'hora de descriure l'ordre de marxa dels exèrcits.[123][124] Els gallecs lideren l'expedició seguits per la cavalleria de la ciutat de Lleó, els "urbis legionis".[125]

- Galícia és esmentada a la crònica del monjo alemany Ekkehard d'Aura († 1126), entre les nacions que van acudir a la crida del papa Pascual II per reforçar la recent conquesta de Jerusalem.[106]

- En un text de les Illes Britàniques, les Annales Cambriae o Cameracenses, s'enumeren tres imperis cristians per a l'any 1159: el Germànic, el Romà d'Orient i el Gallec.[126]García Gallo. El imperio medieval español.  Arbor, 1945, p. 227.</ref>[127]

- A la Narratio de Itinere Navali, l'itinerari dels croats de l'any 1189, es descriuen cinc regnes a la península Ibèrica: Aragó, Navarra, el dels espanyols (musulmans), Galícia i Portugal.[105]

- Els textos èpics francesos dels segles XII i XIII reconeixen àmpliament el nom correcte del regne gallec; així, entre la toponímia de la chanson de geste francesa, "Galice" apareix 50 vegades en 35 textos, " Saint Ja(c)ques " 65 vegades en 35 textos, "Compostela(l)e" 9 vegades en 6 textos, mentre que "Lleó " només apareix en un parell d'ocasions.[128] Un exemple el trobem en el més antic dels seus exemplars, el Cantar de Rotllan (ca. 1170), on Galícia s'esmenta dues vegades,[129] un altre al Charroi de Nîmes on Galícia és esmentada al costat d'altres nacions del seu temps.[130]

- L'historiador britànic Roger de Howden († 1201) també evita l'esment del suposat regne lleonès a la seva Chronica Magistri. En aquesta obra, quan es refereix al regne gallec, ho fa sota la forma "la terra del rei de Sancto Jacobo ", és a dir, la terra d'Alfons VIII de Santiago de Compostel·la.[131] Així mateix, a l'itinerari marítim De Viis Maris, atribuït al mateix Howden i compost entre 1191 i 1193, que descriu la ruta de York a Terra Santa, el regne apareix amb la mateixa fórmula, especificant a més que s'anomena "Galícia".[132]

Són els anys de l'anomenada era de Compostel·la, una època d'esplendor econòmica i l'època d'esplendor de la llengua i la poesia del regne gallec. La llengua del Regne de Galícia, el gallec, figurava entre les quatre llengües autoritzades per a la pràctica trobadoresca citades pel català Jofre de Foixá († ca. 1295) a les seves Regles de Trobar. En aquesta llengua, el mateix rei castellà Afonso IX  va escriure les seves famoses Cantigas de Santa María i, fins i tot al segle xv, Íñigo López de Mendoza († 1458), marquès de Santillana, va recordar com s'utilitzava el gallec per a la lletra a la tot el territori peninsular. Aquest predomini cultural de Galícia (la llengua sempre ha estat companya de l'imperi), és inexplicable des del paradigma historiogràfic hispànic, i només es pot entendre acceptant l'existència d'un regne gallec que cobria tot el nord-oest peninsular.

### Dins de la corona de Castella (segles XIII-XV)

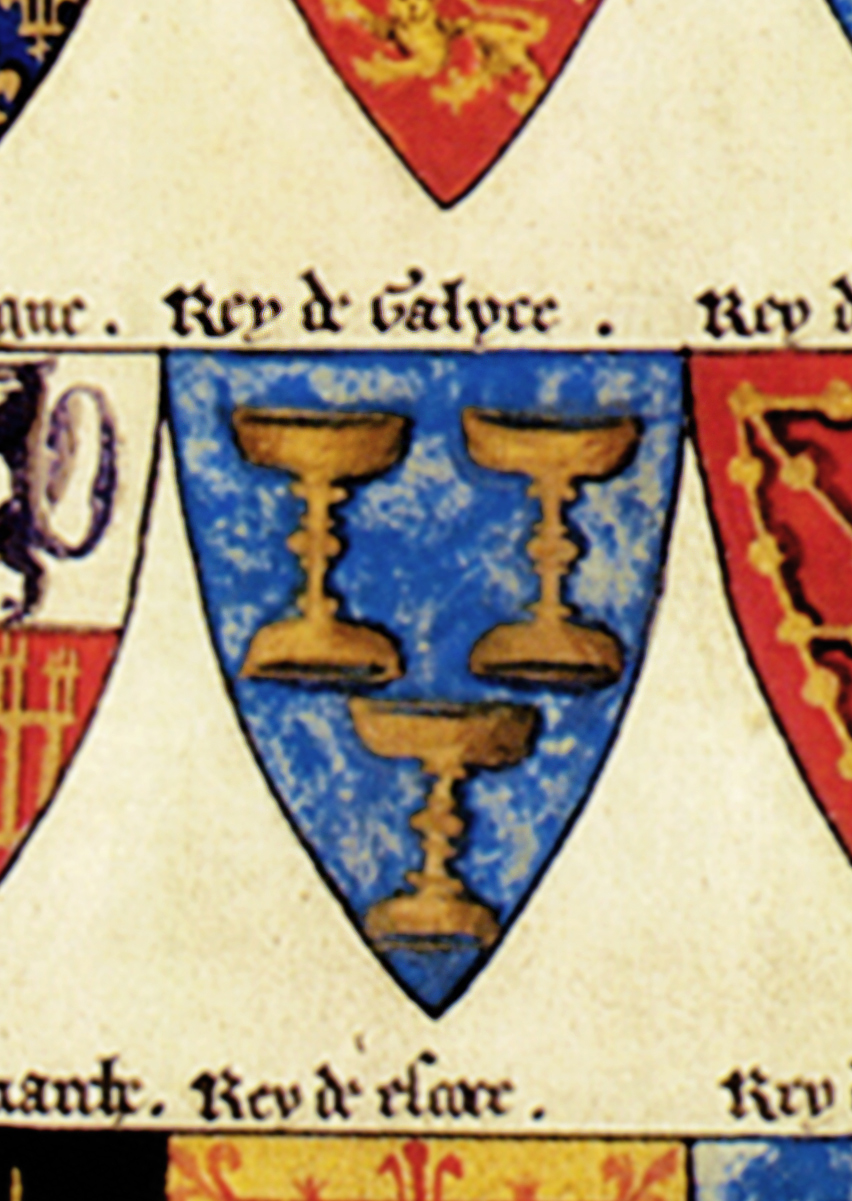
Escut de Galícia al Rotlle de Segar (ca. 1282). L'antiguitat i el protagonisme de què van gaudir el regne i els seus reis durant segles van fer que la seva representació heràldica aparegués en diversos armorials primerencs.

Al segle XIII, Fernando III († 1252), rei de Castella i fill d'Afons VIII, heretà Galícia contra la voluntat del seu pare. Durant el conflicte successori, els gallecs van arribar a proposar al tron Afonso de Molina, germà petit de Fernando. La unió dels regnes del nou monarca va aparèixer a la diplomàcia reial a través d'un parell d'entitats polítiques: Castella-Toledo i Lleó-Galícia, i també apareixen en segells i rètols enrotllats. Galícia-Lleó també va mantenir el seu propi codi jurídic, el Liber Iudium. Significativament, els arquebisbes de Compostel·la i Toledo van ser tots dos cancellers de la corona fins a l'any 1290 quan, després d'un procés prèviament iniciat per Alfons IX, el càrrec es va dipositar només en el de Toledo.
Durant la successió d'aquest rei, els burgesos de les ciutats i pobles dels regnes, avui clarament diferenciats, de Lleó i Galícia van formar la "Hermandat de los Regnos de Leon et de Gallisia", que tenia com a objectiu defensar els drets successoris del seu fill Sanç IV. Aquesta confraria va reaparèixer l'any 1295 donant suport en aquesta ocasió a Ferran IV. Entre els anys 1296 i 1300, Galícia-Lleó i Castella-Toledo es van separar de nou breument, quan Xoán I va ser coronat rei de Lleó, Galícia i Sevilla amb el suport del rei Dinis I de Portugal.
Durant el segle XIV Galícia apareix als diplomes catalogats com un més dels regnes de la corona castellana. A principis d'aquest segle era governada per separat per l'infant Felip, germà del rei Ferran IV. Després de la mort de Fernando, el regne va passar al seu fill Afons X i després al seu net Pere I. Aquest monarca, recolzat per la noblesa gallega, va fer una guerra civil pel tron amb el seu germanastre Enric II . Després de la seva derrota, els nobles gallecs van intentar lliurar el regne a Ferran I de Portugal i, més tard, a Joan de Gant. La derrota final va suposar la pràctica desaparició de l'alta noblesa gallega i l'ascens dels nobles de segona línia, deixant les ciutats sota el control del clergat.
Aquesta situació política va donar lloc al segle XV a les revoltes de les confraries (irmandades) burgeses. Els irmandinhos es van aixecar en representació del Regne de Galícia, i sempre es van expressar en el seu nom, sent la seva última acció de caràcter nacional coneguda a la Galícia medieval. Després de les revoltes irmandinhas, la debilitat noblesa gallega va tornar a prendre partit pel bàndol perdedor en una altra guerra civil castellana, unint-se aquesta vegada a la causa de Joana la Beltraneja contra la seva tia Isabel. Joana també va comptar amb el suport del rei de Portugal, Afonso V, el seu marit, que tenia la pretensió de reunir els regnes gallec i portuguès. Després de la derrota del partit de Joana, s'inicià un procés que va passar a la història com la "doma i castració del Regne de Galícia", en què els magnats gallecs van caure successivament davant els exèrcits de la vencedora Isabel de Castella. Primer el comte de Soutomaior Pedro Madruga, després el mariscal Pardo de Cela, i finalment els comtes de Lemos: Pedro Álvarez Osori i Rodrigo Henriquez de Castro, en aquest moment el territori del Bierzo està separat del Regne de Galícia.
La desaparició de qualsevol estament capaç de dirigir Galícia amb una dinàmica diferenciada, juntament amb la forta centralització exercida per la monarquia castellana van suposar la pràctica desaparició del regne gallec, convertit avui en territori marginal, que tanmateix formalment va mantenir la categoria de regne durant tot el Antic Règim.

## Historiografia dels reis de Galícia
Els reis del Regne de Galícia són reconeguts com a tals per la documentació medieval. Així s'anomenen els monarques suabes ja al segle VI, i així també es fa referència als primers dirigents asturians al segle VIII. Al segle IX, Afons II va ser el primer monarca àmpliament documentat com a rei de Galícia, i des d'aquell moment fins al segle XIII pràcticament tots els sobirans tenen referències que els atorguen aquest títol.

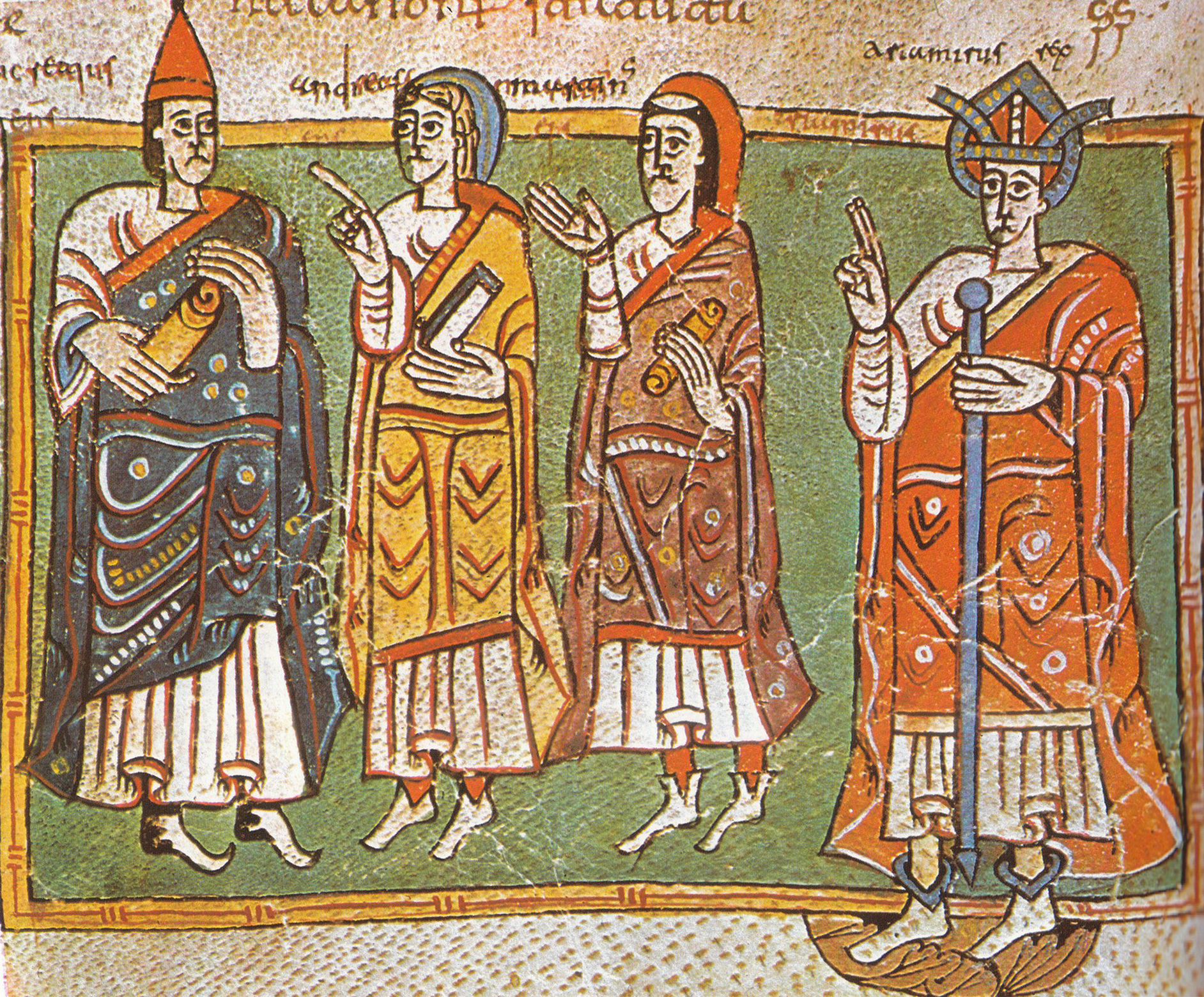
El rei Teodomir en una il·luminació del Chronicon Albeldense, ca. 976.

### Període germànic
Els governants suabes del " Galliciensim regnum " van ser els primers a ser assenyalats com a reis de Galícia en les fonts documentals. D'aquesta manera Gregori de Tours († 594 ) anomena els monarques Carriarico, Miró, Eurico i Andeca. Martí de Dumio († ca. 580 ) dedica diversos tractats a l'educació del seu deixeble Miró, rei de Galícia. Joan Biclarense († ca. 621) també anomena Andeca "rei del regne sueu de Galícia". I a la crònica de Fredegari ( ca. 650 ), Miró torna a ser nomenat rei de Galícia. Teodomir rep la mateixa designació a l'acta del Concili de Lugo (569). Una font serodiana, l' Estoria de España (1289) del rei Afonso IX, també fa d'Hermeric, Requila, Requiari,  Remismundo i Teodomiro "rei de Gallizia". Fins i tot després de l'annexió del regne suau per part de la monarquia gòtica, el rei visigot Recaredo és descrit com "rei dels gots i dels sueus" en una missiva del papa Gregori Magne († 604). Les cròniques asturianes recorden, ja al segle VIII, com Vitiza va governar Galícia des de Tui, perquè el seu pare Ègica governés el regne dels gots i el seu fill el dels sueus.

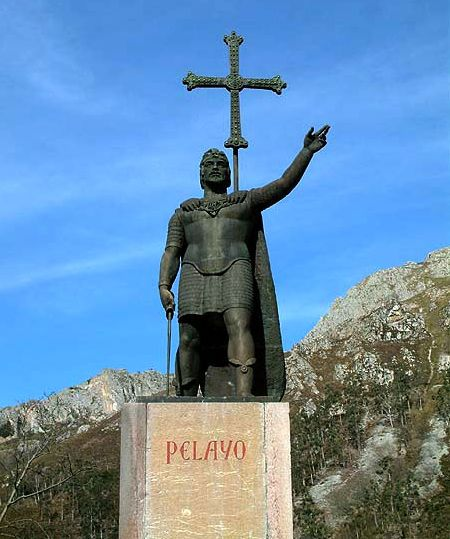
Estàtua del mític Paio (Pelai), natural d'Astúries, a Galícia

### Primers líders
Davant la desaparició de l'estructura estatal visigòtica, les terres cristianes van començar a organitzar-se al voltant del clergat i la noblesa comtal, sense l'existència d'un poder centralitzat. Aquest poder va començar a estructurar-se, sota la influència de l'imperi carolingi, en temps del rei ovetense Alfons II († 842 ) i es va consolidar sota el regnat d'Alfons III († 910). La cort d'aquest monarca, a la recerca de l'afirmació de la seva autoritat, va crear una sèrie de cròniques que relacionaven la figura del rei amb la dels últims sobirans visigots. Avui dia es considera que els primers senyors inclosos en aquesta llista de successors reials no haurien pogut anar més enllà, si existissin, dels mers "caps" territorials.
Del primer d'aquests caudillos, Paio (Pelai) per a la historiografia espanyola l'iniciador del suposat regne asturià, es diu a la crònica d'Al Maqqari, que al seu torn cita l'historiador Isa Ibn Ahmand al-Razí († 977), que "va aixecar a les terres de Galícia un ruc salvatge anomenat Belay [ Pelai ]", i afegint una cita semblant d'Ibn Hayyan († 1075), s'informa que Paio era "natural d'Astúries, en Galícia". Paio i els seus hipotètics successors van aparèixer com a reis de Galícia en els textos de cròniques àrabs. Això és el que va passar amb: Afons I († 757 ) (malik Jilliquiyya), Fruela I († 768 ), Aureli († 774 ), Silo († 783 ), Mauregat († 788 ) i Beremund I († 797).

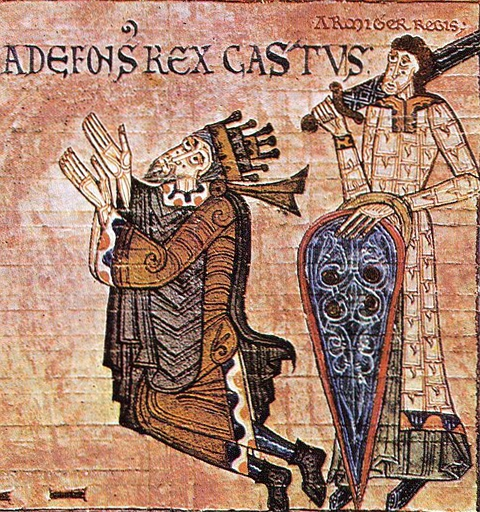
El rei de Galícia Afonso II. Llibre de testaments de la Catedral d'Oviedo.

### Reis ovetenses
Afons II († 842) també és designat com a "rei dels gallecs" a les cròniques àrabs. Hi ha altres exemples d'aquest monarca entre la documentació cristiana: en una carta de l'any 832 ell mateix diu que és "rei de tota Galícia"; als Annales regni Francorum (741 - 829) és anomenat "rei de Galícia i d'Astúries"; a la biografia de Carlomagno, Vita Karoli Magni, escrita pel clergue Exinhardo († 840 ), apareix com a "rei de Galícia i d'Astorga"; El bisbe Ado de Viena († 875) l'anomena "rei de Galícia i Àustria"; a la biografia de l'emperador Lluís el Pietós, Vita Hludovici (ca. 840), se l'anomena "príncep de les Galícias"; al Codex Augiensis (ca. 850 ) apareix com a "rei de Galícia"; i Rodrigo Ximenez de Rada († 1247) també l'anomena com a tal ja al segle XIII.
Els hereus d'Afons II, Ramir I († 850) i Ordoni I († 866) són també reis de Galícia per als estudiosos de l'època. I el mateix passa amb Afons III († 910 ); Així ens diu Ibn Hayyan, que, seguint una crònica anterior d'Al-Razi († ca. 977), afirma que és fill del rei de Galícia, Ordoni I. El mateix papa Joan VIII. († 882), en una missiva de l'any 876, assenyala el rei Afons com a "glorioso rei de Galícia". En un document de l'any 893, el rei navarrès Fortuny Garcés enumera els poders polítics que té com a veïns citant-lo com a monarca de Galícia. També la Crónica Silense (ca. 1020 ) indica que Afonso és "el gran i gloriós rei vivent al comandament de la província de Galícia" i una crònica anònima del segle x, el Liber Historiae Francorum, anomena Afonso rei de Galícia. en el temps que informa de la seva amistat amb l'emperador carolingi Carles II.

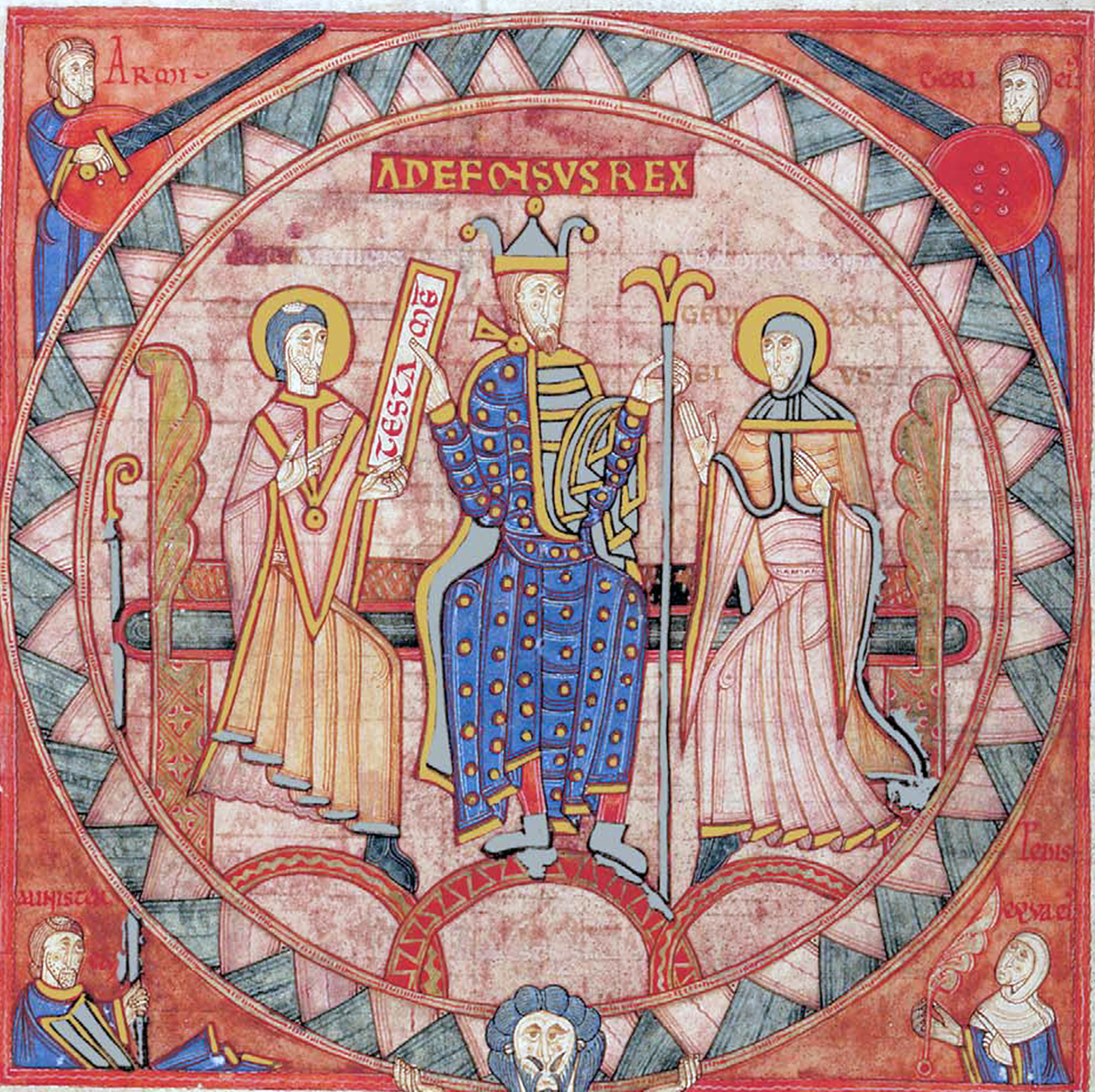
Afons V, rei de Galícia. Llibre de testaments de la Catedral d'Oviedo.

### Reis legionenses
Després de la mort de la reina Santxa I i el seu consort Fernando, el regne gallec es va dividir entre els seus fills Sanç († 1072 ), Afons VI († 1109 ) i García II († 1090). García va heretar el que, segons la cançó sobre el setge de Zamora, seria la part principal del regne, Galícia pròpiament dita o nuclear. Paradoxalment, García no apareix mai a la documentació com a rei de Galícia, que fa el seu germà Alfons el 1070 i Sanç el 1071, i en aquest mateix any tots dos junts. També apareixen com a reis de Galícia a la Chronica d'Alberic de Trois-Fontaines († 1252), on Sanç és anomenat rei de Galícia i Afonso "poderós rei de Galícia i Castella". Va ser finalment Afonso qui va reunificar la corona en la seva persona, des de llavors apareixent profusament en les fonts històriques amb el títol de rei de Galícia. D'aquesta manera apareix en un document portuguès de l'any 1086 i en altres posteriors, i així s'adreça a ell el mateix pontífex Urbà II l'any 1088  L'any 1085 Afons annexionà als seus dominis el regne espanyol de Toledo; des de la seva conquesta també apareix a les fonts "imperando" a l'Espanya musulmana. Després de la seva conquesta, es va concedir un privilegi a la catedral de Lugo on apareix com "el rei més victoriós de Toledo, Espanya i Galícia" i, l'any 1095, apareix a la documentació de la Catedral de Lleó com a "rei […] a tota Galícia i Espanya".
També va ser "rei cristià de Galícia" Ordoni III († 956) per Ibn Idhari, i simple rei de Galícia Sanç II († 966) per Ibn Khaldun. Ordoni IV († 962), «príncep infidel de Galícia», provenia «de la família dels reis gallecs». Ramir III († 985) és citat com a "rei de Galícia" i "caballero de Galícia". El rei Beremund II († 999), coronat a Compostel·la l'any 982, apareix com a "rex a Galezia" en una donació al monestir de Sahagun l'any 997, com "a Gallecia dominant " l'any 998 en la documentació del monestir de Samos, i com "dei gratia Rex Gallecie" i "Rex Veremudus regnans Gallecie" en la del monestir de Caaveiro Sense existir en aquest últim cas acord entre els estudiosos sobre la datació del diploma, perquè el cartulari fou modificat al segle XIII. També és presentat com a rei de Galícia per la Crònica Silense, en indicar el manuscrit que va ser a les fronteres d'aquell regne on Beremund va obtenir la corona.
El rei Alfons V († 1028) és anomenat "rei gallec" pel cronista Adémar de Chabannes († 1034 ). La Crònica Silense també l'anomena així que també l'anomena "príncep dels gallecs" mentre parla dels seus hereus: Bermudo III († 1037 ) i Santxa I († 1067 ). En el moment de la mort del rei Bermudo III, que governa una Galícia que arriba al riu Pisuerga i a qui Sanç III el Gran de Navarra anomena "emperador de Galícia" en un diploma de l'any 1030 hereta. la corona de la seva germana a l'"emperadriu" Santxa, casada amb Fernando I de Navarra († 1065 ) amb qui governà l'"imperi gallec". Fernando, que va assetjar Lleó en el seu camí al tron i va defensar Galícia del seu germà García de Navarra apareix com a rei de Galícia a la documentació del monestir de Celanova i és anomenat "rei dels gallecs". " de l'historiador marroquí Ibn Idhari a la seva crònica del segle XIII.

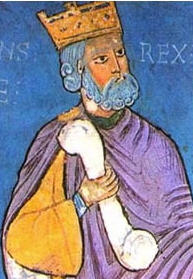
El rei de Galícia Afons VI. Tombo A de la Catedral de Santiago.

### Crisi successora
Durant el regnat d'Alfons, la Galícia nuclear, que havia estat assignada a García II, va ser confiada al noble franc Raimundo (Raimon de Borgonya, † 1107), casat amb la seva filla i hereva Urraca I († 1126 ). Raimon apareix a la documentació històrica amb atribucions i definicions quasi regies, sent qualificat de vegades com a "regent" a Galícia i fins i tot com a "emperador de tota Galícia". La Galícia de Raimon comprenia naturalment la zona lleonesa, amb l'autoritat comtal arribant a Zamora o Salamanca. La petjada històrica del noble borgonyó va ser testimoniada al Cantar de Rotllà on apareix sota el nom d'Hamon de Galicia. El comte Raimundo va morir l'any 1107, i ara Urraca és esmentada a les fonts històriques en termes semblants als del seu marit: "emperadriu de toda Galícia". Urraca i el seu fill Alfons VII († 1157 ) es disputaren durant molt de temps la corona del regne gallec. Alfons VI havia deixat el regne a Urraca però va deixar clar que si es tornava a casar passaria al seu net. Urraca es va casar amb Alfons I d'Aragó i, durant els llargs anys de conflicte, el seu fill Alfons va ser coronat rei de Galícia a Compostel·la en dues ocasions: el 1111, a tota Galícia, comptant amb l'aquiescència de la seva mare, i el 1116 només a la Galícia nuclear i en un enfrontament obert.
Les fonts europees també es refereixen a Afonso com a rei de Galícia. Així ho fan Orderic Vitalis († 1142), a la seva obra Ecclesiasticae Historiae, i Guillem de Malmesbury († 1143), al seu De Gestis Regum Anglorum, tots dos referint-se al seu possible casament amb Àgata, filla del rei Guillem I d'Anglaterra El mateix fa un altre monjo anglès, Mateu de París († 1259 ), a la seva Historia Anglorum.

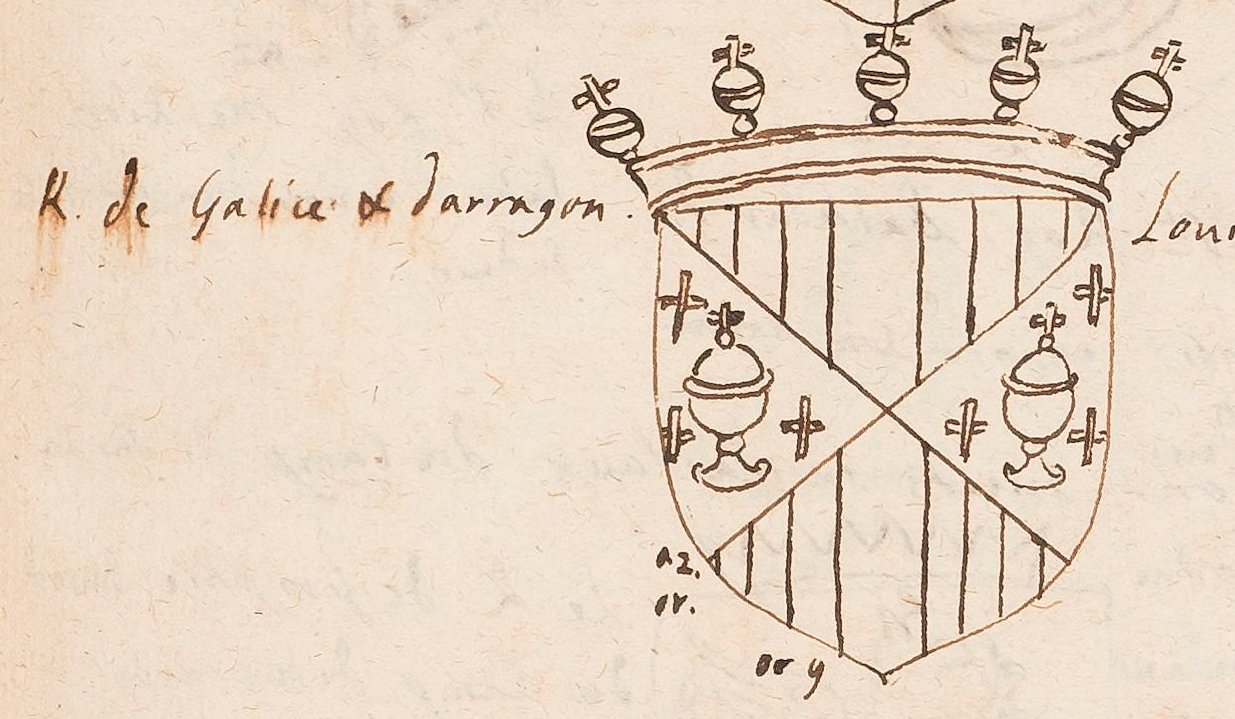
Escut atribuït al rei de Galícia i Aragó en un armorial francès. L'any 1109, Urraca, reina de Galícia, es va casar amb Afons I d'Aragó.

Durant el regnat d'Afonso, la Galícia nuclear, que havia estat assignada a García II, va ser confiada al noble franc Raimundo de Borgoña († 1107), casat amb la seva filla i hereva Urraca I († 1126). Raimundo apareix a la documentació històrica amb atribucions i definicions quasi regies, sent qualificat de vegades com a " regent" a Galícia i fins i tot com a "emperador de tota Galícia". La Galícia de Raimundo comprenia naturalment la zona lleonesa, amb l'autoritat comtal arribant a Zamora o Salamanca. La petjada històrica del noble borgonyó va ser testimoniada al Cantar de Rolán on apareix sota el nom d'Hamon de Galicia. El comte Raimundo va morir l'any 1107, i ara Urraca és esmentada a les fonts històriques en termes semblants als del seu marit: "emperadriu de toda Galícia". Urraca i el seu fill Afons VII († 1157) es disputaren durant molt de temps la corona del regne gallec. Afons VI havia deixat el regne a Urraca però va deixar clar que si es tornava a casar passaria al seu net. Urraca es va casar amb Alfons I d'Aragó i, durant els llargs anys de conflicte, el seu fill Afonso va ser coronat rei de Galícia a Compostel·la en dues ocasions: el 1111, a tota Galícia, comptant amb l'aquiescència de la seva mare, i el 1116 només a la Galícia nuclear i en un enfrontament obert.
Finalment Alfons assumiria la corona en el moment de la mort de la seva mare el 1127, governant "tota Galícia, Astúries i la terra de Lleó, Castella, Extremadura i Trasierra". El cronista àrab Ibn Al-Atir parla d'ell com "rei del poble franc dels gallecs". És anomenat rei de Galícia pel monjo francès Helinando de Froidmont († 1237 ). En el llibre V del Còdex Calixtí s'indica que Afonso era l'"emperador d'Espanya i Galícia". El diploma del monestir de Caaveiro diu que "L'emperador Afonso regna a Galícia". Un diploma de l'Also the Annales Cambriae o Cameracenses sembla fer referència a ell en enumerar els imperis de la cristiandat per a l'any 1159: l'alemany (Frederic I), el romà d'Orient (Manuel I) i el gallec (Afonso VII), encara que és possible que ja es refereixin al seu fill Fernando II. L'historiador anglès Mateu de Paris explica que l'any 1155 Afons VII és "rei d'Espanya, que la seva capital és Toledo i que els seus regnes principals són Aragó i Galícia, i per això se'l diu emperador d'Espanya".

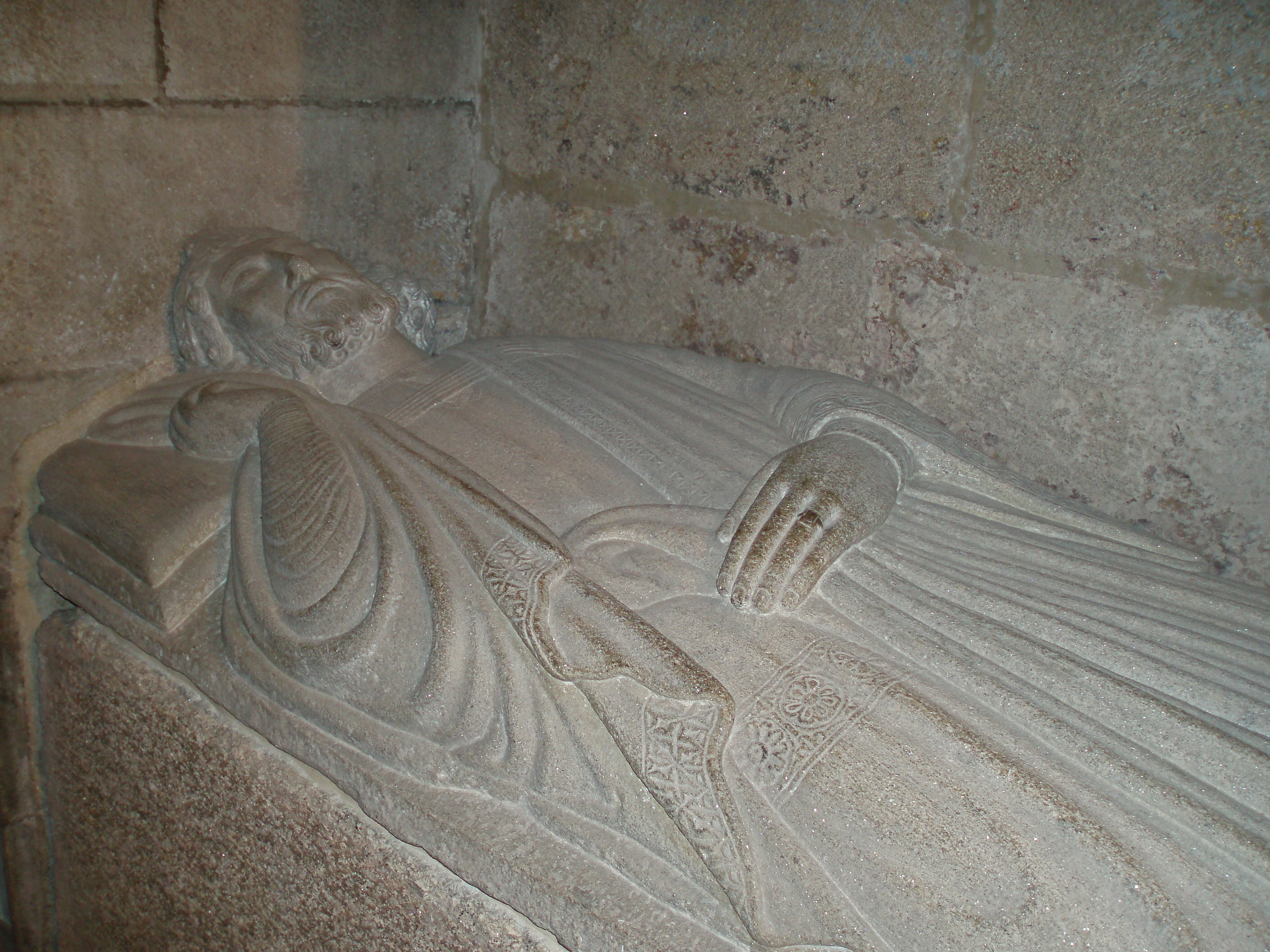
Tomba d'Afons VIII a la Catedral de Santiago. La historiografia espanyola li assigna el número "IX", reservant fraudulentament "VIII" al primer rei de Castella

### Divisió del regne
De la mateixa manera, les terres de Castella foren separades del regne comú en el moment de la mort del rei Alfons VII († 1157). Aleshores el seu imperi es va dividir entre els seus fills a petició del comte gallec Fernán Pérez de Traba. Sancho va rebre Castella i Toledo i Fernando "tota Galícia, tota Astúries d'Oviedo, les ciutats i terres de Lleó, Astorga, Toro, Zamora i Salamanca". És a dir, Galícia, Astúries i cinc ciutats, amb les seves terres circumdants, situades fora del massís gallec.

A la mort de Ferran II, heretà el tron el seu fill Alfons VIII († 1230), que signà com a "rex legionensis et Gallecie" en la majoria dels diplomes conservats fins avui, 213 dels 322 estudiats per l'historiador Julio González. Aquesta fórmula també és present en els seus segells i rètols enrotllats, ja presents en l'època del seu pare Fernando.  En la seva representació sobre les tombes de Compostel·la es titula "rei dels lleonesos i de Galícia". El cronista britànic Roger de Howden († 1201) es refereix al rei Afonso com el "rei de Santiago" i el francès Alberic de Trois-Fontaines († 1252) l'anomena rei de Galícia quan narra el casament d'una de les seves filles amb el rei de Jerusalem. En aquesta crònica, utilitza com a equivalents els termes rei de Lleó i rei de Galícia.

Reis de Galícia. Tombo A, Catedral de Santiago
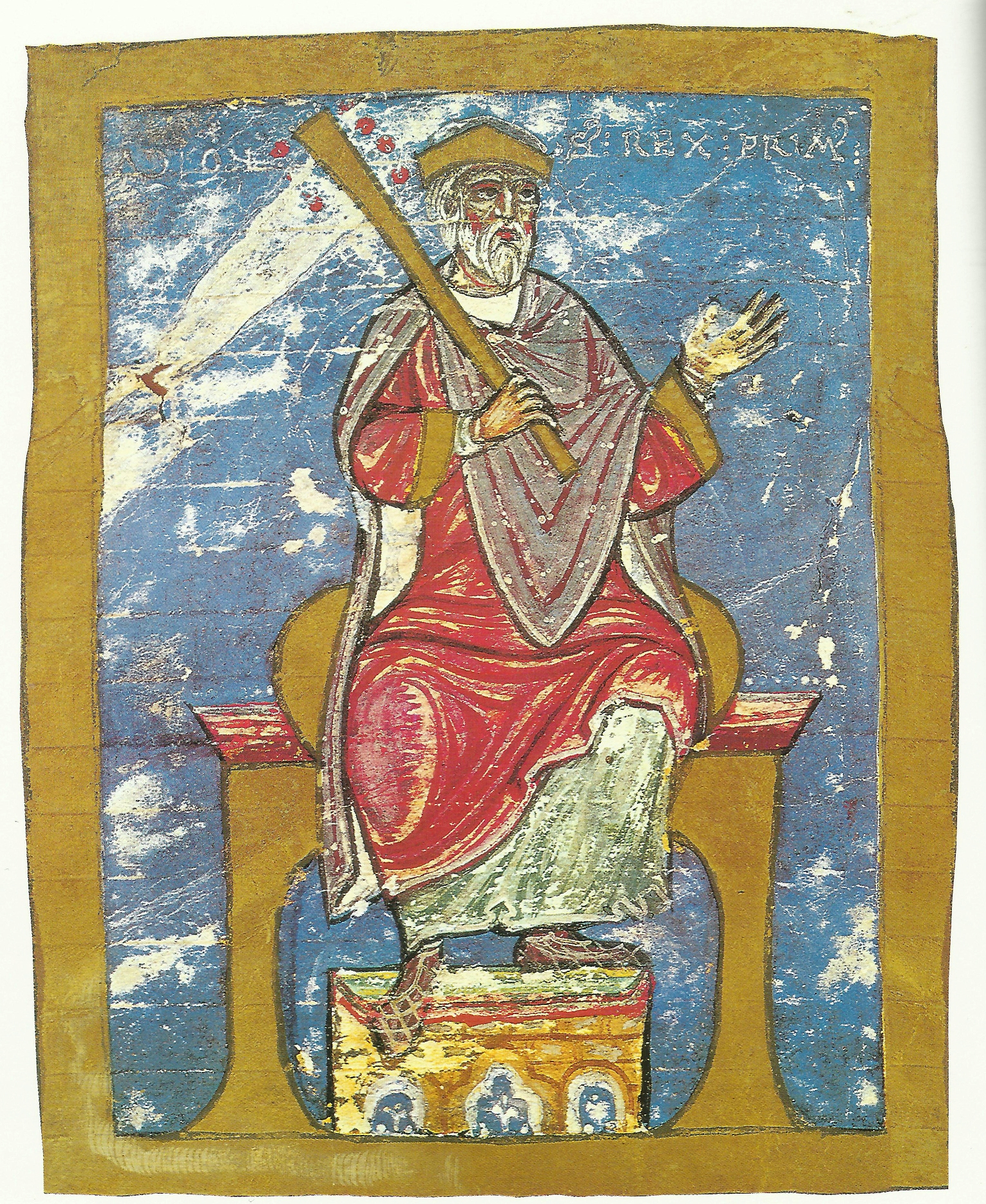
Afonso II (†842).
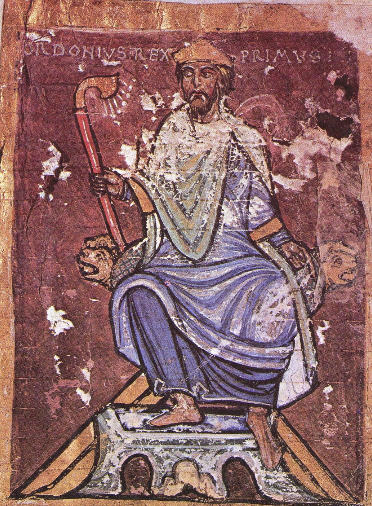
Ordoño I (†866).
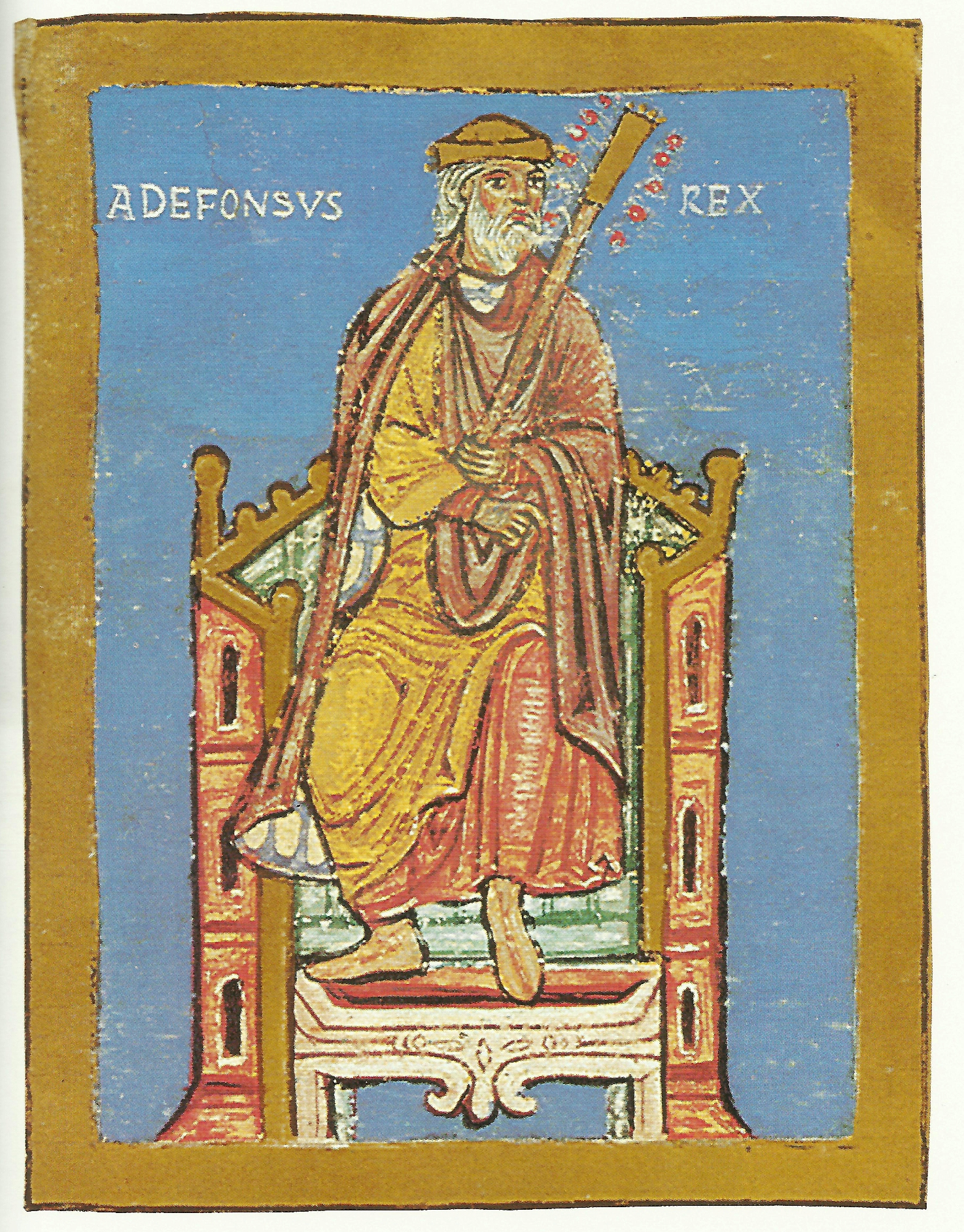
Afonso III (†910).
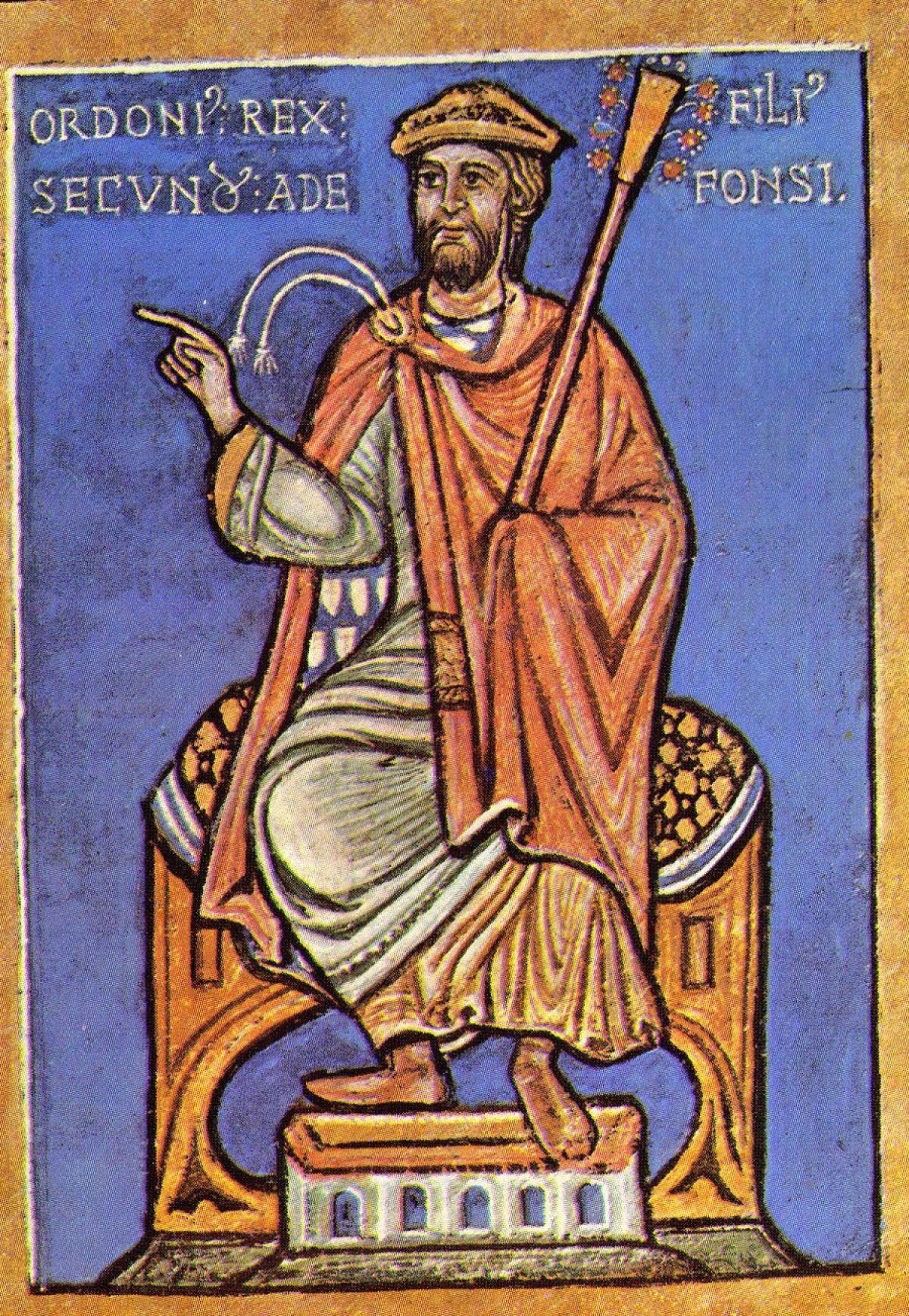
Ordoño II (†924).
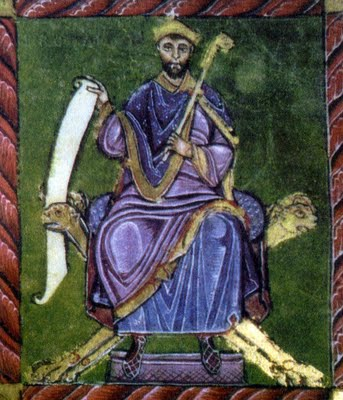
Froila II (†925).
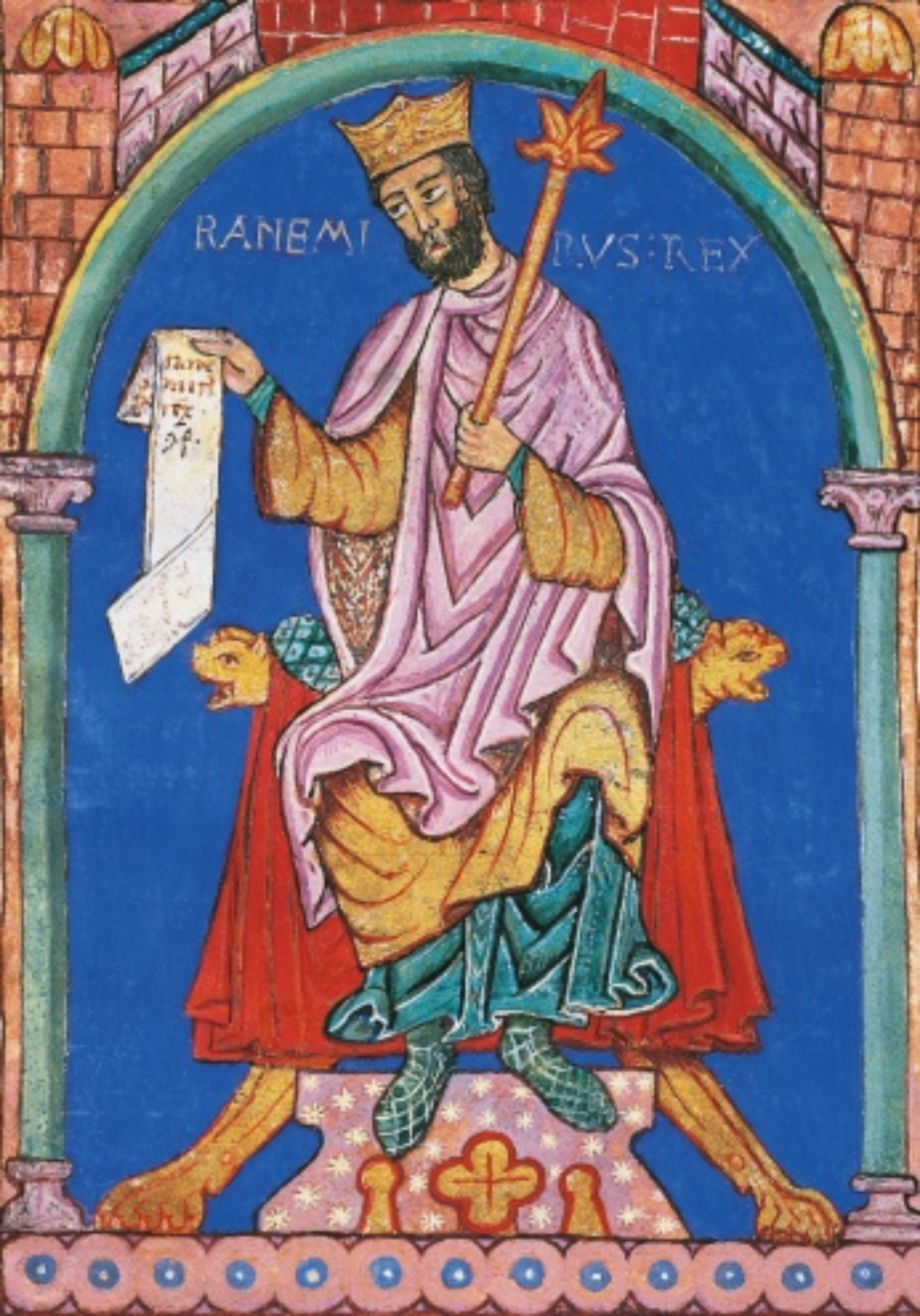
Ramiro II (†951).
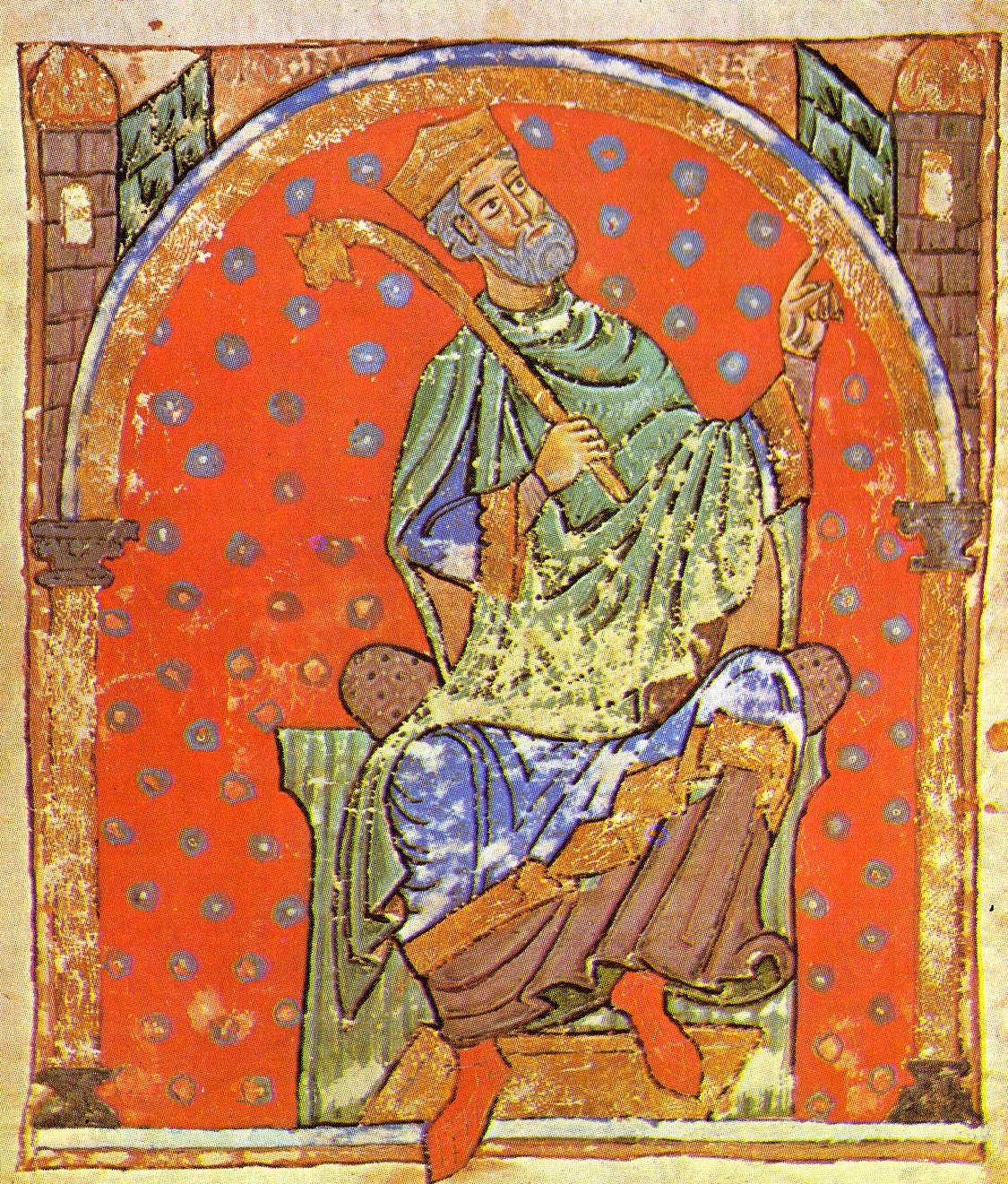
Ordoño III (†956).
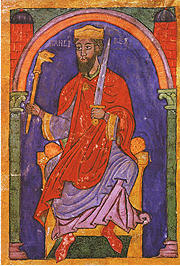
Sancho II (†966).
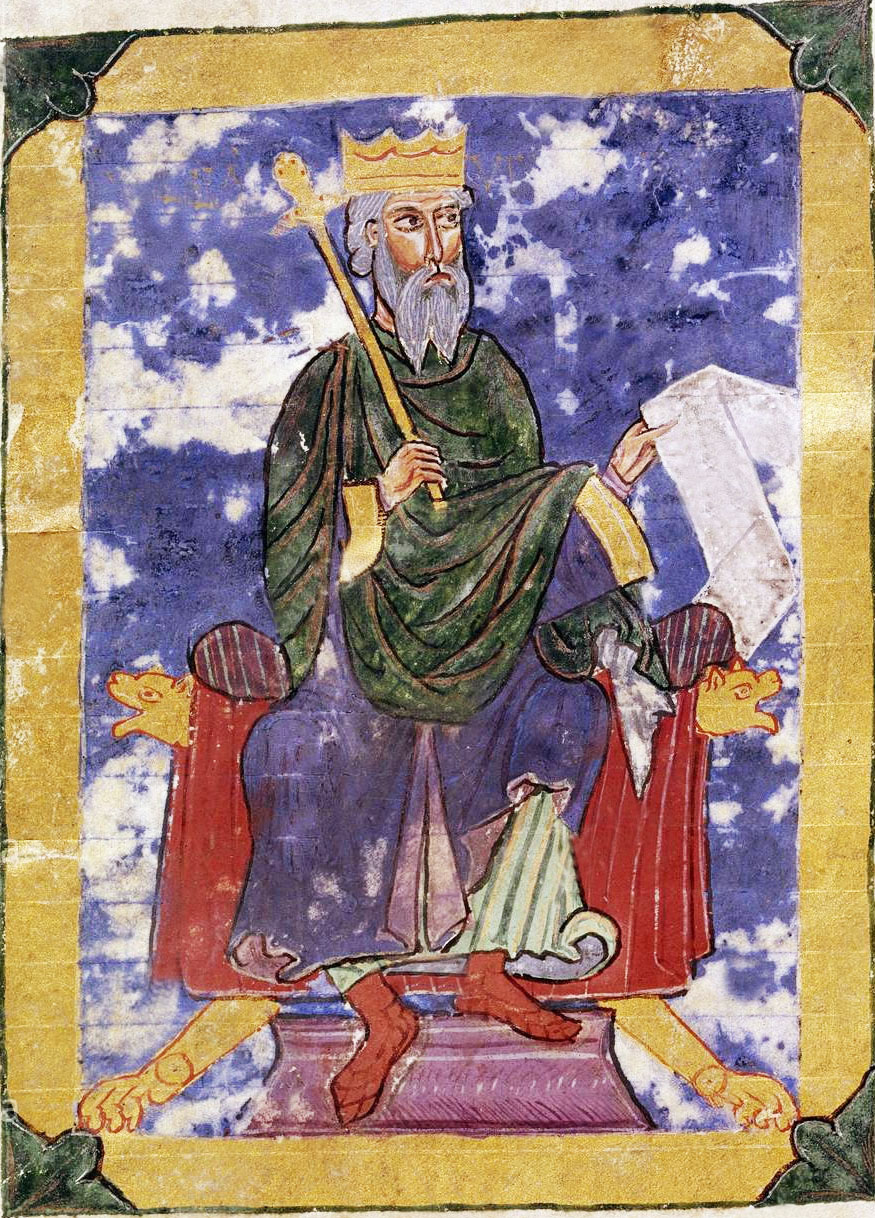
Bermudo II (†999).
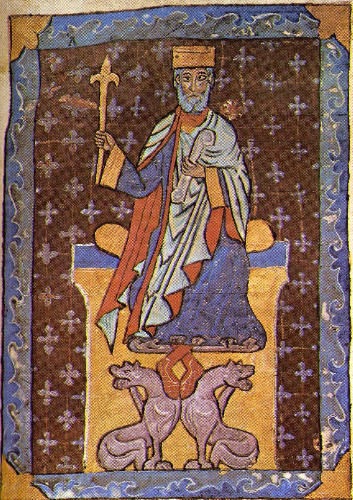
Afonso V (†1028).
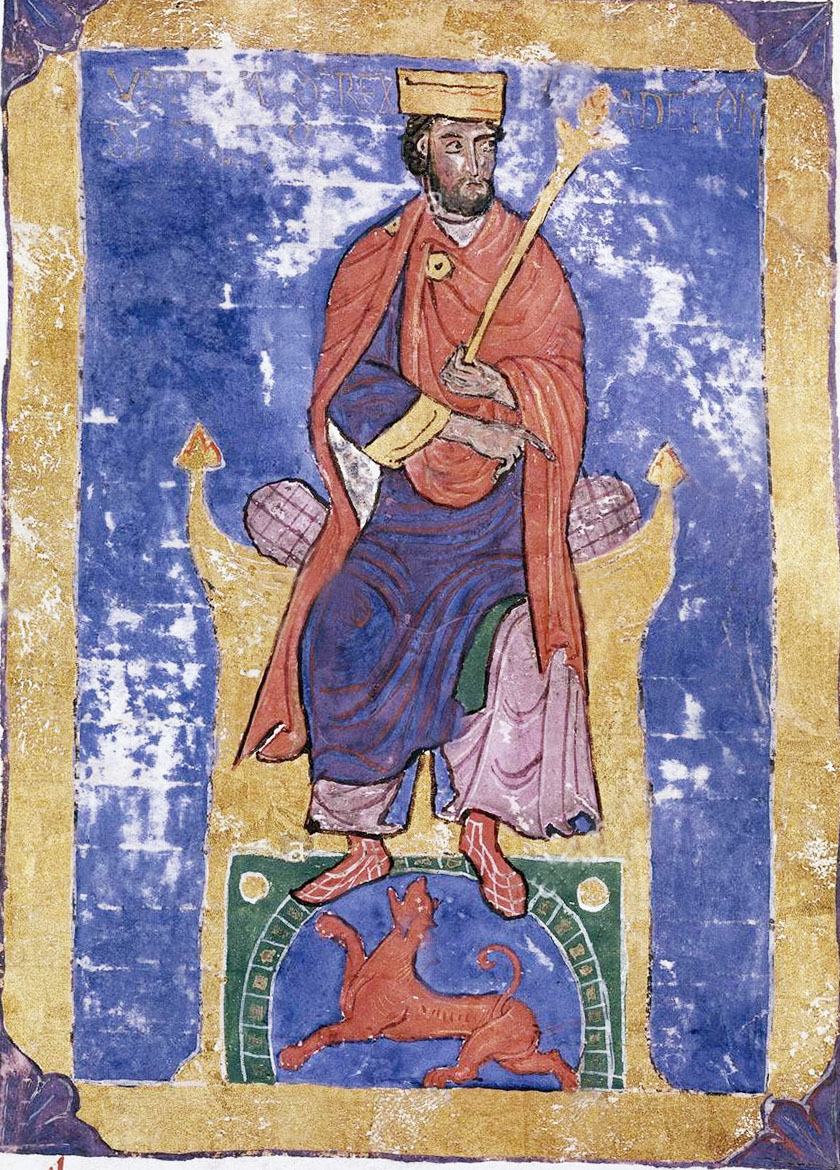
Vermudo III (†1037).
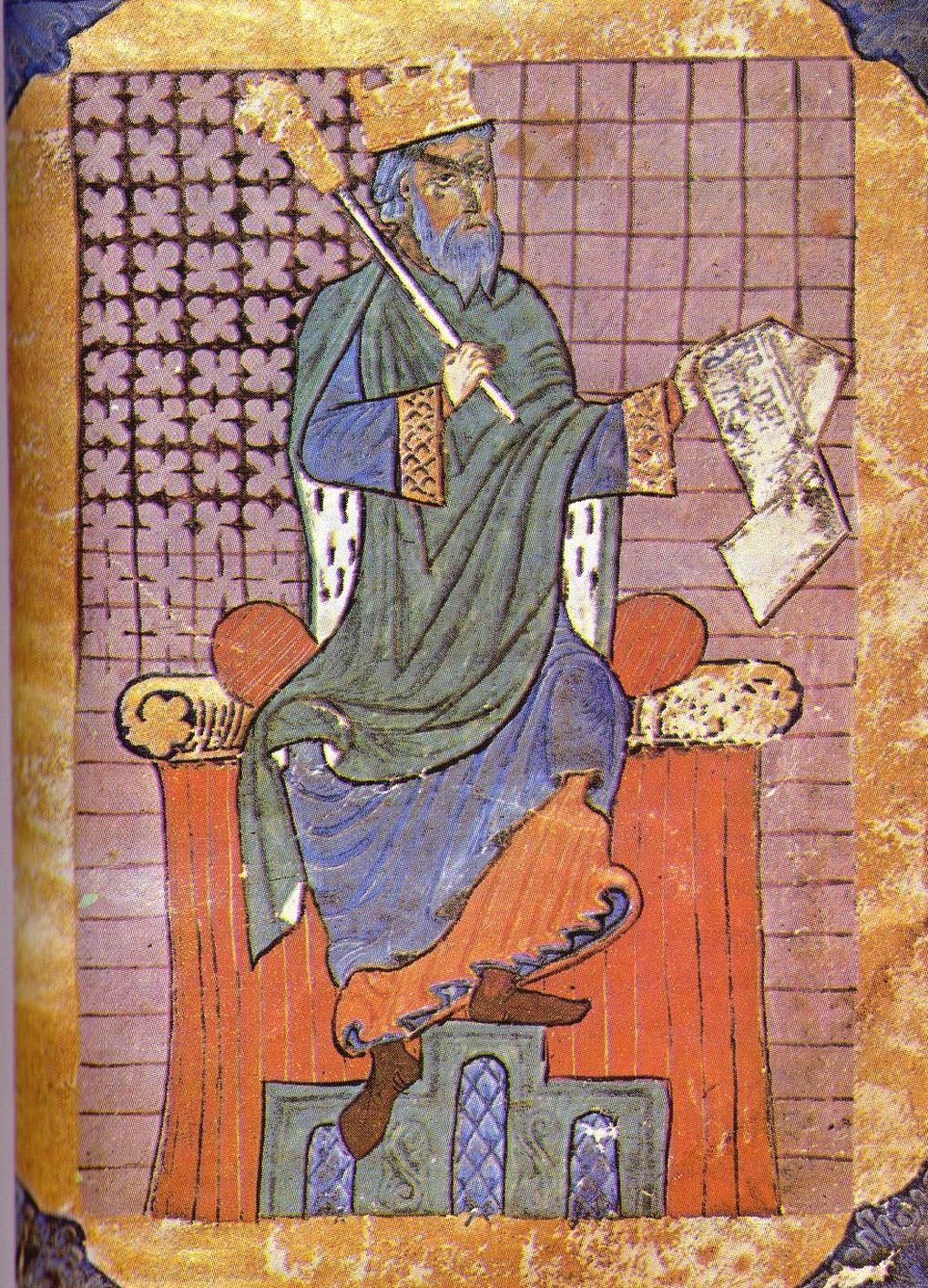
Fernando I (†1065).
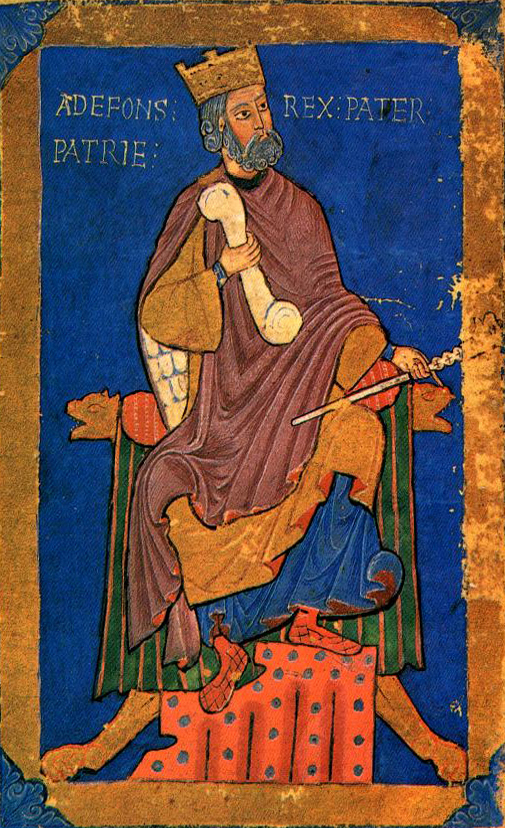
Afonso VI (†1109).
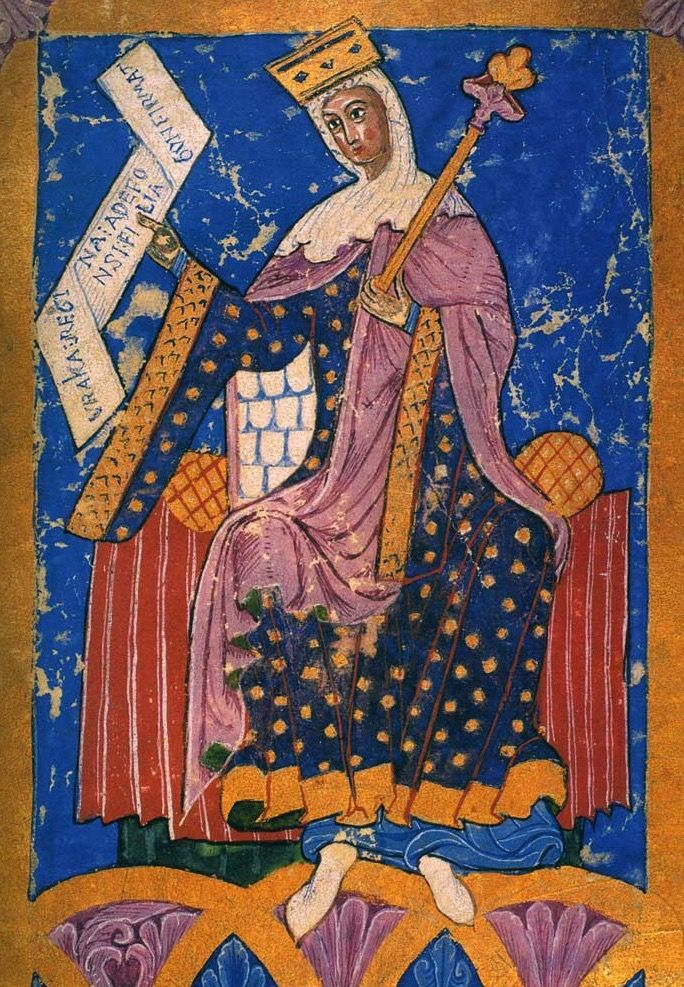
Urraca I (†1126).
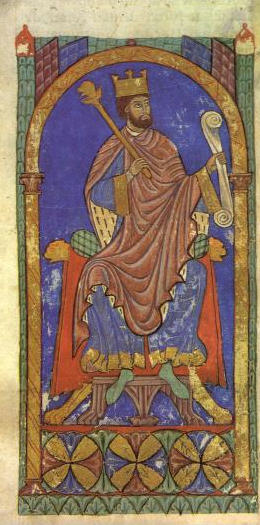
Afons VII (†1157).
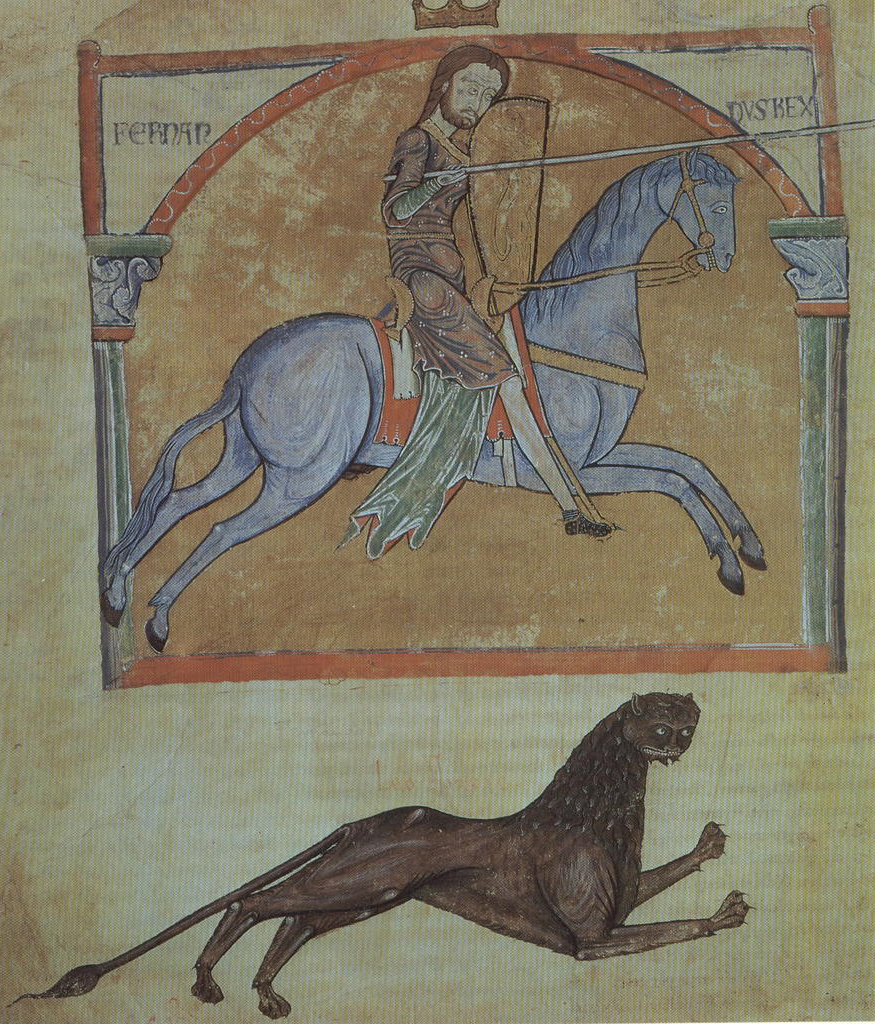
Fernando II (†1188).
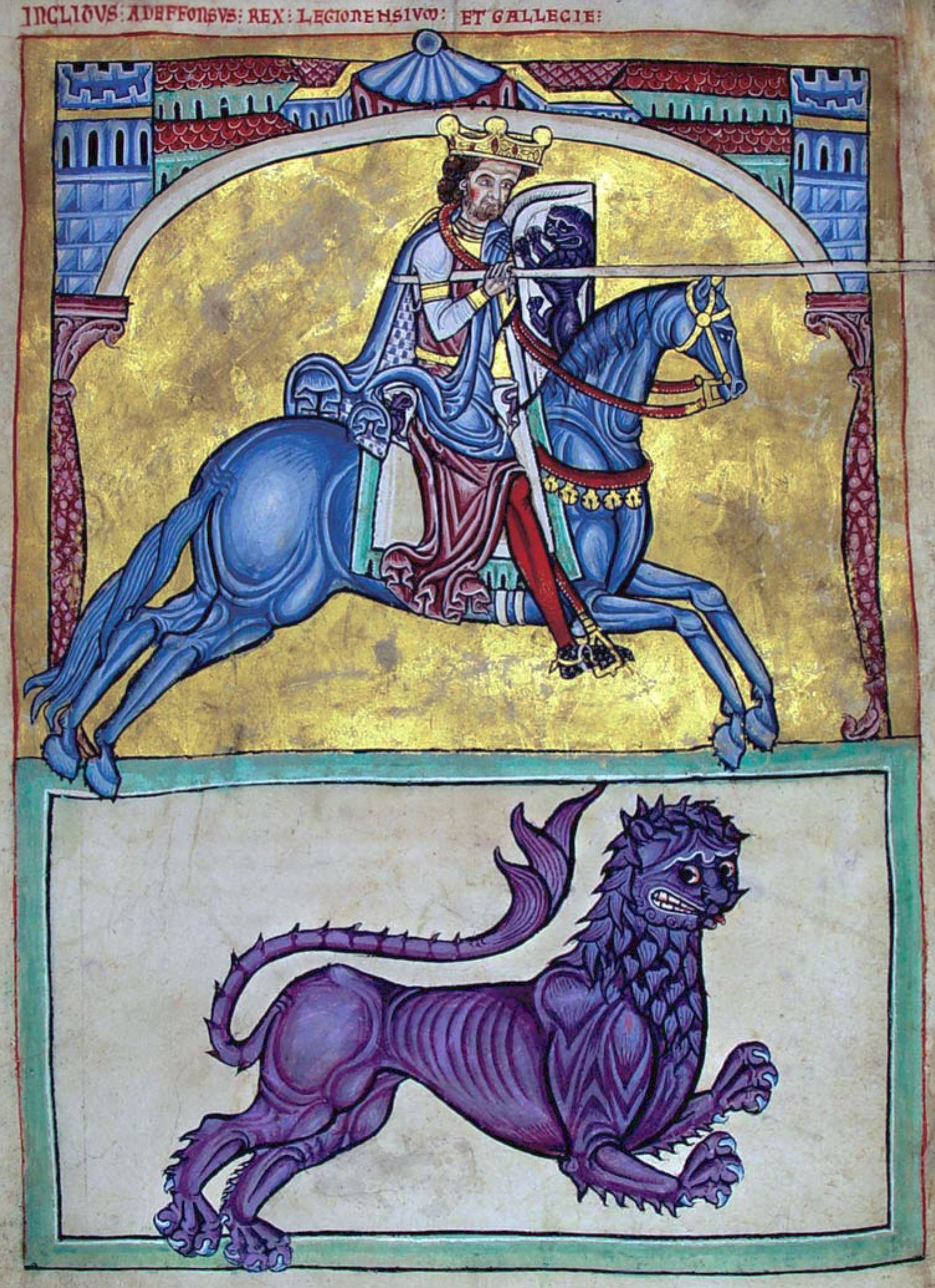
Afonso VIII (†1230).
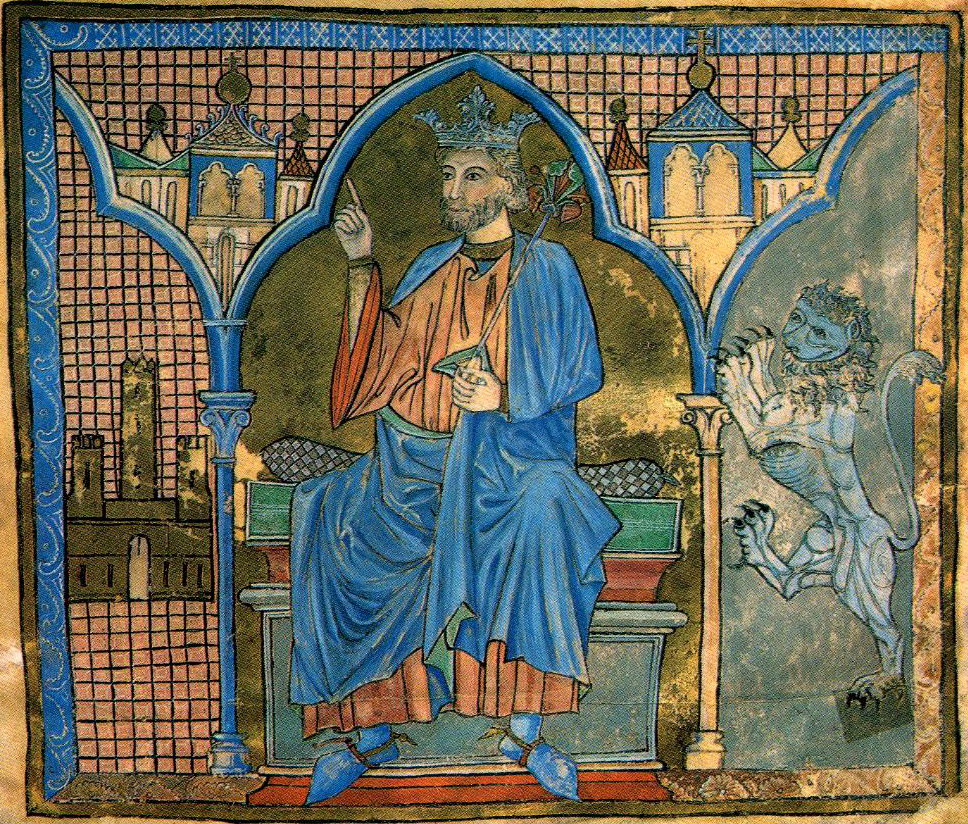
Fernando III (†1252).
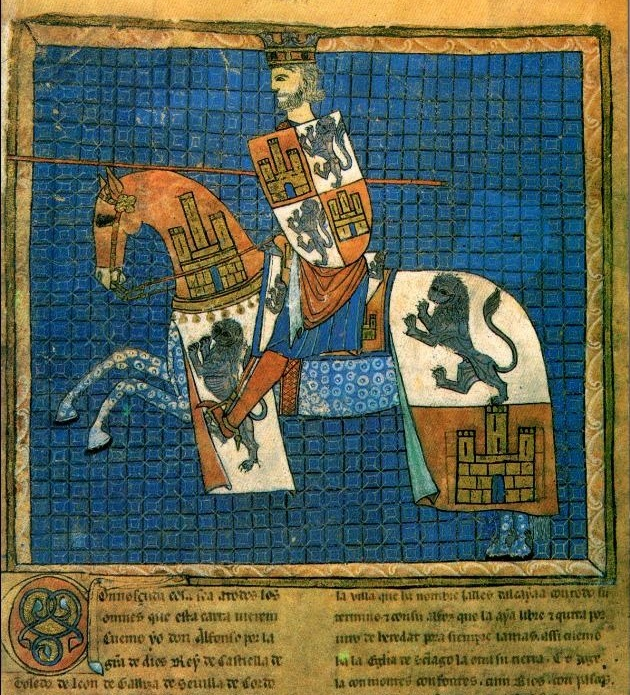
Afonso IX (†1284).

## Cartografia del Regne de Galícia
Els mapes medievals fan referència gràficament a la configuració política de la península Ibèrica presentada per documentació escrita. En tota la cartografia conservada, Galícia és el nom utilitzat per referir-se al territori nord-occidental. No hi ha un mapa de l'època medieval en què apareguin sols Astúries o Lleó i, en les ocasions en què es representen aquests territoris, sempre es troba dins o al costat de Galícia.

### Galícia a la cartografia del segle XIII

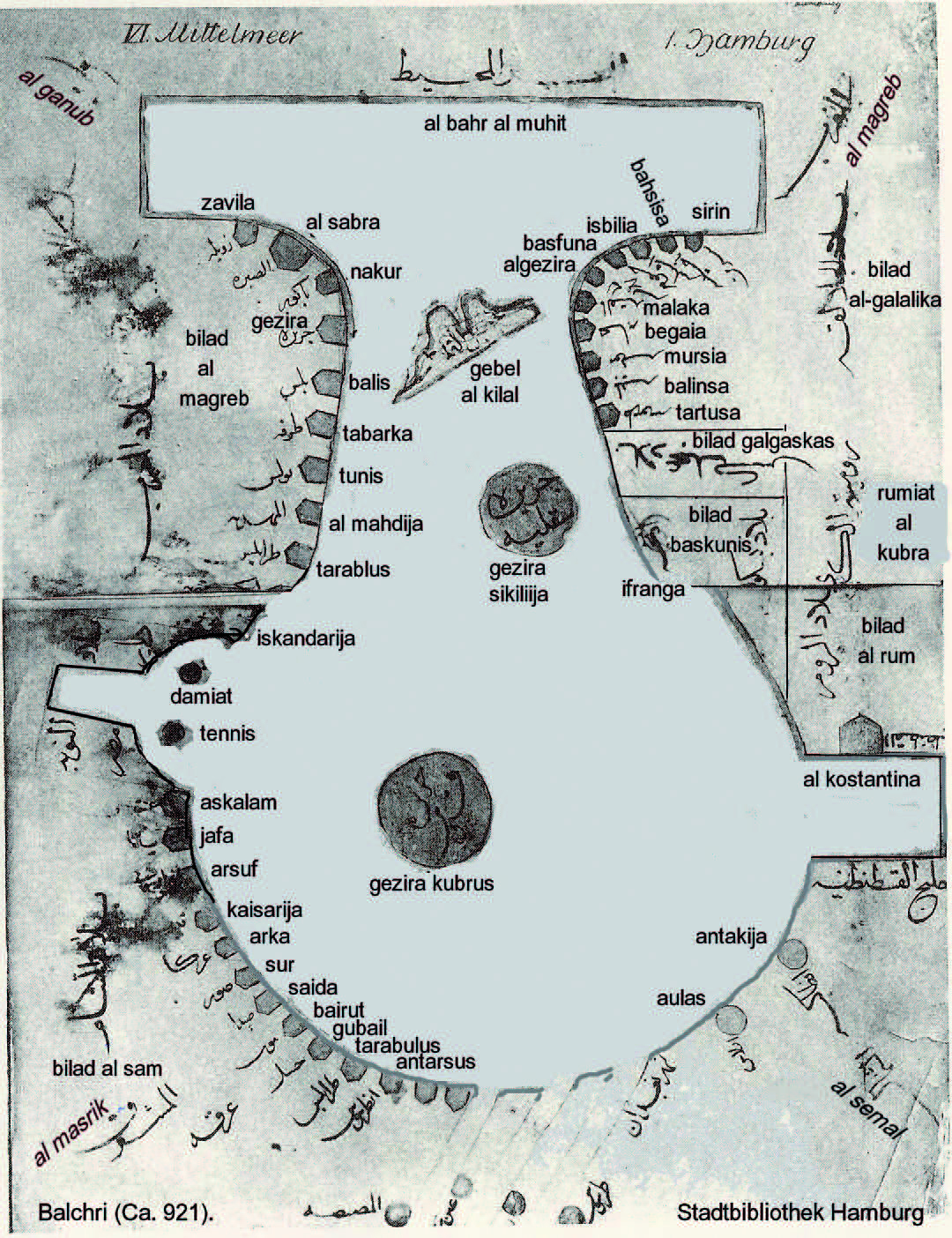
Ano 921. Mapa do mar Mediterráneo de al-Balkhi coa transcrición de Konrad Miller. Na marxe dereita da metade superior do mapa, na Península Ibérica, figura a bilad al-galalika (terra dos galegos).
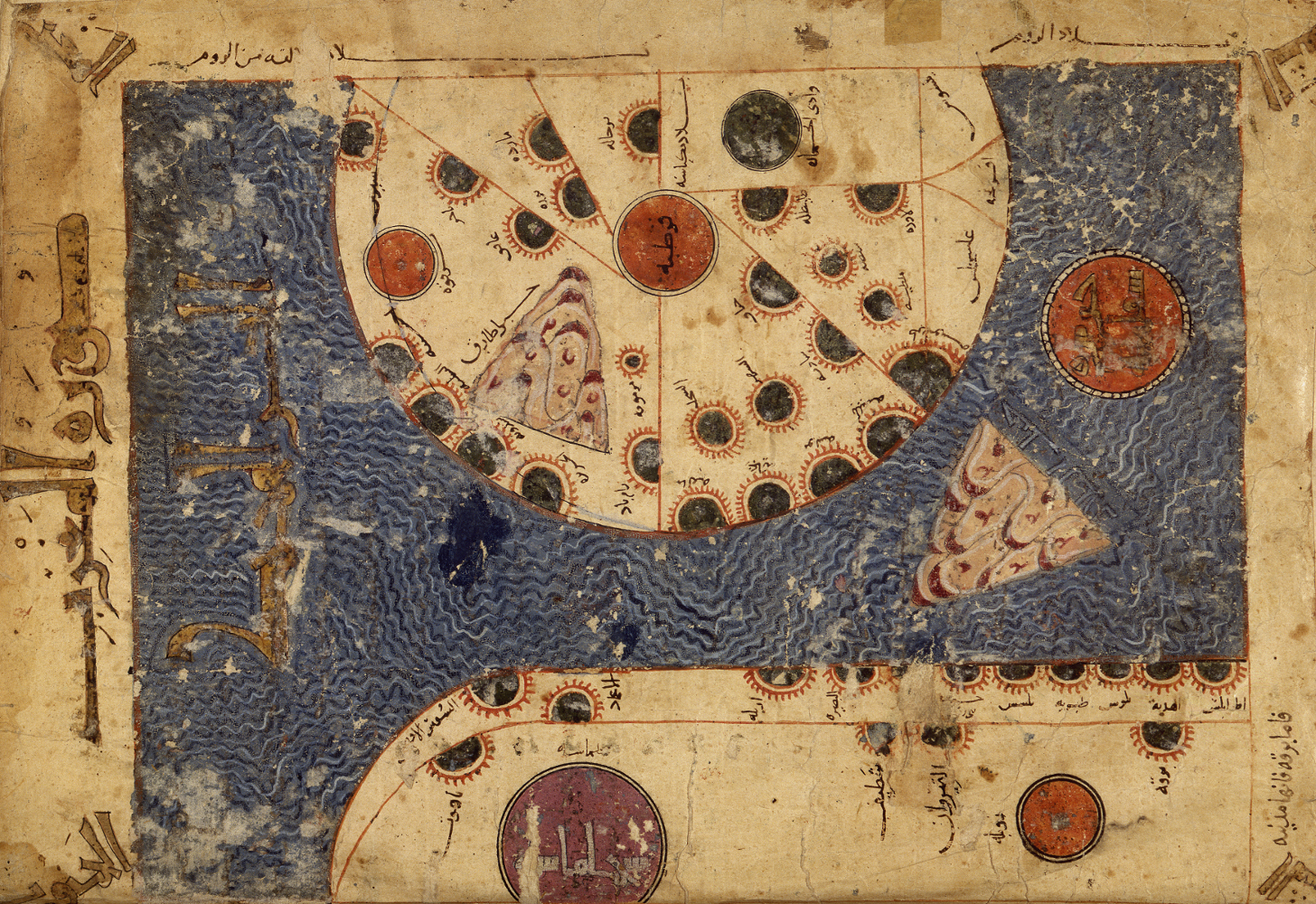
Ano c. 934. Mapa do Magreb (poñente) segundo al-Istakhri. Na marxe superior indícase que fóra dos límites do mapa fica a “rexión de Galicia, zona dos cristiáns”.
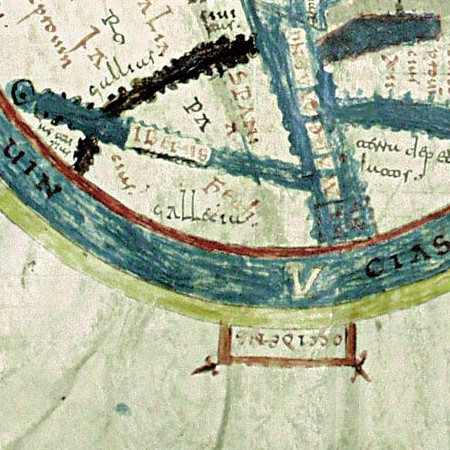
Ano 946. Fragmento do mapa das Etimoloxías de Isidoro de Sevilla. Gallecia ocupa todo o norte da península ibérica fronte a Spania, o outro espazo territorial presentado.
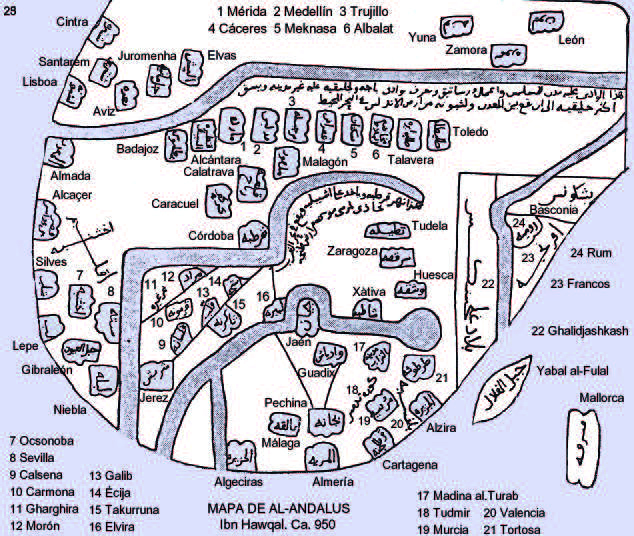
Ano c. 950. Mapa de al-Andalus de Ibn Hawqal coa súa transcrición. Nel dise: “Este é un río xunto ao cal se atopan lugares […] que pertencen aos musulmáns; chamado río Texo, sobre o seu curso hai unha cidade [Zamora] que fai fronteira con Galicia. Este río atravesa Galicia entre Almada e Lisboa, do dominio de al-Andalus, e penetra no Océano”.
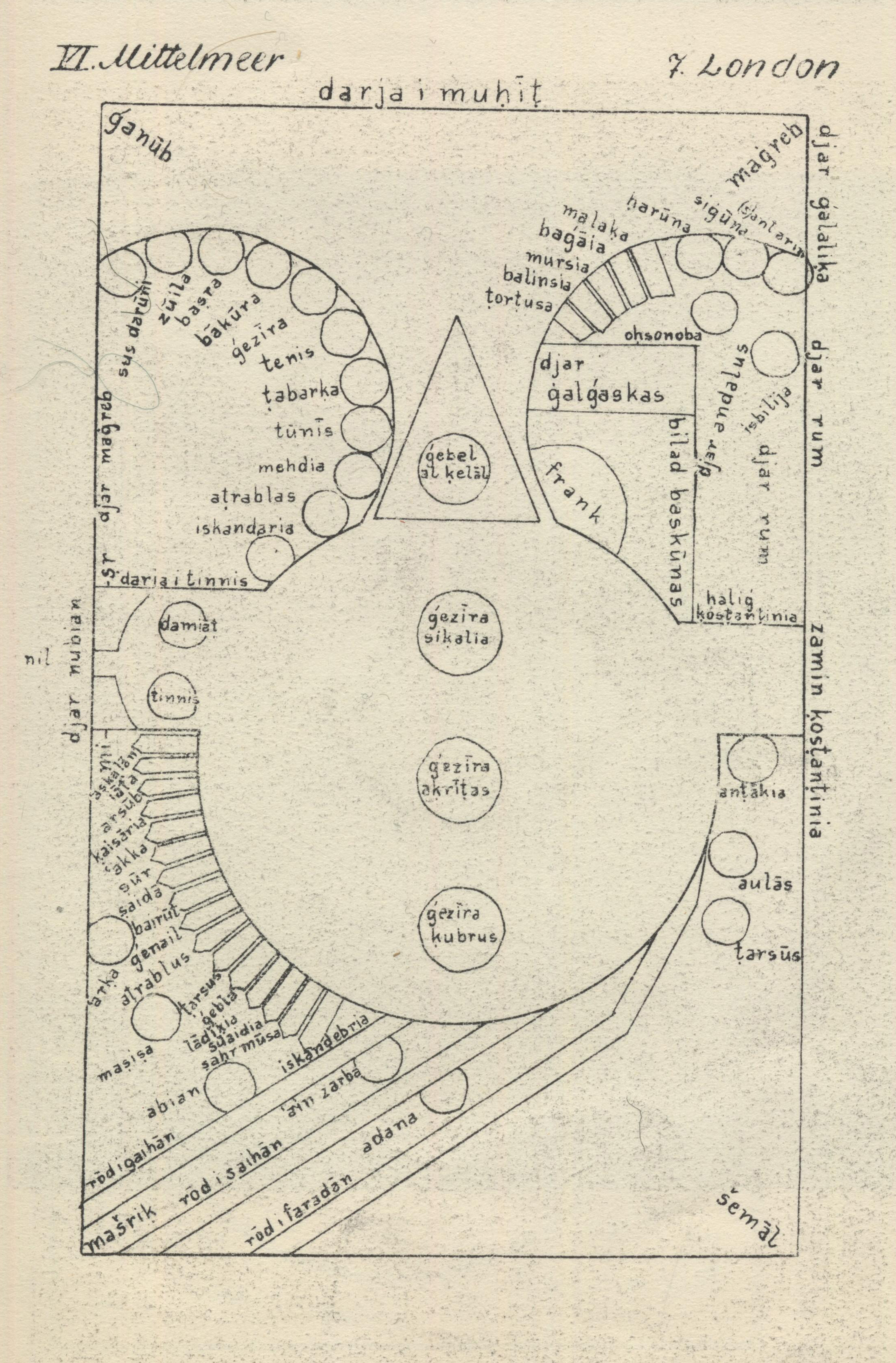
Ano c. 950. Versión persa do mapa do Mediterráneo de al-Balkhi. Conservada en Londres, foi transcrita por Konrad Miller. Na marxe dereita da parte superior do mapa figura o territorio galego como djar ǵalalika.
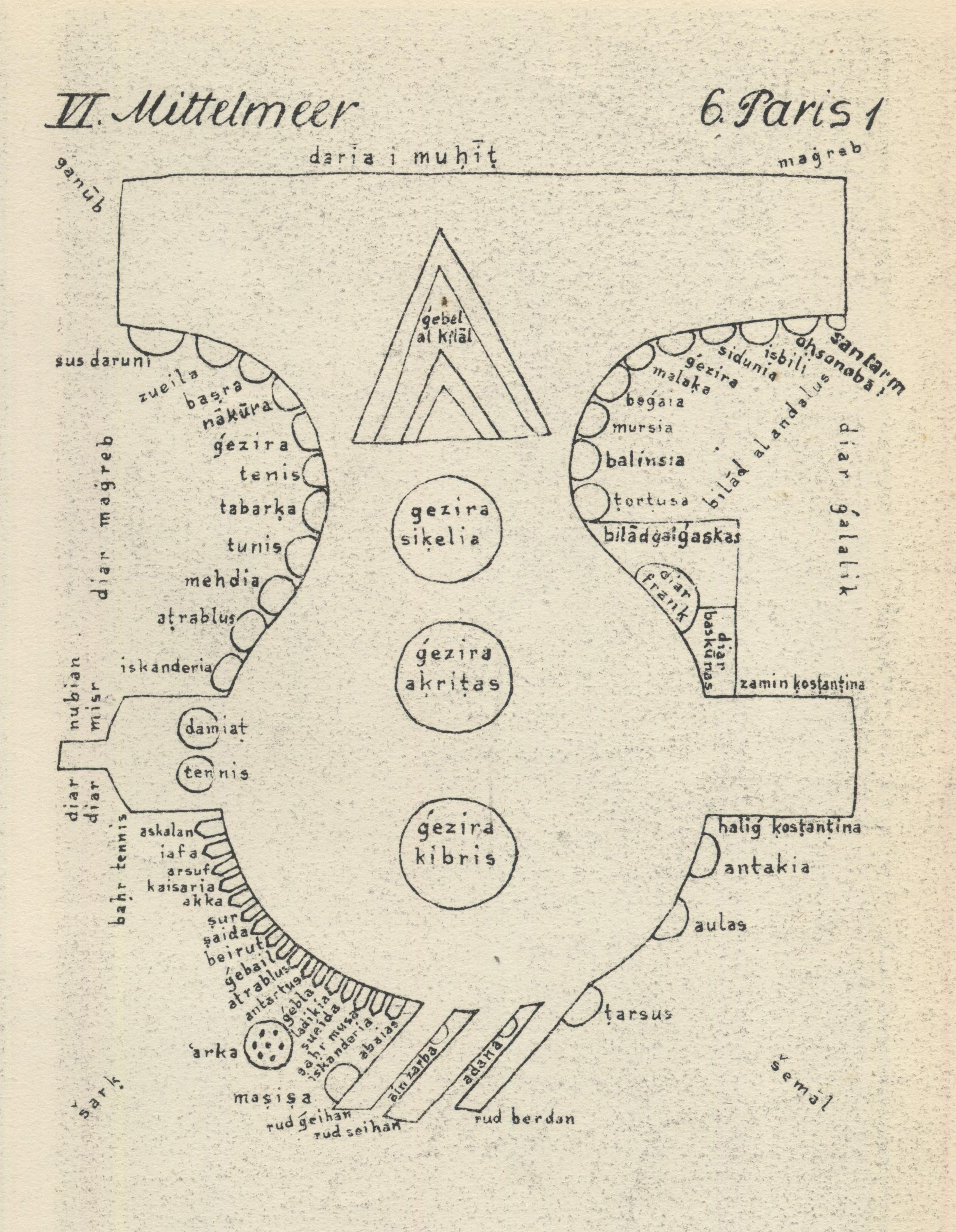
Ano c. 950. Outra versión persa dos mapas do Mediterráneo pertencentes á «escola de al-Balkhī». Conservada en París neste caso, tamén foi transcrita por K. Miller. Na marxe dereita consta Galicia como diar ǵalalik, ocupando a Península alén bilād al andalus.
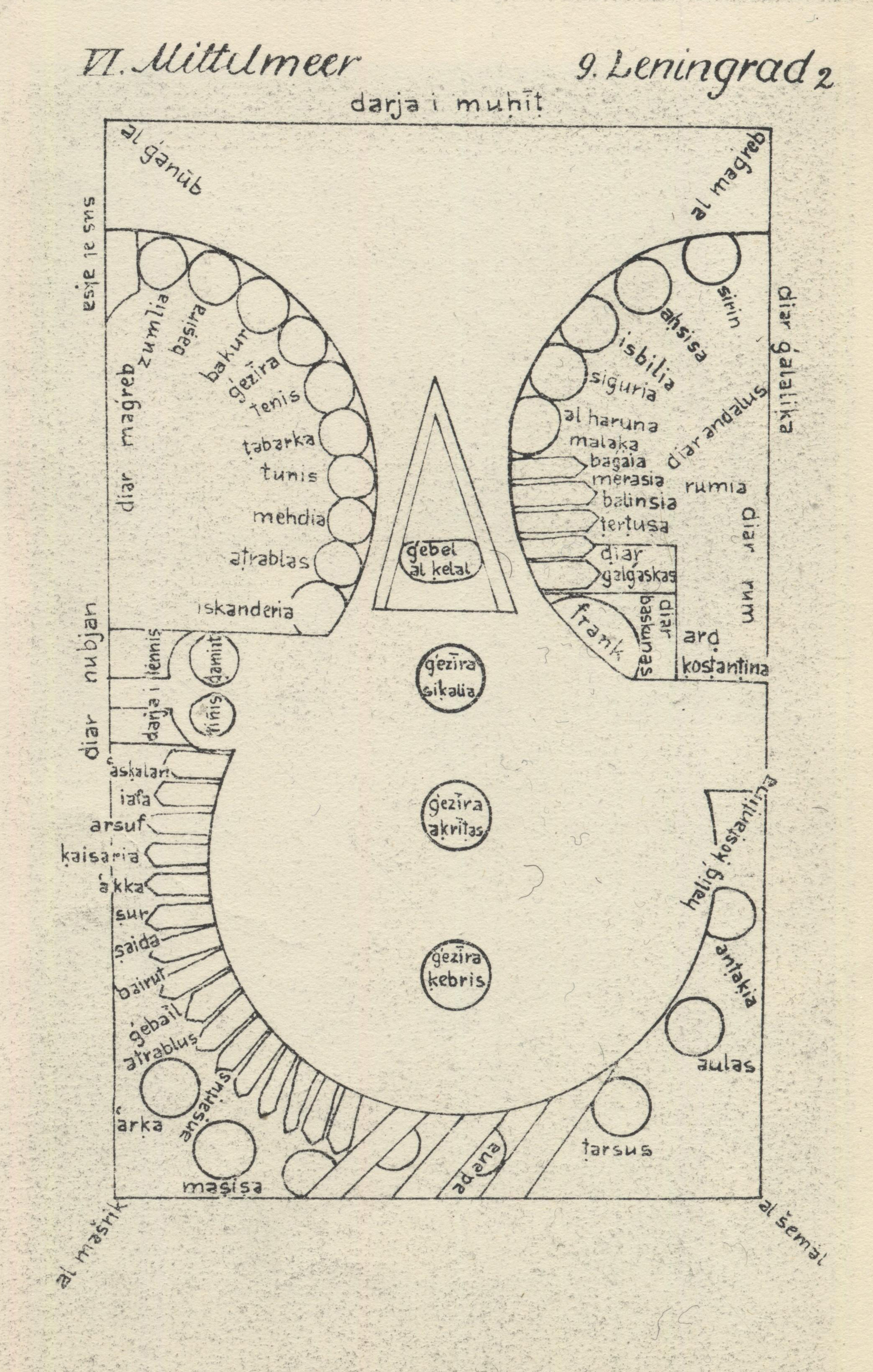
Ano c. 950. Terceiro mapa persa da «escola de al-Balkhī». Transcrito igual cós anteriores por Miller e mantido en San Petersburgo, posúe na marxe dereita as palabras diar ǵalalika, que representan a Galicia máis aló de diar andalus.
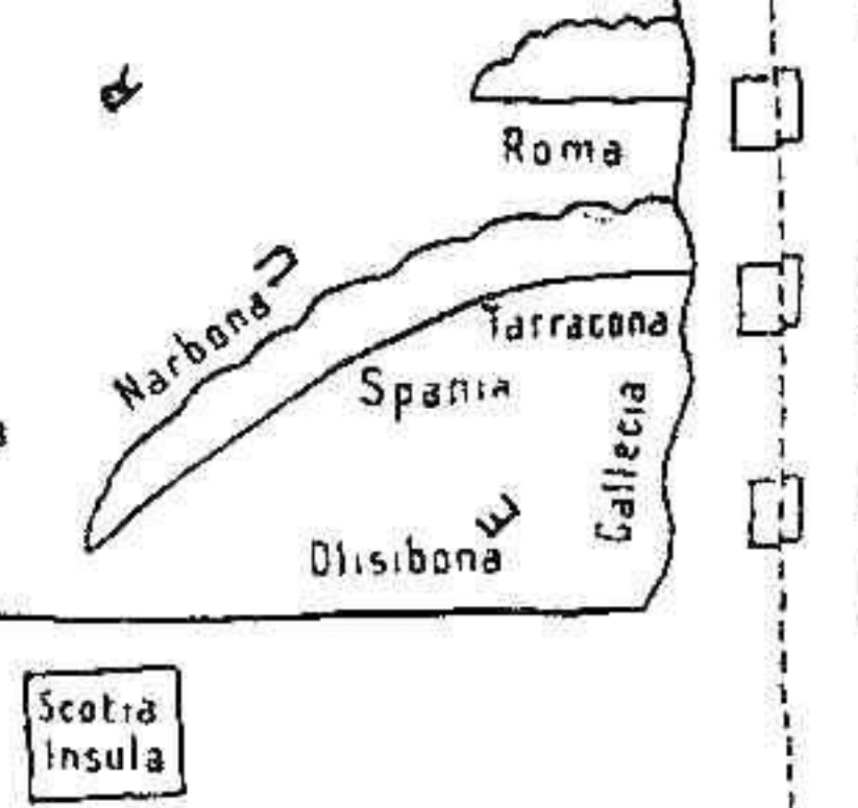
Entre o ano 922 e o 958. Fragmento do Beato Morgan,[280] o mapa máis antigo da serie cartográfica derivada da obra do Beato de Liébana. Gallecia ocupa en solitario o espazo noroccidental da península ibérica, onde tamén figuran Spania, Olisibona e Tarracona.
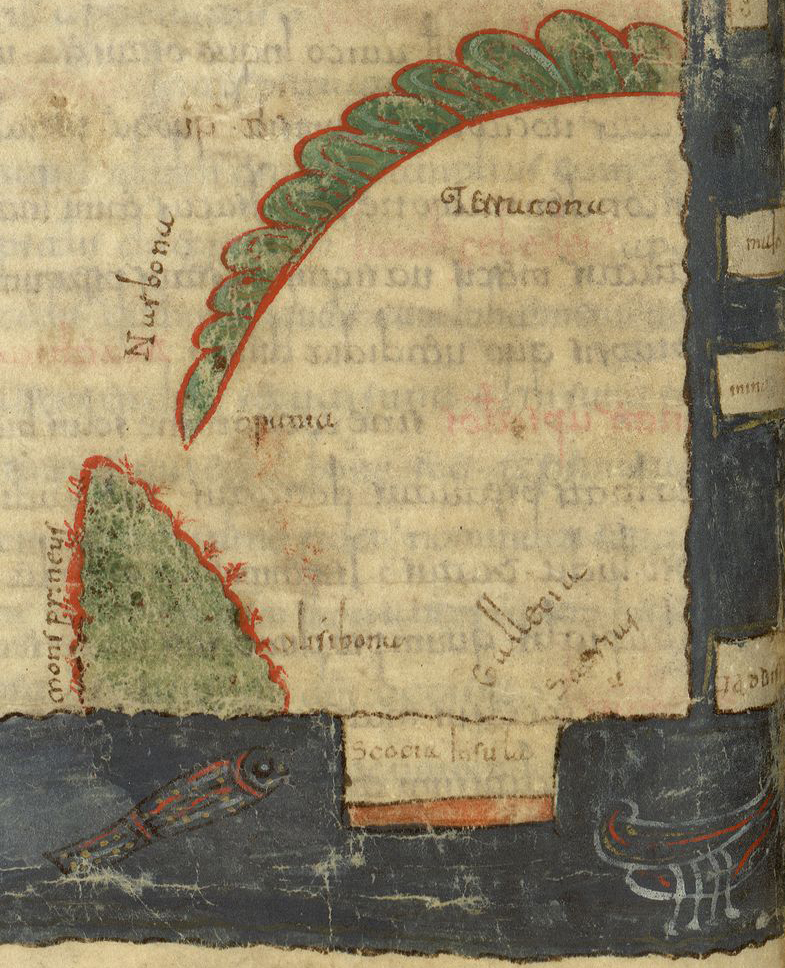
Ano 970. Fragmento do Beato de Valcavado.[282] Pertencente á serie cartográfica dos "beatos", o mapa sitúa Gallecia no noroeste da península ibérica citando tamén Spania, Olisobona, Tarracona, e engadindo agora Asturias no interior da Galicia cristiá.
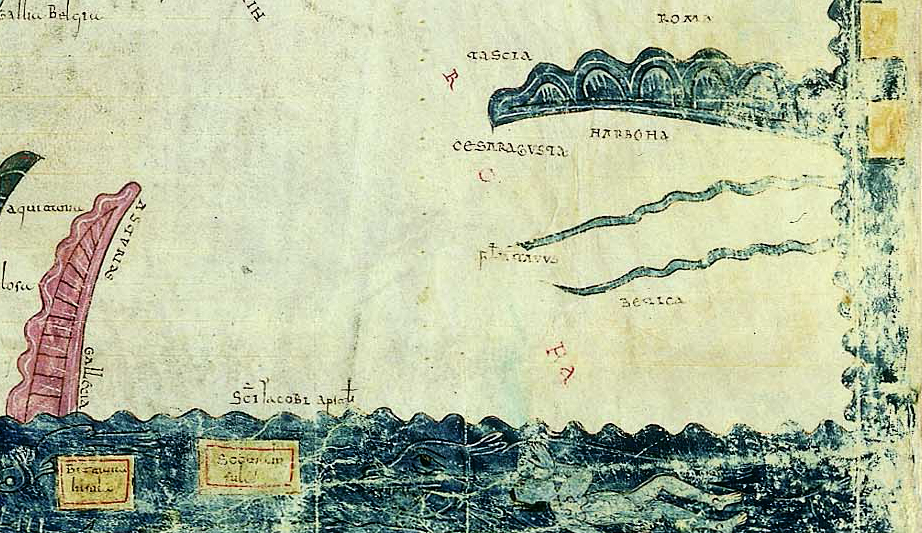
Ano 975. Fragmento do Beato de Girona.[283] Coloca Gallecia na esquina noroccidental da península con Asturias ao seu carón. Este beato, que non nomea a España musulmá, fai referencia por primeira vez á cidade de Santiago de Compostela (Sti. Jacobi Apstli).
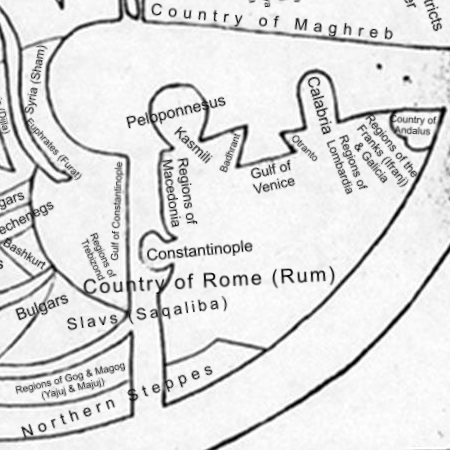
Ano 980. Tradución inglesa do mapamundi de Ibn Hawqal.[284] Apréciase a división da península ibérica en tres espazos: o Al-Andalus musulmán, a Galicia cristiá e a rexión dos Ifrani (francos).
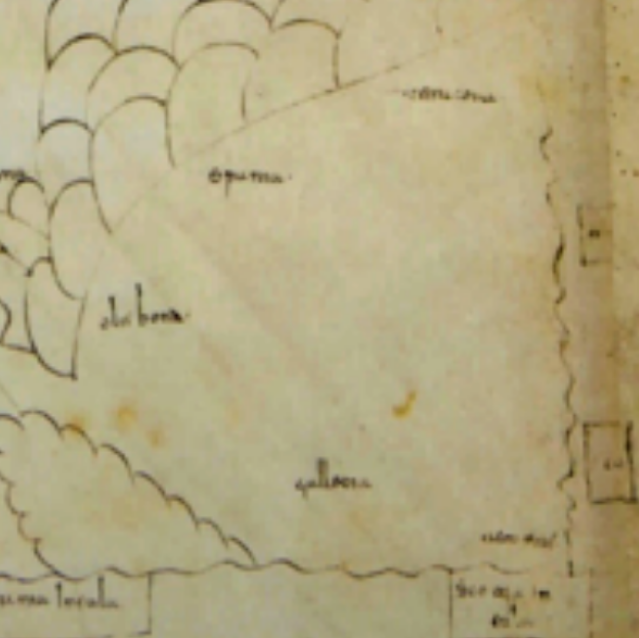
Ano 975 - 999. Fragmento do Beato de Seu d'Urgell.[285] Único da súa serie sen policromía, o mapa reproduce a división da península presentada polos outros beatos con Gallecia a noroeste e Asturias ao seu lado.

### Galícia en la cartografia del segle XI

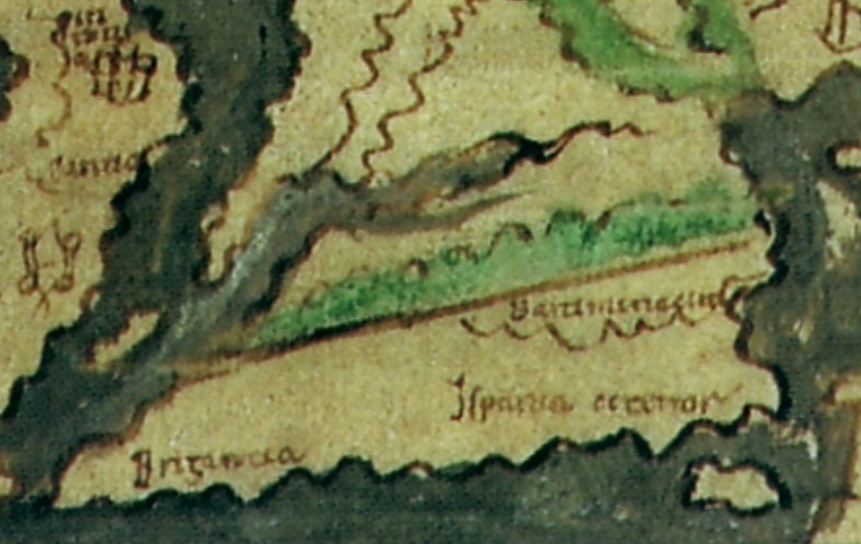
Any 995 - 1050. Fragment del Mapa de Cotton.[286] Còpia d'una geografia del segle VI, no guarda relació amb les altres famílies cartogràfiques medievals. La península ibèrica apareix dividida en tres espais territorials: Ispania citerior al sud, Barcinona a l'est i Brigantia al nord-oest.[j]
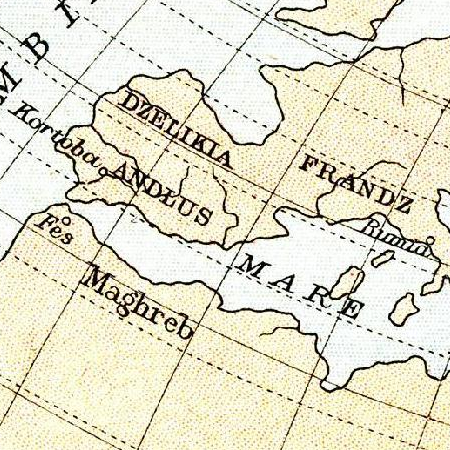
Any 1030. Fragment d'una reconstrucció del 1912 del mapa de Abu-reyhan Biruni.[288] L'erudit musulmà divideix la península ibèrica en dos espais territorials: Dzelikia (Galícia) i Andlus (Al-Andalus).
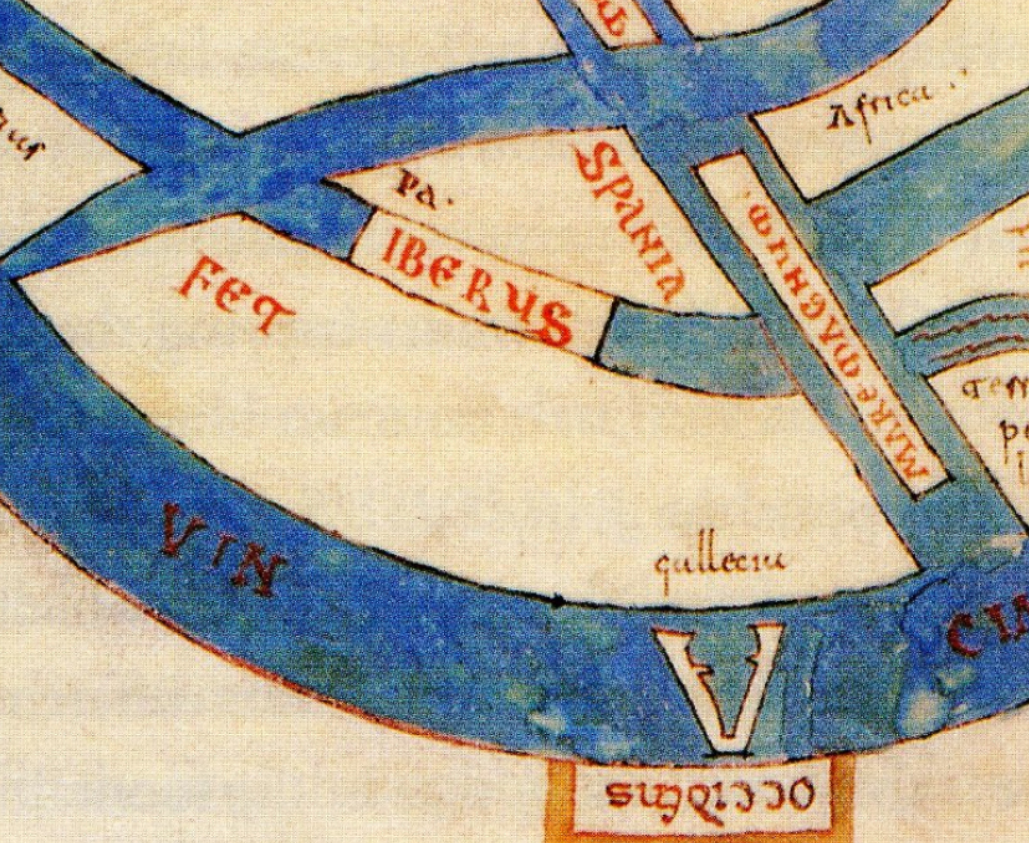
Any 1047. Fragment del mapa de les Etimologies de Sancha I. Elaborat per a l'educació dels seus fills els prínceps hereus, el mapa presenta Gallecia com l'únic nom del regne.
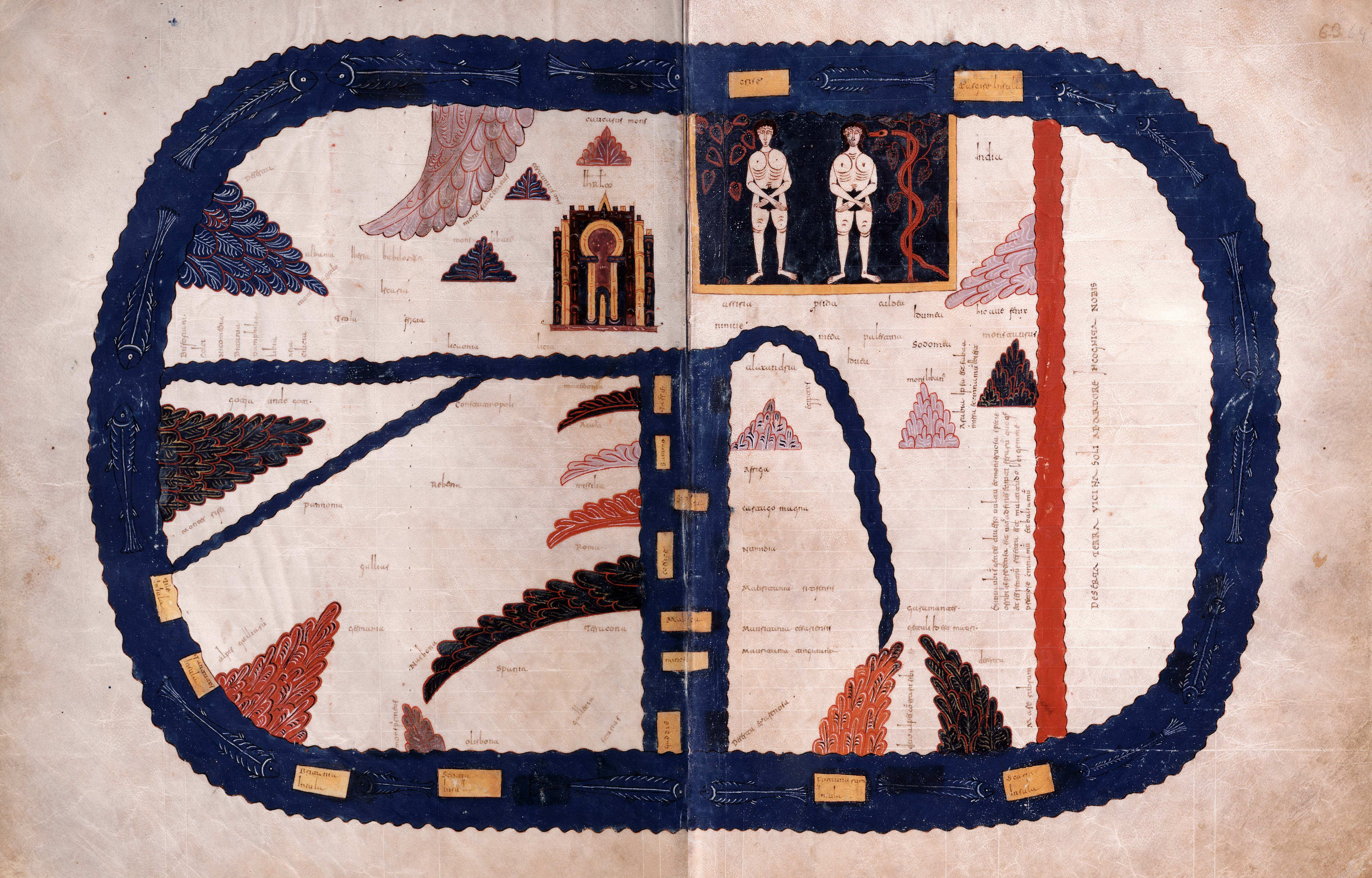
Any 1047. Fragment del mapa de Fernando i Sancha.[290] Pertanyent a la saga cartogràfica dels "beatos" va ser elaborat per a l'educació dels fills dels reis. Gallecia figura al nord-oest peninsular amb Astúries al seu interior.
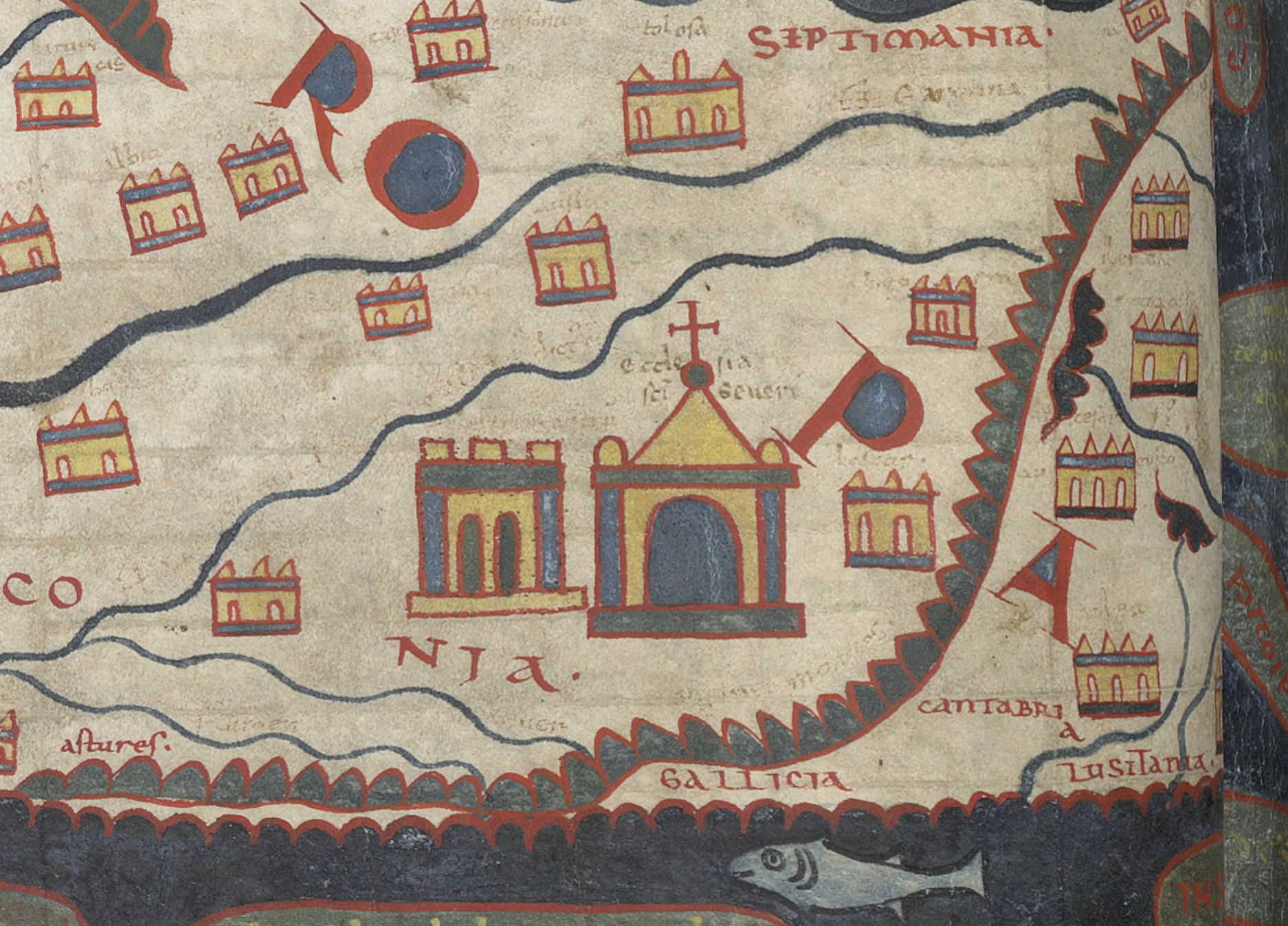
Any 1060. Fragment del Beat de Saint-Sever.[291] El mapa més detallat de la família dels beatos, comptant amb fins a 270 noms. Gallicia figura a la part superior de la península, amb Cantàbria al seu costat i separada de Lusitània pel riu Duero.
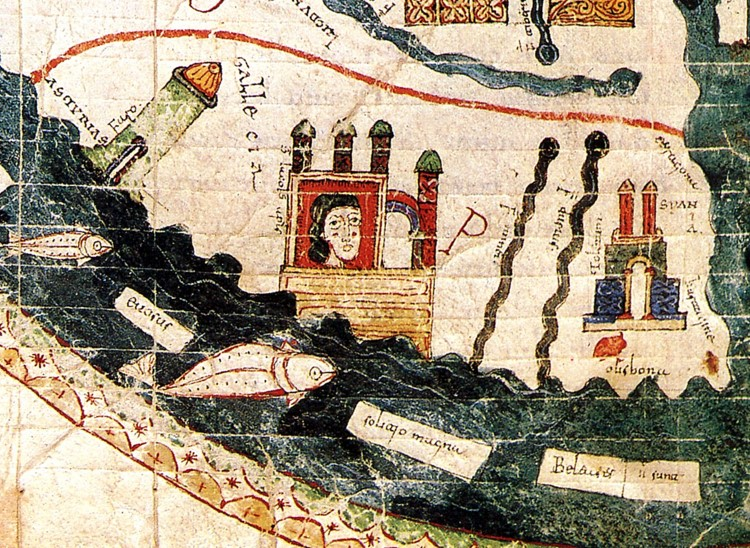
Any 1086. Fragment del Beat del Burgo d'Osma.[293] Gallecia ocupa tot el nord peninsular, dins d'ella apareix Astúries i els dos monuments més importants del regne: El far de La Corunya i la Catedral de Santiago. Al sud dels rius Miño i Duero es representa també la catedral de Toledo, a l'Espanya musulmana.

### Galicia na cartografía do século XII

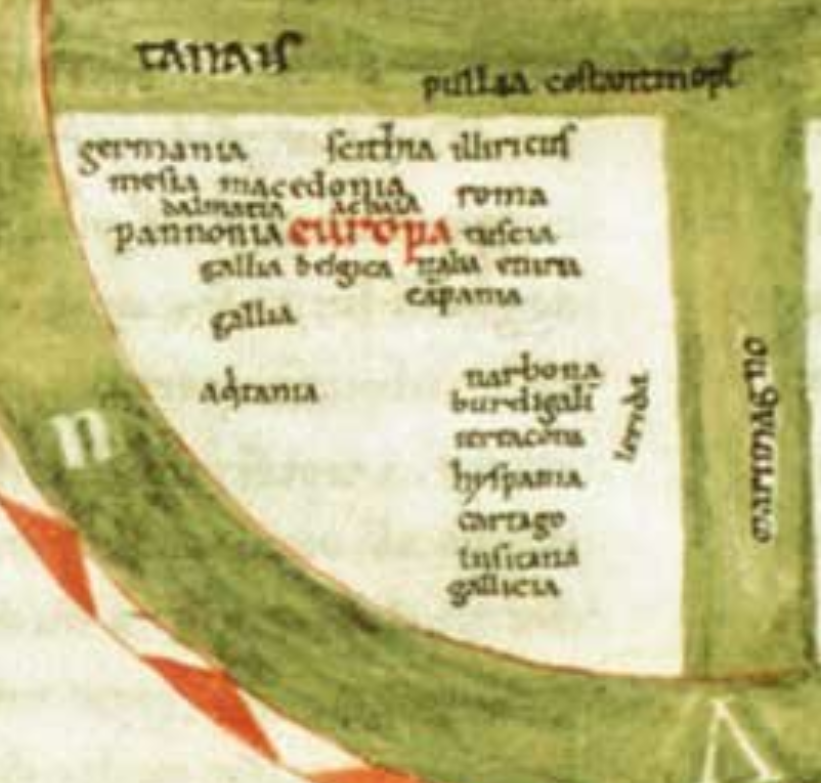
Any 1100 - 1125. Fragment dun Mapa T-O (Orbis Terrarum) de Provença; el mapa cita Gallicia com el territori més occidental del continent europeu.
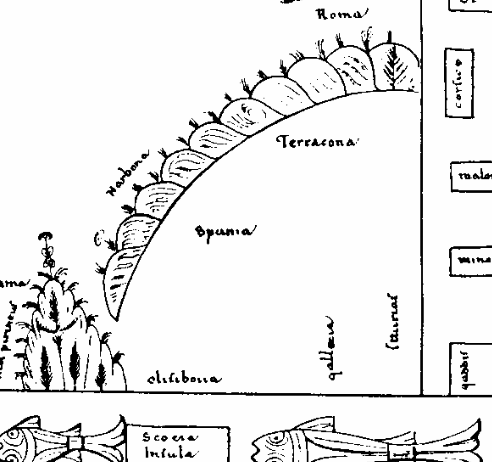
Any 1109. Fragment del Beato de Londres.[296] Gallecia al nord amb Asturias al seu interior, Spania al sud i Olisobona i Tarracona a l'est i oest.
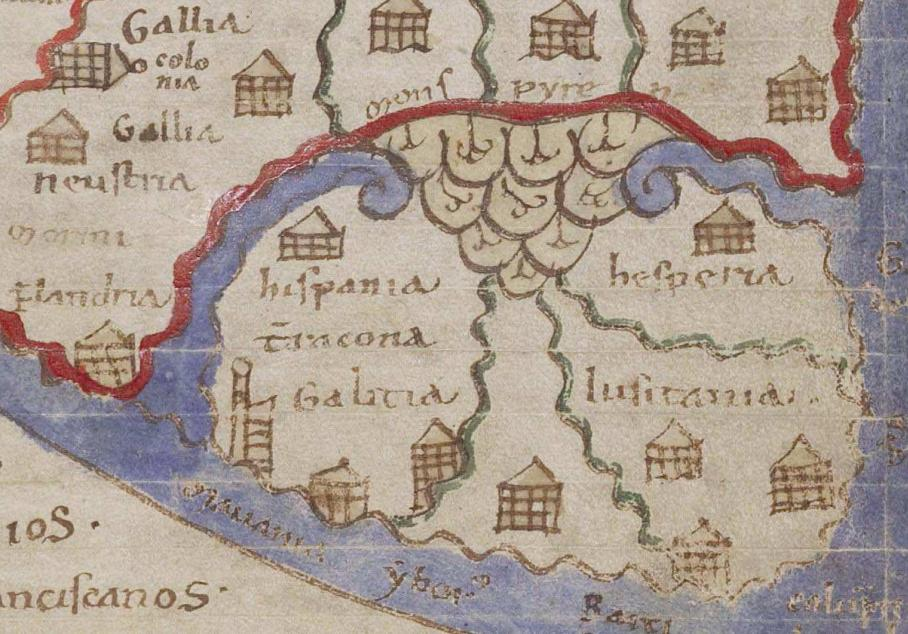
Any 1120. Fragment dun mapa recollit a l'enciclopedia Liber Floridus de Lambert de Saint-Omer.[297] A la península Ibèrica s'anomena Galitia, juntament amb Hispania, Wascona, Lusitania i Hesperia.
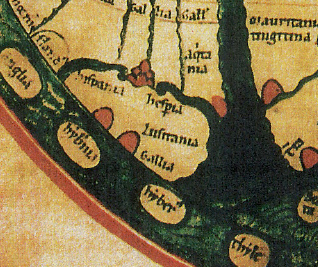
Any 1120. Fragment dun dels mapamundis apareguts a l'enciclopedia Liber Floridus.[297] Gallia  (Galícia) està representada al nord de la península, juntament amb altres tres topònims: Lusitania, Hispania i Hesperia??.
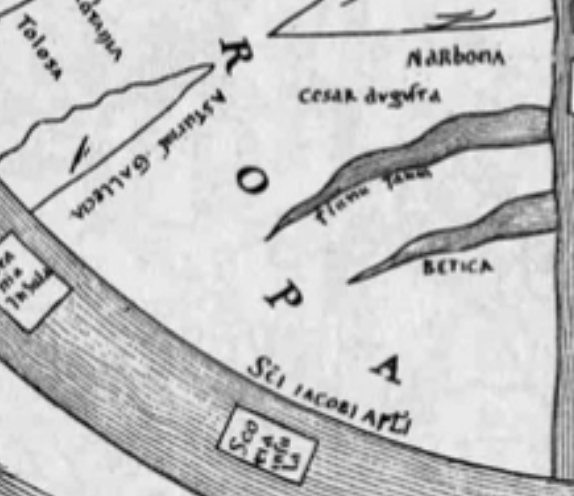
Any 1150. Fragment del Beato de Turín.[299] El mapa situa Gallecia a la part nord de la península Ibèrica, amb la ciutat de Santiago (Sti. Jacobi Apstli) a prop d'Astúries
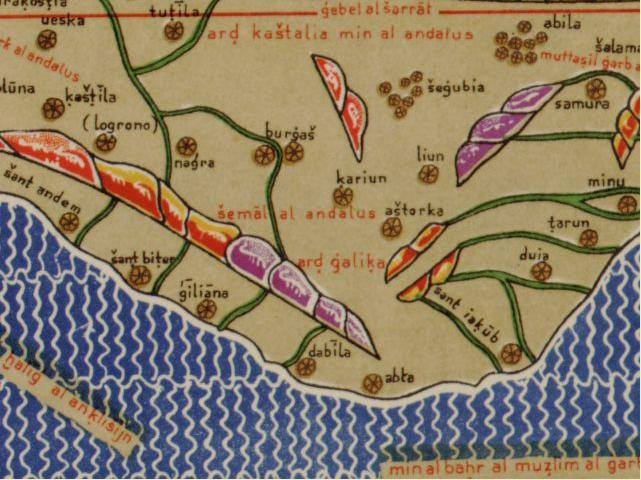
Any 1154. Fragment da Tábula Rogeriana de Al-Idrisi.[300] L'autor divideix la península Ibèrica en tres zones: ard Galika (Galícia), al-andalus (Espanya musulmana) i ard kastalia (Castella).
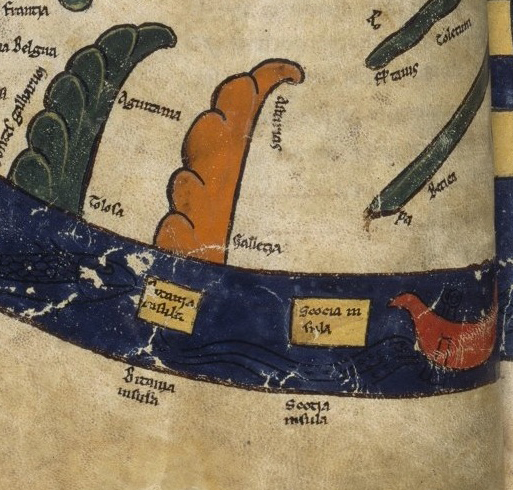
Any 1175. Fragment del Beato de Manchester.[302] Gallecia està representada al nord-oest de la península Ibèrica amb Astúries al capdavant.
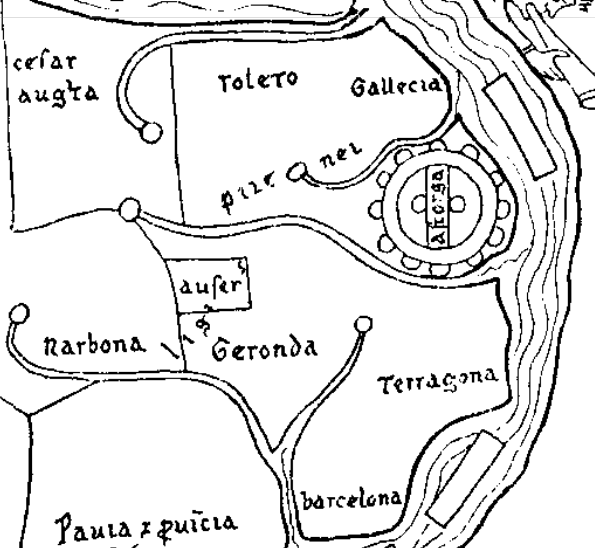
Any 1180. Fragment del Beato de Navarra.[303] El mapa situa Gallecia a l'angle nord-oest de la península, situant al seu front Toleto, seu històrica religiosa, i al costat, en una posició destacada, la ciutat d'Astorga.
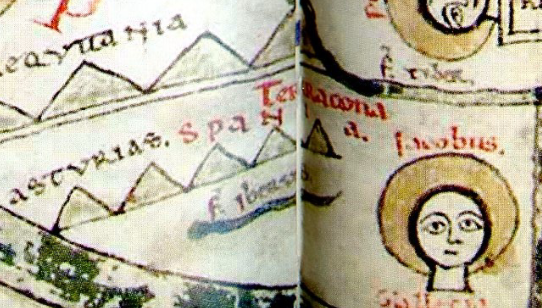
Any 1185. Fragment del Beato de Oña.[304] La imatge de l'apòstol Jaume (Iacobus) està representada sobre Gallecia, la zona del seu apostolat. El mapa té una gran similitud amb el mural que va aparèixer a l'església de San Pedro de Rocas.[305]  Dins l'àmbit gallec s'inclou Astúries, situada darrere d'una formació muntanyosa.
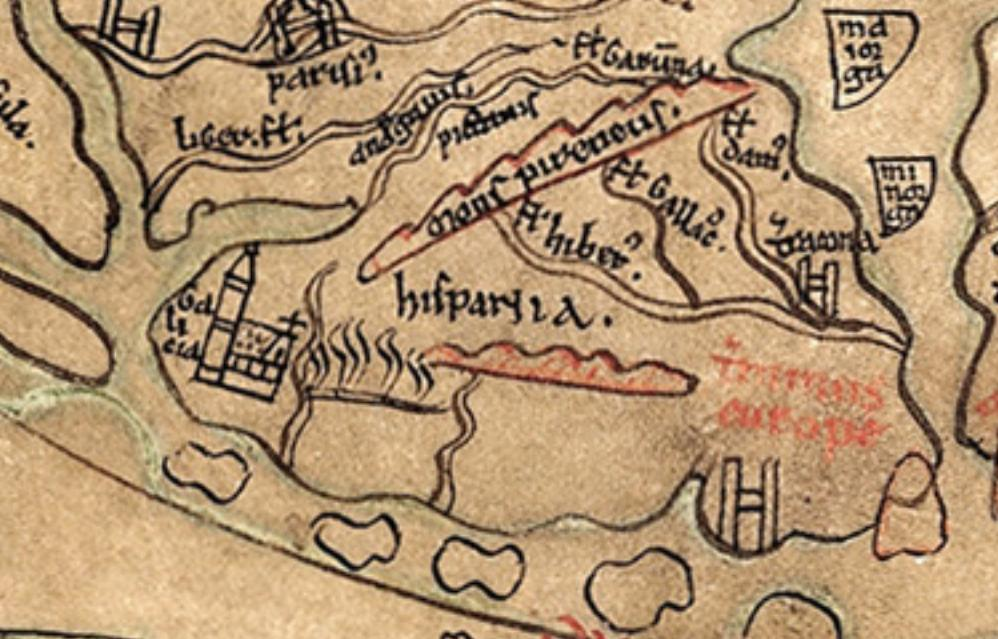
Any 1190. Fragment del mapa de Sawley de Imago Mundi de Honorius de Autum.[307] Galicia ocupa la part nord de la península enfront d'Espanya. La catedral de Santiago destaca com l'edifici més gran d'Europa, fins i tot més gran que la basílica de Sant Pere de Roma.
Entre 1190 e 1210. Entre 1190 i 1210. Mapamundi del  Kitāb ġarā'ib al-funūn (Llibre de curiositats), còpia d'un original fatimí de la 1ª meitat del segle XI. A la Península [angle inferior dret] s'indica la terra dels gallecs ('al-Jallāliqah), a més d'indicar “en el text sobre l'extensió dal-Andalus” que està “orientada a ponent”. També apareix la ciutat de Lleó (Liyūn), que es diu que és «on és (el rei dels gallecs)».[310]
Entre 1190 e 1210. Mapa del mar Mediterrani del Llibre de curiositats. L'autor esmenta els “ancoratges de Galícia (o dels gallecs)” (marāsī al-Jillā’iqah) entre els d'al-Andalus i els dels francs.[311][312]

## Interpretació historiogràfica
Tivo Galicia reis antes que Castela leis.  
A l'Edat Moderna (segles XVI-XVIII), la memòria de la magnitud i importància del regne medieval gallec ja s'havia dissolt en el temps. En aquesta època de gran galegofòbia, els historiadors, incapaços d'assimilar que la Galícia deprimida coneguda per ells era el mateix regne del cristianisme medieval sobre el qual escrivien, van recórrer en les seves obres a diverses denominacions per a un regne que encara no podien cridar Castella, ni òbviament Espanya. Així, per exemple, l'estudiós Henrique Flórez, que no va tenir cap escrúpol a destruir documents que anaven "en contra de l'honor de la nació" ―admetent per carta a la seva crema i també demanant que també es destrueixi la mateixa carta per no deixar-ne cap proves―, va recórrer al terme "regne dels cristians". El canonge i historiador Pascual Galindo, davant l'actitud de Flórez i després d'adonar-se dels defectes de l'Espanya Sagrada -l'obra més famosa de Flórez- a l'hora d'estudiar la història de l'església de Tui, va arribar a preguntar-se si passaria el mateix amb altres documents, per això o altres motius, i si totes les transcripcions i publicacions seran fiables.
No va ser fins al segle XIX, moment en què es van elaborar les grans històries dels estats liberals, quan la historiografia hispana va fixar les denominacions de "regne d'Astúries" (en realitat una part de Galícia) i "regne de Lleó" (inicialment una ciutat gallega). En aquell moment, la recerca en el passat de l'"essència nacional", va portar a l'establiment d'una seqüència segons la qual el devir històric d'Espanya s'iniciaria amb el regne toledà dels visigots, continuaria a Astúries, Lleó, Castella, i culminaria a l'Espanya contemporània. En aquest esquema ideològic el regne medieval de Galícia va ser eliminat, utilitzant com a justificació el fet de, en ocasions, el nom del regne ser identificat amb el de la ciutat en què s'assentava el tron. Alguna cosa habitual en les cancelleries reals de l'època, i que no implicava que el territori sota la sobirania del rei tingués el mateix nom que la residència règia.
Dues paraules presents en una frase de la Crònica d'Albeldense també es fan passar sovint com a equivalents a "regne d'Astúries": " Asturorum Regnum divina providentia exoritur ", literalment: "el regne d'Astúries va néixer per divina providència" . Se suposa que hi ha un error en el text perquè " asturorum " es tradueix a "asturores", no "astures". Aquest error gramatical, la infreqüent definició ètnica del regne i l'abundància de manipulacions en la documentació de l'època provoquen dubtes sobre l'autenticitat de la referència solitària. Sigui com sigui, constituiria una excepció en segles de documents, tal com passa per exemple amb " Xp̃ianorum regnum " (regne dels cristians), també d'Albeldense, de manera que no es pot considerar com una denominació del regne. .
Tanmateix, els historiadors encara han de fer ús d'altres fórmules més grans que els permetin salvar la documentació històrica i, d'aquesta manera, validar l'existència dels regnes d'Astúries i Lleó en comptes del gallec; fórmules com traduir Galícia per "Galícia i Astúries","Astúries"," Lleó",  "Castela-Lleó" o "Cantàbria" segons els casos, consideren que el papa i la seva cancelleria només tenien un "vague coneixement dels afers polítics d'Espanya",  qualificant d'"anomalia" les aparicions del regne i dels reis com a gallecs o fins i tot acusant alguna crònica. de "confondre deliberadament i repetidament el regne de Lleó amb Galícia". A més, el fet que aquests dos espais polítics i territorials inventats siguin pres com a referents pels historiadors de l'art i les ciències auxiliars de la història per als seus objectes d'estudi, donant lloc a conceptes i termes erronis, com el mal anomenat art asturià, genera una important retroalimentació amb la qual la historiografia tradicional reforça la seva tesi. 
En la historiografia internacional, la influència del model espanyol és evident a l' Enciclopèdia Britànica, perquè mentre que l'11. ª edició de l'any 1911, considerada una de les edicions més famoses per la seva erudició i estil literari, parlava d'Afons III com el monarca del "regne conegut com "de Galícia" o "d'Oviedo",  actualment només apareix com a rei d'Astúries. Tanmateix, també hi ha obres en què es va mantenir el nom del regne, almenys durant determinades èpoques. D'aquesta manera, a l'atles històric The Penguin Atlas of Medieval History de Colin McEvedy, publicat per primera vegada l'any 1961, a la sèrie de mapes polítics d'Europa que inclou el període comprès entre els anys 771 i 888, el regne rep el nom de Galícia. De la mateixa manera, l'Europa d'aquella època es mostra políticament en l'edició revisada que es va publicar l'any 1992 sota el títol The New Penguin Atlas of Medieval History. Un altre exemple és el mapa que representa l'Europa política del segle IX i que es va publicar en un especial sobre l'Edat Mitjana de l'any 2015 de l'edició alemanya de la revista National Geographic .  Tanmateix, tant en l'obra anglesa com en l'alemanya, el regne s'anomena Astúries en el període immediatament anterior i Lleó en el període posterior.
Aquest paradigma històric es manté avui, malgrat que, motivat per les denúncies d'una part de la historiografia moderna, hi ha un intens debat al voltant de la qüestió.

### Cronologia
Edat Moderna

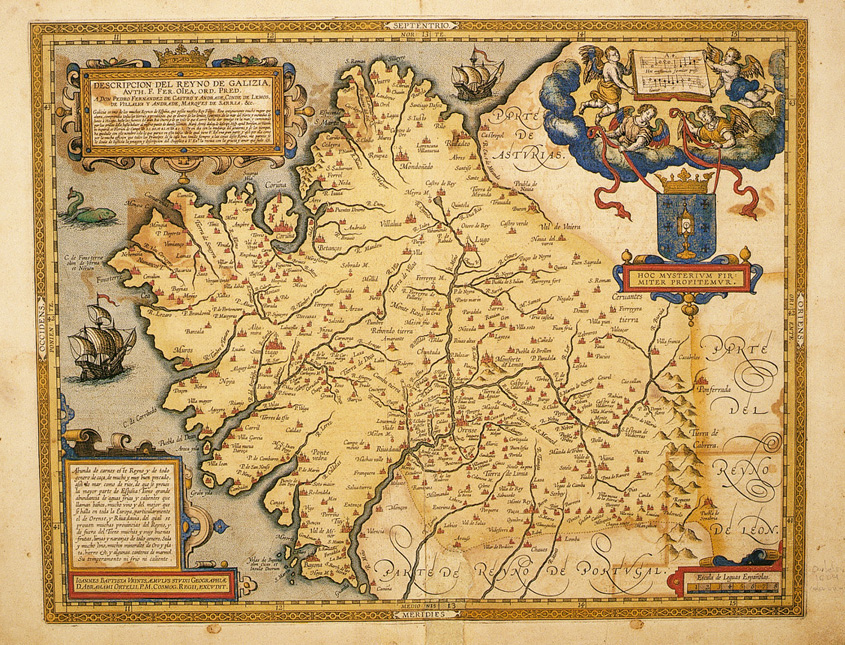
El mapa destacat de Fernando Ojea, 1603. A més de ser un dels primers independents de Galícia, i tenir un escut gallec que esdevingué l'estàndard a seguir en els segles següents, també informava de l'antiga extensió del regne.

- 1572 . Quan el nom i el territori de Galícia ja s'havien restringit a les dimensions actuals, l'historiador Ambrosio de Morales va utilitzar el nom de "Regne de Lleó, Galícia i Principat d'Astúries " per a un reportatge sobre un viatge a aquests regnes encarregat per Felip II.[345]

- 1580 . Jerónimo Zurita, historiador i cronista del Regne d'Aragó, registra que va ser Paio com a primer rei de Galícia, successor dels reis visigots.[346]

- 1600 i 1603 . En els Annales Ecclesiastici, una història dels primers dotze segles de l'Església cristiana escrita pel cardenal i historiador italià Cesare Baronio, apareix com a reis de Galícia Alfons I,[347] Aureli,[348] Silo,[349] Mauregat i Beremund I per extensió ―,[350] Alfons II[351] i Alfons III.[352] L'obra va ser continuada per diferents autors durant els segles següents.

- 1603 . El religiós Hernando Ojea, en el text inclòs a la seva obra cartogràfica Descripción del reyno de Galizia, indicava que antigament els límits del regne gallec anaven des de Biscaia fins a les fonts del Duero i d'aquestes fins a la seva desembocadura, marcant la frontera al llarg el curs del riu. També ha afirmat que "amb el canvi de govern, i els temps, només va quedar amb aquest nom allò que apareix en aquest mapa".[353]

- 1608 . El jesuïta Juan de Mariana va utilitzar l'expressió "regne dels cristians" a la seva Història general d'Espanya.[354]

- 1612 . En l'edició pòstuma de l'obra Theatrum orbis terrarum del cartògraf Abraham Ortelius, s'apunta que la Galícia del seu temps era una petita part de la del passat.[355]

- 1634 . El clergue Prudencio de Sandoval va percebre implícitament el territori com un conjunt de regnes: Castella, Lleó, Galícia i Portugal, sense donar nom al conjunt en les seves obres.[356]

- 1662 . El frare agustí Felip de la Gándara va indicar en les seves armes i triomfs: gestes heroiques dels fills de Galícia que «Galícia era el cap […] d'on els que ara s'anomenen castellans vells, asturians, lleonesos, bascos i els que vingueren. Portugal van fer Regne» i que quan «van variar els límits i els termes, el nom general es va reduir, i Galícia va quedar reduïda als estrets en què és avui, […] ambiciosa pel títol de Mare d'aquests Regnes».[357]

- 1696 L'erudit sevillà Nicolás Antonio, a la seva obra pòstuma Bibliotheca hispana vetus, deia el següent sobre els reis de Galícia: "És absurd que encara se'ls diguin reis d'Oviedo, perquè des de fa segles se'ls diu Galícia o Lleó, com se sap. en l'epístola del papa Joan a Alfons el Gran".[358]

- 1730 El religiós portuguès Manoel da Rocha va dedicar un capítol del seu tractat Portugal Renascido a, per a ell, la sorprenent inclusió de la província portuguesa de Beira dins de Galícia al segle X[359] Després d'una revisió de les fonts històriques, l'autor va concloure que la raó era que des de Galícia "havien arribat els seus reis restaurant les terres de Portugal".[360]

- 1736. El cronista del regne de Galícia, el madrileny Francisco Javier Manuel de la Huerta y Vega, fidel als documents al seu abast, llançava aquesta advertència en els seus Anales del reyno de Galicia: "l'antic, i invencible regne de Galícia, que avui dia es veu encongit en l'últim confín del món, va ser en l'antiguitat tan celebrat, que comprenia amb el seu nom la cinquena part de tota Espanya".[361]

- 1766 El P. Martín Sarmiento afirmava categòricament que "a l'edat mitjana Galícia tenia reis i no Castella".[362] [363]

- 1774 . Henrique Flórez va utilitzar l'eufemisme de "regne dels cristians" i "principat d'Astúries" en les seves obres, recollint un títol creat al segle XIV per als hereus de la corona.[364]

Segle XIX
- 1820 L'arabista Jose Antonio Conde y García, traductor de diverses cròniques àrabs, es va mantenir fidel als textos històrics reconeixent Galícia com el nom del regne cristià. L'autor explicava que «els àrabs anomenaven els reis de Galícia allò que anomenem reis de Lleó, Astúries i Galícia»,[365] alhora que denunciava les traduccions irregulars d'alguns dels seus col·legues.[366]

- 1840 Pascual de Gayangos y Arce, traductor a l'anglès del cronista algerià Al-Maqqari, substituí a la seva obra "ardhu-l-jalalkah " (el país dels gallecs) per "Galícia i Astúries".[331]

- 1846 . El portuguès Alexandre Herculano va seguir les denominacions d'Astúries i Lleó marcades per la historiografia espanyola, tot i que va assenyalar que els musulmans anomenaven els monarques residents a Astúries reis de Galícia.[367]

Bandera imaginària del "Regne d'Astúries" amb la creu de la victòria.
Encara que no hi ha referències documentals que ho avalen, la historiografia espanyola avala la seva existència entre els segles VIII i X.

- 1847 El geògraf i estadista navarrès Pascual Madoz, en el seu conegut Diccionari geogràfic-estadístic-històric d'Espanya i de les seves possessions ultramarines, presenta sense perjudici alguns comtes de Galícia "quasi al mateix nivell que el rei d'Oviedo", explicant així el decisiu paper de la noblesa gallega,[371] i reconeix que els musulmans "apodaven constantment els reis de Galícia els d'Astúries".[372]
- 1849 . L'historiador i periodista Leopoldo Martínez Padín publica la seva obra Historia política, religiosa i descriptiva de Galicia . En ella afirma, a la llum de les referències historiogràfiques, que els límits primitius de Galícia cobrien la meitat de la península[373] i que no arribaren als actuals fins a l'època d'Afons VI.[374]

- 1850 i fins al 1867. Modesto Lafuente, autor d'una enciclopèdica Història d'Espanya en 30 volums, va establir definitivament el nom de "regne d'Astúries", que seguiria adoptant la resta de la historiografia hispànica. Un regne asturià que les fonts històriques van anomenar Galícia, com va reconèixer el mateix Lafuente en una nota a peu de pàgina,[375] i que va admetre que s'estenia des de «Galicia a Bascònia».[376]

- 1867 L'arabista Miguel Lafuente Alcántara, traductor del text àrab Ajbar Machmúa, va indicar en el seu índex geogràfic que Galícia és el nom que utilitza el text per designar el regne dels cristians de la península Ibèrica.[377]
- 1871 Benito Vicetto va advertir al volum quatre de la seva Historia de Galicia que el nom equivocat del regne gallec va establir un error terminològic que "destruiria la puresa de la història" per a la posteritat.[378]

- 1886 El professor madrileny Miguel Morayta y Sagrario, autor d'una Història d'Espanya en nou volums, va substituir el terme "Djalikyah" (Galícia) del cronista Al-Razí per "Cantàbria". Fet això informat per Manuel Murguía.[335]
- 1891 El gallec Manuel Murguía, conscient que Galícia s'eliminava de la història de l'estat,[379] també va advertir que els anomenats reis d'Astúries eren indicats com a reis de Galícia per la documentació[380] i que el mateix passava amb els suposats reis de Lleó.[381]

- 1897 Francisco Javier Simonet va utilitzar "regne d'Astúries i Galícia " per designar el regne cristià del nord de la península,[382] assenyalant que el terme "Chaliquia" utilitzat en els textos àrabs incloïa Galícia, Astúries, Lleó[383] i fins i tot Castella.[384]

segle XX
- 1904 L'autora germanoportuguesa Carolina Michaëlis de Vasconcelos va advertir que Galícia era l'únic nom amb què es coneixia globalment el territori cristià peninsular a l'edat mitjana. Hi ha constància d'aquest fet "en la poesia èpica germànica, en les sagues escandinaves, en els historiadors flamencs, en les cançons de pinzell francesos, en la poesia popular anglesa, en les obres dels trobadors, en els poetes d'Itàlia i en els autors àrabs".[385]

- 1911 A la 11 ª edició de l' Enciclopedia Británica, considerada una de les edicions més famoses per la seva erudició i estil literari,[338] es refereix a Afonso III com el monarca del "regne conegut com "de Galícia" o "d'Oviedo".

- 1921 El francès Louis Barrau-Dihigo va publicar la seva tesi doctoral sobre el regne asturià ( Recherches sur l'histoire politique du royaume asturien (718-910)), tesi que començava indicant que es tractava d'una història "estrictament nacional i que afecta només el península", així com "l'obscuritat i la manca de fonts documentals".[386]

- 1926. L'acadèmic Julio Puyol y Alonso arriba a preguntar-se si va existir de veritat un Regne de Galícia,[387] reconeixent en la seva lluita per esclarir aquell fet que "a la cort de Roma i altres pobles d'Europa es donava el nom de regne de Galícia a l'estat cristià del nord-oest"[388] i que Lleó no era sinó un territori de Galícia.[389]
- 1928. El medievalista Claudio Sánchez-Albornoz publicava l'article La primitiva organització monetària de León y Castilla. En aquest treball l'autor no aconsegueix explicar el motiu de la profusa circulació a la Galícia altomedieval de les monedes conegudes com a gallicans, gallicenses o galleganos. "Entendrien els homes del segle x per sòlids gallicans sòlids de Galícia?" es permanten, i malia achar escrit sobre elles seren "d'ús a la nostra terra (usui terre nostre) " l'autor ignora l'evidència que el nom de la moneda deriva del nom del regne: "resulta difícil explicar que es qualifiqués de gallegans sòlids fabricats pels reis de Lió per a tot el seu regne i els dubtosos només a Galícia."[390]

- 1933 Armando Cotarelo Valledor publica una biografia premiada d'Afons III en la qual se li atorga la condició de rei de Galícia.[391] Tanmateix, malgrat afirmar que mai no hi va haver una conquesta musulmana del territori gallec[392] i traduir correctament les fonts àrabs i cristianes que assenyalen Afonso com a rei de Galícia[393][394] l'autor suposa que el regne gallec depenia de Astúries, per a ell una entitat diferent.[395] L'any 1991 es va publicar una edició facsímil de l'obra sota el títol Alfonso III el Magno. Últim rei d'Oviedo i primer de Galícia .

- 1944 Alfonso Daniel Rodríguez Castelao, en una carta a Claudio Sánchez-Albornoz, l'acusa a ell i a Menéndez Pidal d'"amagar amb malícia als enemics tot el que Galícia va significar a l'Espanya d'altres temps".[396]

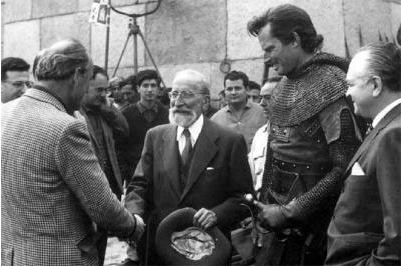
Ramón Menéndez Pidal en el rodatge de la pel·lícula "El cid", basada en el Cantar de Mio Cid, manuscrit propietat de la seva família. L'hispanista anglès Colin Smith, analitzant els tints del manuscrit amb raigs X, va demostrar que Pidal manipulava el document retocant versos, canviant paraules i canviant la data que apareix al text per fer-lo semblar més antic del que realment era..

- 1947 Ramón Menéndez Pidal, el gran promotor de la idea de Castella com a nucli de la "nació" espanyola, va comparar la "historiografia cristiana lacònica" de l'època asturiana amb la historiografia àrab els historiadors de la qual eren "precisos en la cronologia, abundants en detalls". molt atent als personatges secundaris, mostrant al llarg d'un ampli, alhora penetrant, poder de visió".[401] Malgrat això, l'autor va optar per ignorar la comprensió política dels estudiosos àrabs substituint el nom de Galícia pel de Castella, Astúries i Lleó.

- 1948 Américo Castro Quesada també elimina el nom de Galícia com a propi del regne medieval del nord de la península, tot i que inclou l'advertència que "els àrabs deien gallecs a tots els cristians del nord".[402]

- 1949 El professor Antonio Cristino Floriano y Cumbreño indicava en el seu treball El castellà diplomàtic de l'època astur que el nom que s'utilitzava per designar el regne medieval gallec no era més que un "concepte político-geogràfic".[403]

- 1952 El català Ferran Soldevila, a la seva Història d'Espanya, també afirmava que "els sarraïns també incloïen asturians i lleonesos sota el nom de gallecs".[404]

- 1954 Jose Antonio Maravall, a la seva obra El concepto de España en la Edad Media, reconeixia que tant en fonts cristianes com àrabs tot el territori cristià medieval s'anomenava Galícia.[405]

- 1956. O historiador Claudio Sánchez-Albornoz, en España, un enigma histórico, non conseguía comprender o motivo polo cal o idioma galego era empregado en todo o reino cristián medieval cando, para el, Galicia non deixaba de ser un territorio marxinal.[137]

- 1961 i 1992 . L'atles històric L'atles dels pingüins d'història medieval de Colin McEvedy anomena el regne Galícia a la sèrie de mapes polítics d'Europa que cobreixen el període entre 771 i 888. Això es manté en l'edició revisada que es va publicar l'any 1992 sota el títol The New Penguin Atlas of Medieval History .[340][341]

- 1963 El metge i historiador ribadavià Ruben García Álvarez recordava, en un article a la revista Grial, que "Galícia era l'únic nom que utilitzaven les fonts llatines i àrabs per parlar de l'Espanya cristiana".[406]

- 1970 El notari coruñès Eduardo Menéndez-Valdes Golpe, a la seva obra Separatisme i unitat - Un mite històric, criticava la idealització de Castella duta a terme per la historiografia espanyola, alhora que assenyalava que en realitat va sorgir en separar-se del regne cristià medieval. Un regne anomenat incorrectament "de León".[407]

- 1981 Claudio Sánchez-Albornoz va reconèixer en el seu treball Estudis sobre Galícia a l'Alta Edat Mitjana que era Galícia i no un altre nom amb el que es trobava a les fonts històriques que manejava.[408]Fotografia de Claudio Sánchez Albornoz . Aquest autor va escriure l'any 1974 un article titulat "Sobre una epístola del papa Joan IX a Alfons III d'Astúries", fet il·lustratiu del procés del medievalisme hispànic, perquè en el document el rei Afonso només és nomenat com a rei de Galícia.[224][332]

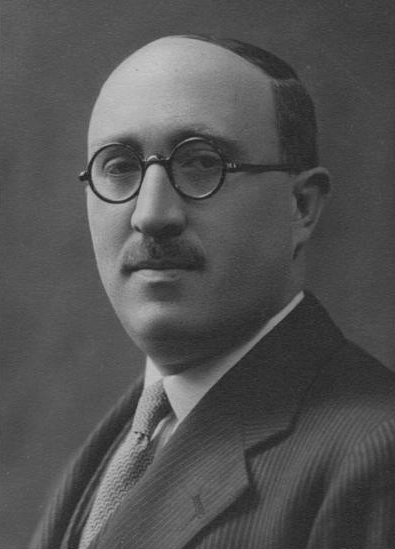
Fotografia de Claudio Sánchez Albornoz. Aquest autor va escriure l'any 1974 un article titulat "Sobre una epístola del papa Joan IX a Alfons III d'Astúries", fet il·lustratiu del procés del medievalisme hispànic, perquè en el document el rei Afonso només és nomenat com a rei de Galícia.

- 1981 L'edició de la crònica d'Ibn Hayyan, dels autors María J. Viguera, Federico Corriente i José María Lacarra, tradueix " al-yalalika " (gallec) per "lleonès" i substitueix " Yalliqiyya " (Galícia) per "León" (que apareix al text com " Liyun ").[409] A l'annex toponímic del llibre els autors expliquen que " Yilliqiyya " és " el territori cristià en aquell moment capitalitzat a Lleó ". [333]

- 1986 . L'arabista Elías Teres Sábada, a la seva obra Materials per a l'estudi de la toponímia hispano-àrab: nomina fluvial, no dubta a traduir " Yilliquiya " (Galícia)[62] per " Castella i Lleó ". Tanmateix, en el mateix text apareix " Qastalla "[410] traduït correctament com a Castella.[334]

- 1986 . El filòleg Giuseppe Tavani, estudiós de la lírica gallega medieval, afirmava en el seu llibre A poesía lírica gallego-portuguesa que "la raó per la qual la lírica expressada per aquesta entitat socioeconòmica i superestructural era gallega i, per contra, continua sent s'explica, no asturians ni lleonesos".[138]

- ,1988. A historiadora ourensá Olga Gallego, na súa obra La organización administrativa territorial de la antigua provincia de Ourense a mediados del siglo XVIII, ao facer unha síntese histórica da organización territorial de Galicia, di que “o territorio da Galecia romana e do posterior reino suevo se incorpora ao reino asturleonés” (en itálica no orixinal), mais considerando e explicando que para Vicetto se trata dunha monarquía galaica.[411]

- 1995 . En el primer número de la nova etapa de la revista Terra e Tempo, dedicada a la història de Galícia, els historiadors Anselmo López Carreira i Luís Obelleiro Piñón, a l'article "La historia "oficial" y la negación de Galícia", i també l'historiador André Pena Graña, a "O reino de Galicia na Idade Media", adverteixen que el país gallec era independent a l'època medieval i que la seva existència és negada o tergiversada per la historiografia oficial espanyola ja que no encaixa amb el patriòtic espanyol. model. El professor i polític Francisco Rodríguez Sánchez se suma a aquest nou paradigma historiogràfic. [412]

- 1995 . L'hispanista anglès Roger Collins, a la seva obra The Arab Conquest of Spain: 710-797, afirmava que la unió de Galícia amb les regions veïnes "s'anomena generalment el Regne d'Astúries", encara que "els detalls històrics precisos estan enfosquits pels mites nacionals". que porten a la construcció de la identitat espanyola moderna”.[413]

- 1996 . El professor de la Universitat de Cambridge, Colin Smith, publica l'article "Galicia, all a kingdom" en un homenatge a la professora Pilar Vázquez Cuesta. En ell, l'autor analitza documentació de tot tipus i procedència comprovant la projecció internacional del regne gallec i la inexistència dels suposats regnes d'Astúries i Lleó. El sorprès professor especula amb la possibilitat d'un fet així per la "projecció del culte jacobeu" o per la "pervivència de textos de geografia clàssica".[414] Més tard, en un text pòstum publicat l'any 2000, el professor Smith afirmarà, parlant de la Història Turpini, que "les raons de l'extrem protagonisme de Galícia a tota la regió (..) es poden conjecturar i no són tan absurdes com podria semblar; aquest error (que el regne de Lleó es deia Galícia) no es reduïa al text actual".[415]

- 1996 i 2001 . L'economista i polític Camilo Nogueira Román va publicar diversos articles a la revista A Trabe de Ouro,[416] obra ampliada l'any 2001 en el llibre A memoria da nación. El Regne de Gallaecia, en què va fer una crítica a la ideologia castellanista i va denunciar la desaparició historiogràfica del regne medieval gallec.[417]

- 1997 - 2003 . L'historiador Anselmo López Carreira, a l'obra col·lectiva Historia Xeral de Galicia, advertia que el regne cristià del nord-oest peninsular s'anomenava Galícia, mai Astúries o Lleó.[418] Aquest autor va publicar posteriorment dues petites obres dedicades al regne gallec: El regne de Galícia l'any 1998 i Els reis de Galícia l'any 2003, en què tornava a destacar aquest fet.[419]

- c. 1997 Un conjunt de 18 fitxes titulada História compacta do Reino da Galicia i editada per Galiza Nova tenia l'objectiu de donar a conèixer el passat medieval gallec, "amagat de manera interessada", així com aclarir i revelar les manipulacions que s'hi feien, quan Galícia era sobirà i tenia una situació normalitzada culturalment, políticament i econòmicament. L'historiador Anselmo López Carreira es va implicar de nou en l'elaboració dels textos sobre el regne gallec. [420]

- 1998 . El lingüista Xose Ramón Freixeiro Mato s'afegeix a la denúncia de l'eliminació del regne de Galícia del relat històric amb un text publicat per l' editorial A Nosa Terra.[421]

- 1999 . L'historiador gallec Xosé Antonio López Teixeira va publicar tres articles entre 1999 i 2001 a A Trabe de Ouro  amb els quals confeccionaria el llibre Arredor da conformación do reino de Galicia l'any 2003. Posteriorment, l'any 2010, va publicar A formación do reino de Galícia. En aquests treballs, l'autor va fer una anàlisi dels orígens del regne gallec reconeixent el seu correcte abast i nom.[422]

- 2000 El dibuixant Pepe Carreiro, assessorat històricament per l'equip d'Edicions A Nosa Terra, va escriure i il·lustrar una història didàctica i amena de Galícia per als més joves. Titulat Història de Galícia. La nostra història, explica que, quan els musulmans van acabar amb el regne visigot i van ocupar tota la Península excepte Galícia i algunes zones del nord, "el regne de Gallaecia va estar un temps sense rei"; que els "señors de Galícia" van establir una nova monarquia, que va arribar a residir en corts com Oviedo, Lleó o Compostel·la; i que "Galícia" tenia límits molt més alts que els actuals, tant al sud com a l'est. Va ser publicat l'any 2000[423] i reeditat l'any 2001.[424] També es va fer una edició per a la Fundació Caixa Galicia .[425] El 2009, es va publicar una nova edició el 2010.[426] També es va editar una edició per a la Diputació de la Corunya .[427] L'any 2012, Baía Edicións va llançar la seva pròpia edició sota el títol Historia de Galicia. De la vida a les coves al campament a les places . Es van modificar els textos: d'una banda, es van suprimir les expressions "regne de Gallaecia" i "senyors de Galícia", de l'altra, s'especificava que aleshores "Gallaecia", a banda de l'actual Galícia, incloïa Astúries., Lleó i Zamora a l'est i fins a Coímbra pel sud[428]

Segle XXI

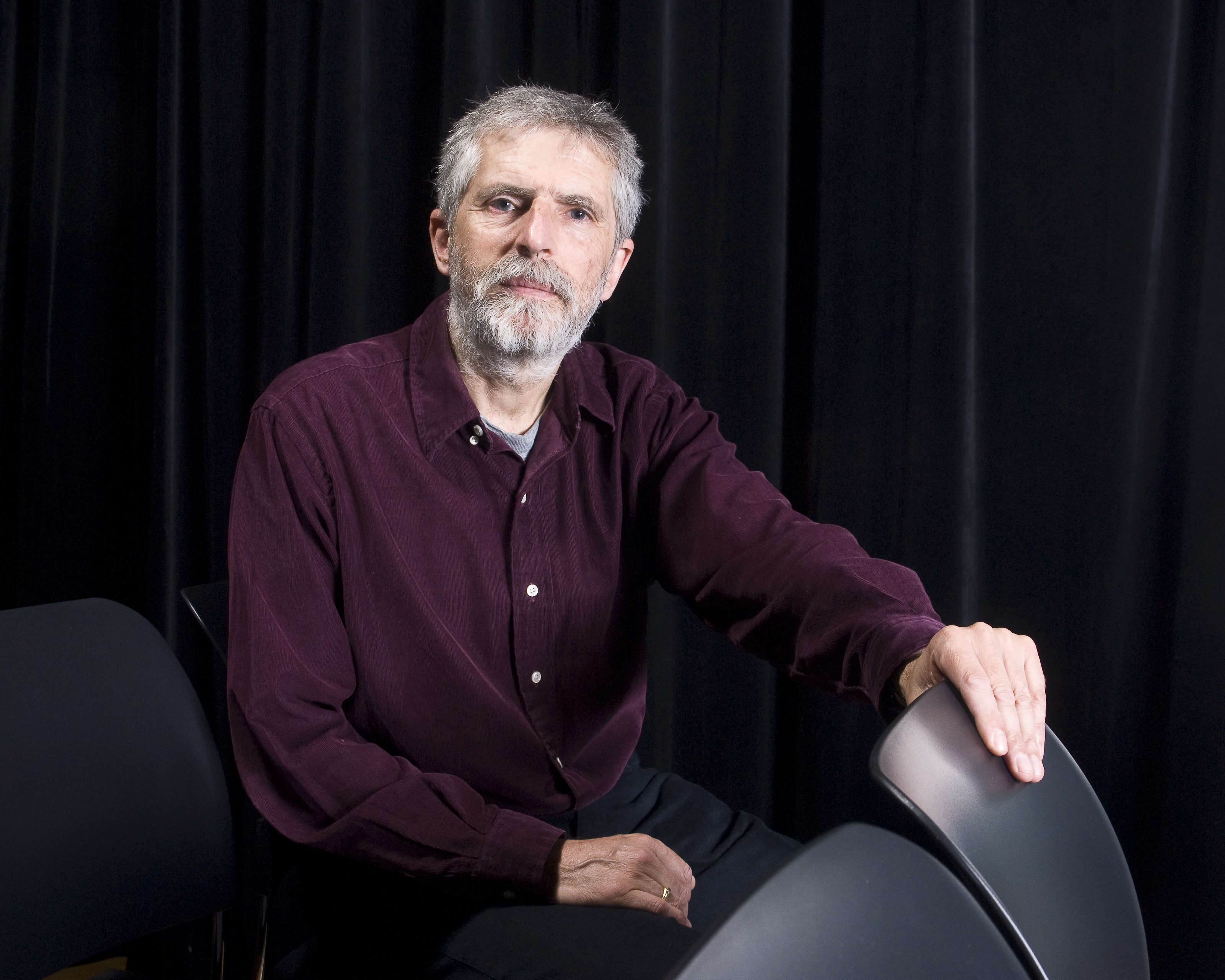
La publicació l'any 2005 del llibre O reino medieval de Galicia d' Anselmo López Carreira va suposar un punt d'inflexió en la consideració històrica del regne gallec.

- La publicació l'any 2005 del llibre O reino medieval de Galicia d' Anselmo López Carreira va suposar un punt d'inflexió en la consideració històrica del regne gallec. 2001 Una nova edició en castellà del cronista Ibn Hayyan, de Mahmud `Ali Makki i Federico Corriente,[429] va traduir " Gilliqiyah ", terme que apareix al text catorze vegades, per "regne d'Astúries (i Lleó)", quan Astúries no apareix mai i Lleó només en una ocasió i com a ciutat, no com a regne.[430]

- 2005 Es publica l'article "La supervivència altomedieval (714-1080) de la Gallaecia suevo-visigoda (561-714)" de Manuel Carriedo Tejedo. En ell, el medievalista lleonès defensa que la Gallaecia suevo-visigòtica va romandre vigent durant diversos segles més després de la conquesta omeia d'Hispània que va començar l'any 711.[431] Aquest paradigma historiogràfic ja es va manifestar en la trajectòria anterior de l'autor, per exemple, en estudis com "Andalusíes en la "Gallaecia" (756/1009)" l'any 2004 o "Los obispos de sedes foráneas, documentados en la “Gallaecia” altomedieval (711-1065)» l'any 2003.

- 2005 El professor Anselmo López Carreira va publicar el llibre O reino medieval de Galicia en el qual estudia amb detall la història del regne gallec entre els segles V i XV, denunciant-ne l'ocultació per la historiografia nacionalista espanyola.[432] L'obra va tenir una segona i una tercera edició els anys 2008 i 2020 respectivament.

- 2006 El professor de la Universitat de Deusto Armando Besga Marroquín afirmava en un article sobre el Beato de Liébana i Cantàbria del segle VIII que la monarquia asturiana no tenia un nom oficial, i que van ser els historiadors els que van crear la denominació del Regne d'Astúries, que per als cronistes àrabs rebien el nom de Galícia.[433]

- 2007 La investigadora del CSIC Ana María Carballeira Devasa va publicar el llibre Galicia y los Gallegos en las fuentes árabes medievales. Analitza l'obra de més d'una cinquantena d'autors àrabs, entre els segles VIII i XV, certificant que per als musulmans Galícia era l'espai territorial que ocupaven els cristians al nord de la península.[434]

- 2008 . L'escriptor Miguel-Anxo Murado va publicar la seva obra divulgativa Otra idea de Galicia en què dedicava un capítol a la desaparició de Galícia del cànon historiogràfic hispànic[435] i analitzava la interpretació errònia que es donava a la seva època medieval.[436] El 2013 el va publicar en gallec.

- 2008 . El medievalista Carlos Baliñas Pérez, autor que va utilitzar la terminologia establerta per Modesto Lafuente al llarg de la seva trajectòria, va reconèixer en el llibre O condado de Lemos na Idade Media que el nom de "Regne d'Astúries" donat al regne medieval gallec no és més que un convenció.[437] Tot i reconèixer la incorrecció del terme, aquest historiador es va mostrar disposat a continuar utilitzant-lo en una entrevista el 2016.[438]

- 2008 L'historiador José Manuel Barbosa publica l' Atlas histórico da Galiza, e o seu contorno Geográfico e cultural. A l'obra, a partir de 84 mapes i 70 textos descriptius, l'autor descriu els canvis en les fronteres del territori gallec des de l'època preromana, destacant el paper predominant del regne gallec medieval a la península Ibèrica.

- 2011 El medievalista Armando Besga Marroquín afirmava a l'article El problema del nombre (y de la naturaleza) del Reino de Asturias que tal regne no apareix documentat, i que la fórmula regnante a Astúries amb la qual de vegades es justifica la seva existència no és més que una manera de datar els diplomes.[439] I tot i afirmar que segons les fonts històriques el regne s'havia d'anomenar Galícia,[440] l'autor acaba concloent que en realitat aquest no tenia un nom propi.[441]

- 2011 L'historiador i professor de la Universitat de Compostel·la Antonio Míguez Macho explica a la seva Breu Història de Galícia que els monarques asturians van regnar en el que va ser i va continuar sent el territori de Gallaecia.[442]

- 2011 . L'historiador i teòleg Francisco Carballo publica una breu història de Galícia en la qual denuncia la suplantació del regne gallec per les inexistents entitats polítiques d'Astúries i Lleó.[443]

- 2013 . El professor de la Universitat de Lincoln Robert Portass[444] publica l'article All quiet on the western front? Royal politics in Galicia from c.800 to c.950. En el text, el medievalista indica que "per complexos motius relacionats amb el decurs de la historiografia espanyola al llarg del segle xx, la regió de Galícia va ser vista políticament perifèrica" i defensa la seva posició política central durant els segles IX i X.[445]

- 2015 . L'especial de l'edició alemanya de la revista National Geographic dedicada a l'Edat Mitjana del gener d'enguany representa l'Europa política del segle IX a través d'un mapa en què Galícia és el nom del regne.[343][342]

- 2015 . L'historiador David Pérez López publica una Història de Galícia on afirma que durant l'Edat Mitjana Galícia "es va convertir en un regne independent que alternava la seva capital entre Lleó i Oviedo, ciutats aleshores pertanyents a Galícia".[446]

- 2018 . L'historiador càntabre Víctor Manuel Aguirre Cano, a la seva obra La construcción de la royaleza astur: poder, territorio y comunicación en la alta edad media, apunta que "mai no hi va haver un regne d'Astúries ni de Lleó, sinó que van ser convencions posteriors de la historiografia" i que "des de fora del regnum s'anomenava sovint Galícia, o regne de Galícia".[330]

- 2019 . L'historiador Isidro Dubert assenyala que el paradigma historiogràfic defensat especialment per Anselmo López Carreira, que manté l'existència d'un regne de Galícia que incloïa Astúries, part de Cantàbria, Lleó i el nord de Portugal, és correcte, perquè està avalat per la fonts de l'època. També subratlla que el regne gallec va ser tan real com la distorsió històrica posterior que va patir per la historiografia espanyola, que interessantment el va vincular de manera subsidiària, primer, a Astúries i després a Lleó.[447]Logotip del I Congrés Internacional sobre el Regne Medieval de Galícia Regnum totius Gallaeciae .

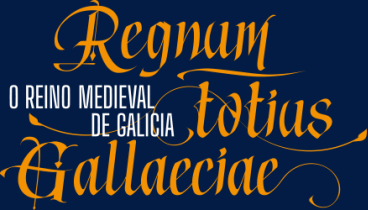
Logotip del I Congrés Internacional sobre el Regne Medieval de Galícia Regnum totius Gallaeciae.

- 2020-2022 . El periodista i escriptor Rodrigo Cota denuncia la invenció del regne d'Astúries, que suplanta el de Galícia, en diversos articles de la seva secció inclosos als mitjans del Grup El Progreso .[448][449][450][451][452][453][454]

- 2020 . Es publica el llibre O reino medieval de Galicia. Crònica d'un record dels historiadors Xosé Miguel Andrade i Anselmo López Carreira. Tal com afirma el professor Isidro Dubert en el seu pròleg, el llibre intenta explicar el paper que va tenir Galícia en la història peninsular entre els segles V i XIII, una explicació que implica qüestionar l'ús de les fonts històriques fetes pels historiadors espanyols des del segle XIX per "amagar". l'existència de l'antic regne de Galícia i donar impuls en aquells segles a la suposada importància del regne de Lleó".[455]

- 2021 . L'historiador José Manuel Barbosa publica en dos volums la seva obra A évolution histórica dos limites da Galicia, un text en què s'analitzen les modificacions de les fronteres gallegues al llarg de la història des d'una perspectiva centrada en Galícia que confronta les posicions de la historiografia tradicional.[456]

- 2022 . L'assagista i erudit Francisco Rodríguez Sánchez publica La relevancia del regne gallego medieval, volum I de la seva obra Una etapa estel·lar i conflictiva de Galícia (segona meitat del segle XIV) . En ella exposa l'eliminació i la tergiversació del Regne de Galícia per part de la historiografia espanyola, és a dir, per exemple, com s'amaga o fins i tot s'anomena Regne d'Astúries la seva existència com a entitat política independent. També explica que el regne gallec va ser l'origen de la Península i els seus reis eren gallecs.[457][458]
- 2022 . Del 19 al 22 de setembre es va celebrar al Museu del Poble Gallec el primer Congrés Internacional del Regne de Galícia,[459] amb l'objectiu exprés d'acabar amb la seva ocultació.[460]

- López Carreira; Obelleiro Piñón; Pena Graña; Rodríguez Sánchez; Freixeiro Mato. Galiza, nun período histórico de seu.  UPG, 1995 (Terra e Tempo, n.º 1 (2.ª época)).
- Colin Smith. Galicia, todo un reino.  Universidade de Santiago de Compostela, 1996, p. 735-744. ISBN 84-8121-476-0.
- VV. AA.. História compacta do Reino da Galiza.  Compostela: Galiza Nova, c. 1997.
- Nogueira Román; Freixeiro Mato; Martínez Pereiro; Carballo Carballo. Polo Reino de Galiza.  Edicións A Nosa Terra, 1998.
- Ferreira Priegue, Elisa Sémata, ciencias sociais e humanidades. Universidade de Santiago de Compostela, 11, 1999, pàg. 65-83. ISSN: 1137-9669 [Consulta: 05 xaneiro 2021].
- Nogueira Román. A memoria da nación. O reino de Gallaecia..  Edicións Xerais de Galicia, 2001. ISBN 84-8302-656-2.
- López Teixeira. Arredor da conformación do reino de Galicia (711-910). Reis, series e liñaxes galegas nos séculos VIII e IX. Cara a unha nova interpretación histórica das orixes..  Editorial Toxosoutos, 2003. ISBN 978-84-9562-278-5.
- Carriedo Tejedo, Manuel (en castellà) Memoria Ecclesiae. Asociación de Archiveros de la Iglesia en España [Oviedo], 27. Actas del XIX Congreso de la Asociación celebrado en Santa Cruz de Tenerife y Las Palmas (15 al 20 de septiembre de 2003), 2005, pàg. 553-590. ISSN: 2792-3525.
- López Carreira. O reino medieval de Galicia..  Edicións A Nosa Terra, 2005. ISBN 978-84-8341-293-0.
- Carballeira Debasa. Galicia y los gallegos en las fuentes árabes medievales..  Instituto de Estudos Galegos Padre Sarmiento, 2007. ISBN 978-84-0008-576-6.
- Murado López. Otra idea de Galicia..  Debate, 2008. ISBN 84-8306-771-4. Publicado tamén en galego: Murado. Outra idea de Galicia.  Debate, 2013. ISBN 978-84-9992-346-8.
- Barbosa Álvares; Gonçales Ribeira. Atlas histórico da Galiza.  Edições da Galiza, 2008. ISBN 978-84-936218-1-0.
- Harguindey Banet. La Galice, dez séculos de olladas francesas..  Universidade de Santiago de Compostela, 2009. ISBN 978-84-9887-125-8.
- López Teixeira. A formación do reino de Galiza (711-910)..  Editorial Toxosoutos, 2010. ISBN 978-84-9279-276-4.
- Besga Marroquín, Armando Letras de Deusto. Universidade de Deusto, 41, 130, 2011, pàg. 135-206.
- Murado López. La invención del pasado. Verdad y ficción en la historia de España..  Debate, 2013. ISBN 978-84-8306-853-3.
- López Teixeira. Rex et Regina. Urraca, Afonso Raimúndez e a monarquía galega..  Editorial Toxosoutos, 2013. ISBN 978-84-1540-078-3.
- López Carreira. Historia de Galicia..  Edicións Xerais de Galicia, 2013. ISBN 978-84-9914-532-7.
- Portass, Robert Early Medieval Europe, 21, 2013, pàg. 283-306.
- VV. AA.. Dubert García. Historia das historias de Galicia.  Edicións Xerais de Galicia, 2016. ISBN 978-84-9121-001-6.
- Carriedo Tejedo, Manuel Revista Rudesindus. Academia Auriense-Mindoniense de San Rosendo, 12, 2019, pàg. 37-92 [Consulta: 28 desembre 2020].
- Carriedo Tejedo, Manuel «Còpia arxivada». Revista Rudesindus. Academia Auriense-Mindoniense de San Rosendo, 13, 2020, pàg. 115-234. Arxivat de l'original el 2021-02-20 [Consulta: 22 xaneiro 2021].
- López Carreira. Arte e escritura na Galicia medieval..  Edicións Xerais de Galicia, 2019. ISBN 978-84-9121-561-5.
- Andrade Cernadas; López Carreira. O Reino medieval de Galicia. Crónica dunha desmemoria..  Edicións Xerais de Galicia, 2020. ISBN 978-84-9121-689-6.
- Barbosa Álvares. A evolução histórica dos limites da Galiza.  Através Editora, 2021. ISBN 978-84-16545-50-6.
- Rodríguez Sánchez. Unha etapa estelar e conflitiva de Galiza (a segunda metade do século XIV). Tomo I: A relevancia do reino galego medieval.  AS-PG, 2022. ISBN 978-84-949659-4-4.